# Архитектура Санкт-Петербурга
Архитектура Санкт-Петербурга, в особенности его исторического центра, представляет собой созданный в XVIII—XX веках один из самых выдающихся по выразительности архитектурных столичных комплексов. На территории России Санкт-Петербург стал первым крупным современным городом, на территории Европы — самой молодой столицей.

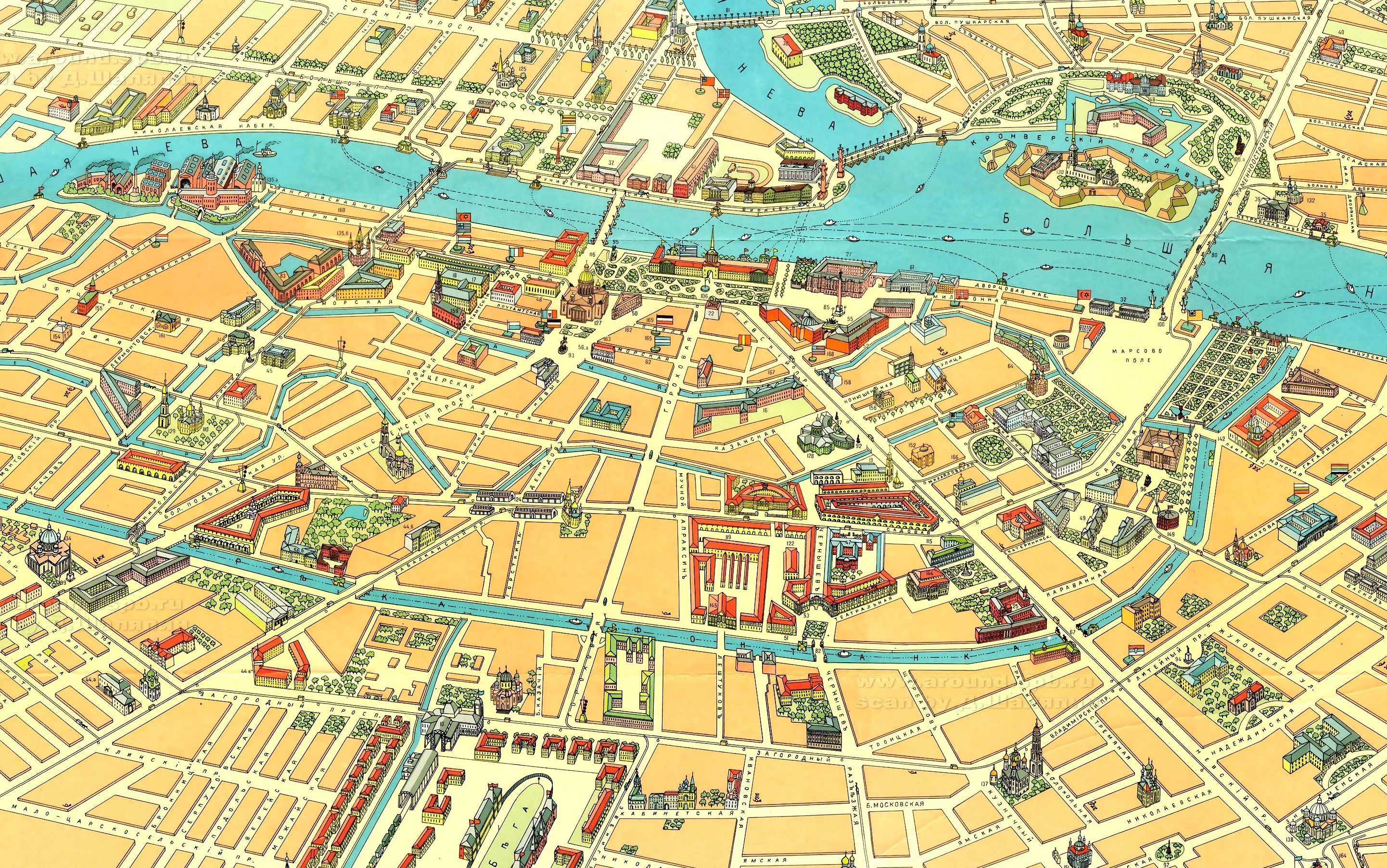
Карта центра Санкт-Петербурга с обозначением основных архитектурных памятников

Особенностями архитектуры Санкт-Петербурга являются продуманная регулярность застройки, соразмерность городских ансамблей, неброской природной среды, гармоничная полифония различных архитектурных стилей, сочетание регионального и столичного, вовлечение пригородов в единую агломерацию.

## Основные этапы застройки города Санкт-Петербург

### Предпосылки строительства

#### Геологические условия
В целом, место, выбранное Петром, трудно назвать простым или нейтральным.
На территории Санкт-Петербурга скальные породы залегают примерно на глубине до 200—300 м и даже сейчас не могут быть использованы для строительства. К тому же чуть севернее города проходит стык Русской плиты и Скандинавского кристаллического щита, что делает территорию сейсмоопасной. Имеются геологические разломы и под самим городом.
Древние достаточно прочные осадочные и моренные грунты залегают на глубине 20-30 м. В них, например, проходит значительная часть тоннелей петербургского метро. Эти слои почти везде покрыты слабыми и неоднородными водонасыщенными пылевато-глинистыми грунтами прочностью не выше 0,15 МПа, что затрудняет наземное строительство. Для таких грунтов характерны значительные и неравномерные осадки зданий, продолжающиеся в течение десятков и даже сотен лет. Для уплотнения основания применялись деревянные сваи длиной 6-8 м, что несколько снижало деформации зданий. Однако в тяжелых случаях не помогали и сваи, которые «засасывало». Значительная часть территории города образована наносами дельты Невы, встречаются плывуны и подземные водотоки.
В петровские времена глубокий анализ несущей способности оснований был невозможен. Технология того времени не позволяла также забивать длинные сваи, намывать или заменять большие массивы грунта. Часть построенных зданий и сооружений получили из-за этого деформации, крен, трещины. Например, наклонился и осел на несколько десятков сантиметров Исаакиевский собор, пришлось исправлять фундаменты Ростральных колонн и т. д.

#### Гидрологические условия
Территория города до недавнего времени подвергалась опасности значительных наводнений, превышающих 4 м, а по древним летописям — более 7 м. Шведы, владевшие Ингерманландией в XVII веке, знали о наводнениях на Неве и не застраивали низкую дельту Невы: крепость Ниеншанц стояла на сравнительно высоком месте в устье Охты при впадении в Неву (напротив нынешнего Смольного; на этом месте собирались возводить «Охта-центр»). Согласно шведским летописям, в 1691 году произошло грандиозное наводнение, в котором погибли жители поселения на острове Енисаари.
Однако наводнения в Санкт-Петербурге бывают обычно по осени, а место для крепости выбиралось в мае. Возможно, Пётр не принял во внимание опасность наводнений, хотя уже в августе 1703 года вода поднялась на 2 метра. Свою роль сыграл положительный опыт защиты дамбами низменностей в Голландии, откуда царь недавно вернулся, а также опыт застройки низменных берегов Азова.

#### Геополитические предпосылки

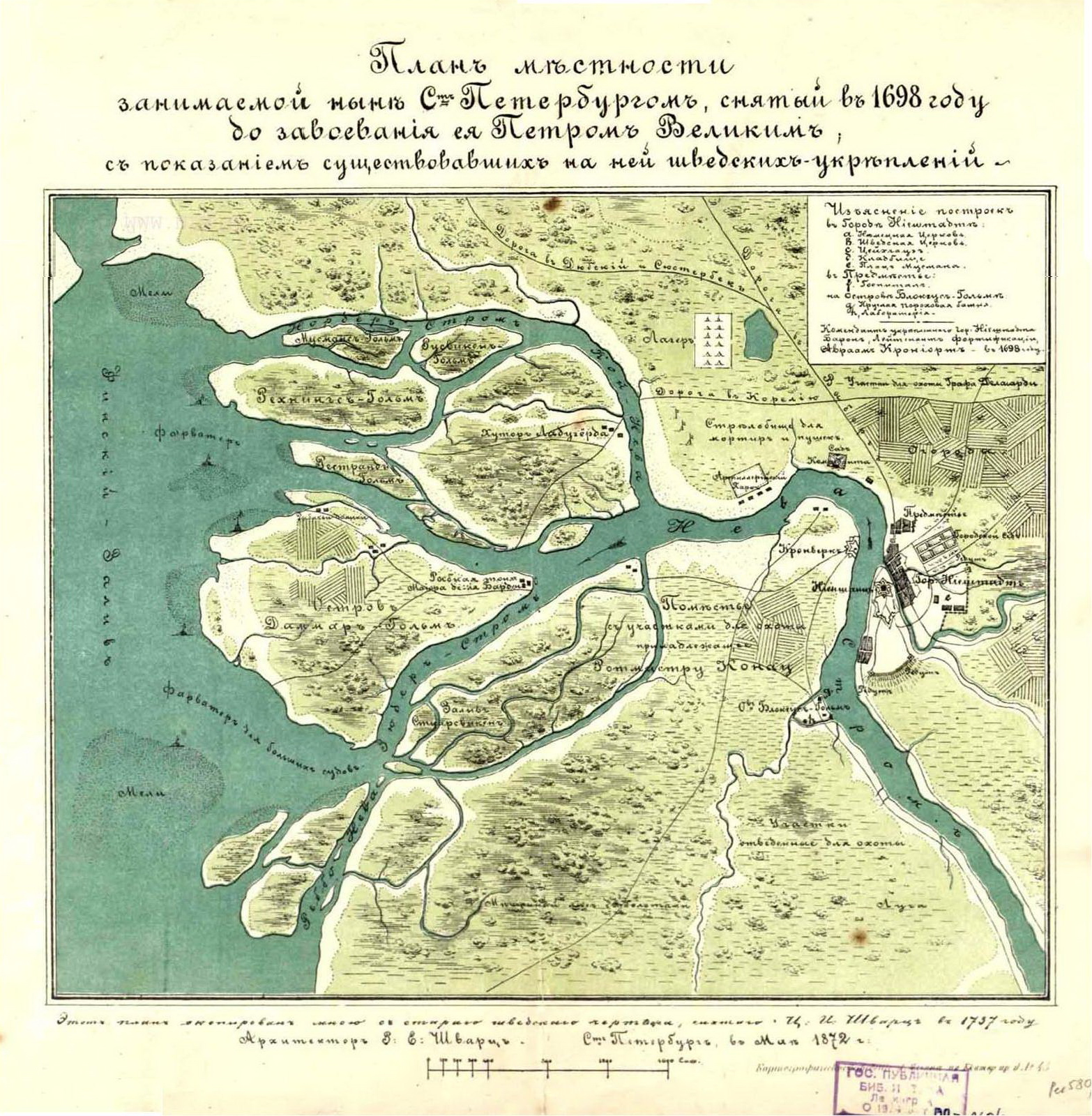
План местности, занятой впоследствии Петербургом. Составлен в 1698 комендантом крепости Ниеншанц Авраамом Крониортом, перевод Ц. И. Шварца, 1737 г.

Археологические изыскания на территории Санкт-Петербурга открывают стоянки человека эпох каменного и железного века, поселения ижоры, карелов, варягов, новгородцев, финнов, шведов. Возраст некоторых стоянок на территории Ленинградской области превышает 8 тысяч лет.
Историческая область Ижора, расположенная по берегам Невы, на протяжении веков имела стратегическое значение. Для России это был кратчайший выход на Балтику, в Западную Европу.
Поэтому в августе 1700 года Пётр, нарушив шаткое перемирие, объявил войну Швеции. Для обеспечения пути в Западную Европу необходимы были морской порт, верфь, крепости — то есть город на Неве. Другого варианта у Петра не было.

### Основание Санкт-Петербурга

#### Начало основания
В 1701 году в Москве была основана инженерная школа, выпускавшая военных инженеров и сапёров, многие из которых впоследствии участвовали в строительстве фортификационных сооружений на Неве.
За фортификацию в петровской армии отвечали Ламбер и В. Д. Корчмин, впоследствии руководивший фортификационным устройством Петропавловской крепости.
Однако первые укрепления на Неве Петр I не построил, а захватил: это были Нотебург (октябрь 1702 г.) и Ниеншанц (1 (12) мая 1703).
В боях участвовал сам тридцатилетний царь вместе с Меншиковым. Сразу же Нотебург был переименован в Шлиссельбург, а Ниеншанц — в Шлотбург. А через неделю Петр с Ламбером уже выбирали место для крепости на острове Заячий (он же Енисаари) в дельте Невы. Ламбер и начертил знаменитый неправильный шестиугольник с выступающими бастионами, занимающий почти весь остров. Первым генерал-губернатором Санкт-Петербурга и по совместительству Ингерманландской губернии был назначен вездесущий Меншиков.

#### Первые здания

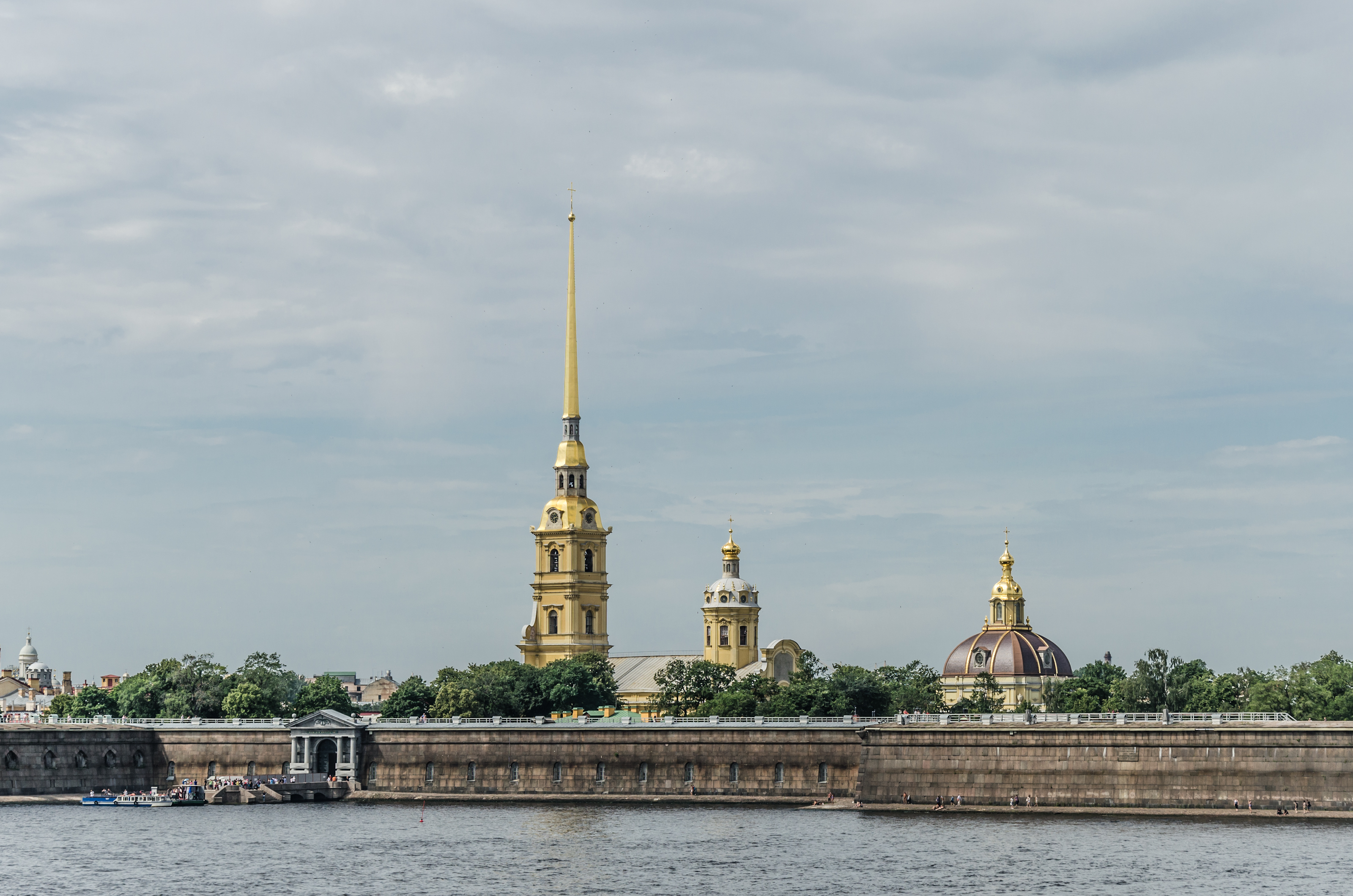
Петропавловская крепость (современный вид)

Первым сооружением города считается дерево-земляная Петропавловская крепость, заложенная 16 (27) мая 1703. Собственно, она и называлась «Санктпитербурх», позднее это имя распространилось на весь город.
В этом же году построен деревянный наплавной Петровский мост через Кронверкский пролив — первый мост города; в 1706 году он заменён свайным. В 1704-1705 годах с запада и с востока крепости были возведены дерево-земляные равелины, в 1705—1708 годах с наиболее опасного — северного — направления основная крепость была защищена вспомогательной — кронверком, за которым был оставлен гласис — на его месте сейчас разбит Александровский парк. В эту же зиму построены первые форты в проливе Невской губы.
Однако первым завершённым городским зданием является Домик Петра I на Берёзовом острове (от финского Койвусаари — Берёзовый остров), который был построен солдатами за три дня, к 27 мая 1703 года.
В ноябре 1704 года на левом берегу Невы была заложена вторая «фортеция» — верфь-крепость «Адмиралтейство», позже неоднократно перестраивавшаяся. Крепость прикрывала верфи с южного направления. Первые чертежи сделал сам Пётр I, руководил стройкой новый обер-комендант города Роберт Брюс. За стенами крепости также был оставлен гласис, на месте которого сейчас Александровский сад.
Таким образом, в 1703—1711 годах основными градообразующими функциями города были фортификация и судостроение, им было подчинено создание административных, жилых, торговых, транспортных объектов. Единого проекта застройки не существовало, зачастую за основу брались дороги и поселения допетровского времени. В то же время у Петра I до конца жизни сохранялся основной градостроительный замысел новой столицы: каменная застройка по образцу виденных им западно-европейских городов. Однако, в отличие от скученной компоновки старых европейских городов, северный размах территории позволял создать прямые широкие улицы, застроить набережные каналов и невских протоков. В дальнейшем это послужило одной из основ своеобразия архитектуры Санкт-Петербурга.
Однако к концу десятилетия театр военных действий сместился в Центральную Европу. Атаки Швеции на петербургские укрепления продолжались до 1708 года, но до крепости они не докатились. Наступала пора развития города в новом качестве.

### Начало регулярной застройки, первая половина XVIII века

#### Столица России
После Полтавской битвы, занятия Эстляндии и Курляндии, взятия Выборга и Кексгольма строящийся Санкт-Петербург уже не был пограничным форпостом. Примерно с 1710 года начинается регулярная застройка города. Вначале Петром предполагалась традиционная русская планировка: на Городском острове (первоначально Берёзовом, позже Троицком, Петербургском, ныне — Петроградском) предусматривались царские слободы, огороженные палисадным укреплением, вокруг должны были располагаться царские, вельможные и прочие усадьбы. Для застройки были разработаны «образцовые проекты». Петр I издает указы о принудительном переселении тысяч семей дворян и купцов на остров Котлин и в Петербург.
Центр города первоначально формировался не на привычном нам левом берегу Невы, а на Городском острове. Первой площадью города стала Троицкая площадь, по имени деревянной церкви «Во Имя Святой Троицы» (не сохранилась). Активно застраивался район вокруг Адмиралтейства и вдоль Большой Невы, редкая застройка тянулась вдоль стрелки Васильевского острова, по берегу Большой Невки на Выборгской стороне.
Преобладающим строительным материалом на Руси было дерево, из которого делались и стены, и кровли, и сваи. Деревянное строительство было запрещено в 1712 году, однако камень оставался дорогим и редким материалом, а технология производства обожжённого кирпича была несовершенной. Чтобы ускорить в Санкт-Петербурге каменное строительство и уберечь столицу от пожаров, Пётр в 1714 году издает указ о повсеместном (кроме Санкт-Петербурга) запрете каменного строительства (указ продержался до 1728 года). Вводятся противопожарные разрывы, сносятся деревянные строения, хотя они ещё преобладают.
В 1712 году Пётр I переводит столицу из Москвы в Санкт-Петербург. Размеры города достигают 12 км², население оценивается в 8000 человек, однако на столицу он совершенно не похож. Необходимо было выбрать стратегию застройки, исходя из новых градостроительных задач.

#### Первые генеральные планы

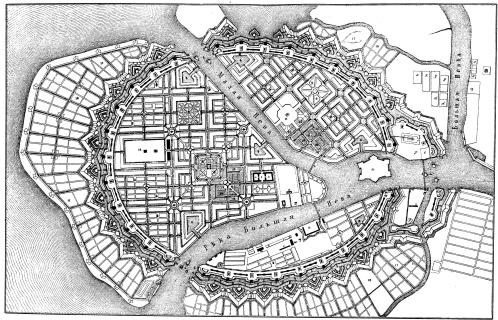
Генеральный план Ж.-Б. Леблона

Пётр рассматривает несколько противоречащих друг другу проектов, принимает и отвергает их. Основную проектную работу проводит Доменико Трезини. Эти проекты объединяет строгая регламентация застройки, общая прямоугольная разбивочная система, единые требования к зданиям.
- По первому варианту (январь 1712 года) столица располагается вовсе не в Санкт-Петербурге, а на острове Котлин (финск. Ретусаари), где уже с 1704 года строился Кронштадт. На острове должна быть разбита прямоугольная сеть улиц и каналов, образующая жилые и общественные кварталы.
- Второй вариант (1712 год) предусматривал также прямоугольную сеть улиц, но на левом берегу Невы (впоследствии Московская сторона, примерно от Литейного проспекта до Таврического сада). Строительство было начато и продолжалось до 1714 года, а затем было остановлено, хотя прямоугольная планировка первого регулярного района города прослеживается до сих пор.
- По третьему варианту (1714 год), не осуществлённому, город располагался на окраинной Выборгской стороне.
- Четвёртый вариант (1715 год) создаёт прямоугольную разбивку кварталов на Васильевском острове[11].

В 1716—1717 годах Пётр совершает путешествие по Европе, где знакомится с французскими и итальянскими архитекторами. Приглашённый Петром Жан-Батист Леблон составляет первый сводный генеральный план Санкт-Петербурга. Грандиозный план представлял город в виде правильного овала, расчлененного сетью прямоугольных улиц и каналов. Впервые предложено создать в городе несколько градостроительных ансамблей, причём главный центр должен был быть создан на Васильевском острове. Идея Леблона принимается, а план — нет. Санкт-Петербургу не нужны были ограничивающие фортификационные сооружения, пришлось бы обратно засыпать и перепланировать многие каналы, пришлось бы снести большую часть уже возведенных зданий, поэтому Пётр вернулся к первоначальной лучевой системе. Тем не менее на основе идеи Леблона и в связи с учреждением городской полиции 25 мая 1718 года в Санкт-Петербурге формируются пять административных частей: Санкт-Петербургский остров, Адмиралтейский остров, Васильевский остров, Московская сторона, Выборгская сторона. Южная граница города проходила по реке Мойке.

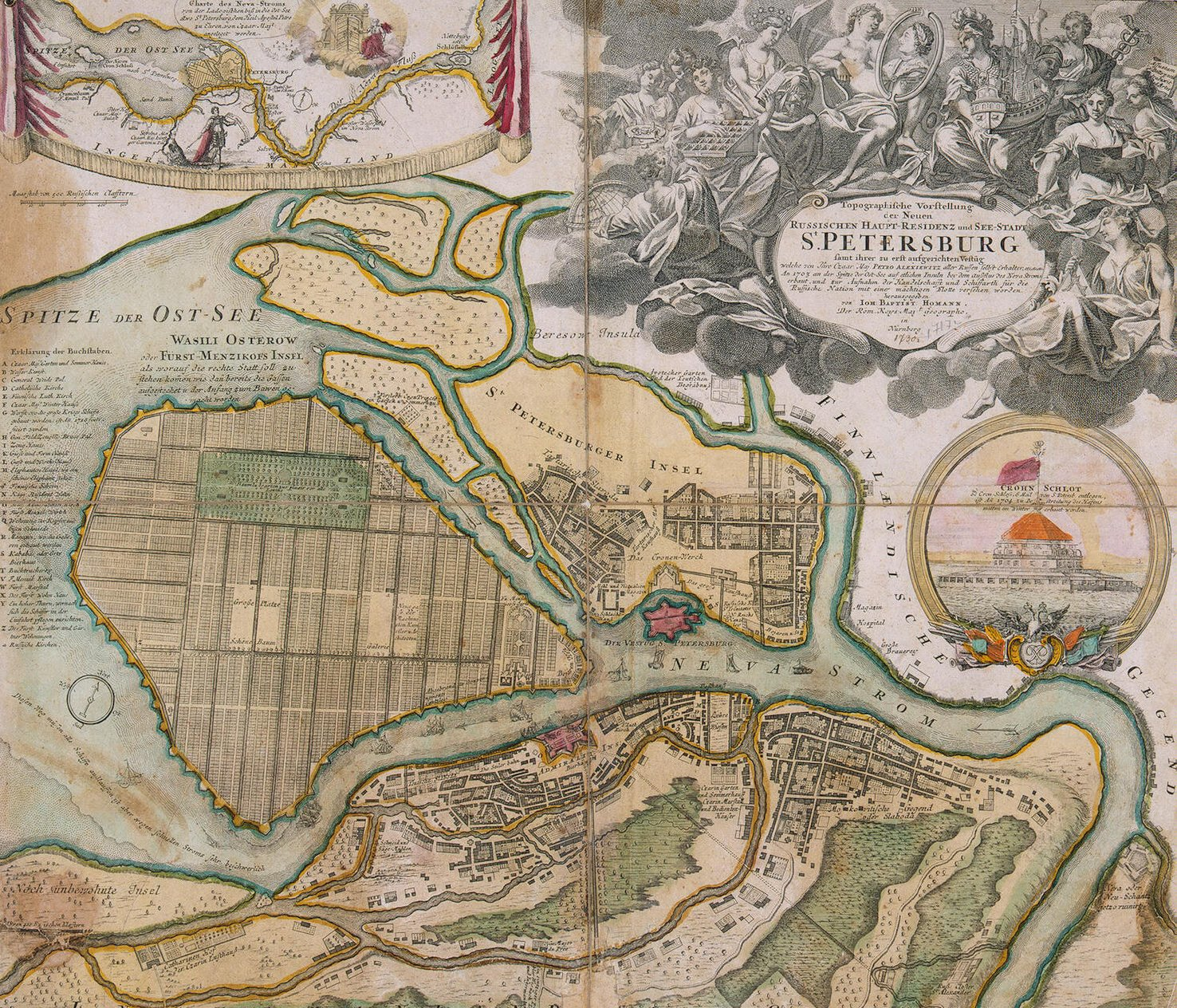
Топографический план Санкт-Петербурга, ок. 1720 г. Часть объектов (напр., Васильевский о-в) показаны по проекту Д. Трезини

Застройка Васильевского острова продолжается по плану Д. Трезини ортогональными линиями. Со стороны же Адмиралтейства сначала Георг Маттарнови в 1718 году, а затем Н. Ф. Гербель в 1719 году предлагают лучевую систему, которая и ложится в основу современной застройки центра города. Пять лучей («першпектив») Н. Ф. Гербеля — это современные Галерная улица, Вознесенский проспект, Гороховая улица, Невский проспект и Миллионная.
В этот же период активно осваивается пригородная территория. В 1714 году начинается строительство Большого Петергофского дворца, в 1720 году — Константиновского дворца в Стрельне, строятся дороги и каналы. С 1712 года прокладывается тракт Москва — Санкт-Петербург, с 1719 года — обводной канал вокруг Ладоги.

#### Столица империи
После окончания Северной войны в 1721 году Ингерманландия официально отошла к России, а Пётр I провозгласил создание Российской империи. Санкт-Петербург стал столицей империи, что ещё более повысило требования к градостроительной стратегии. Были пересмотрены планы развития частей города, однако композиционная раздробленность застройки сохранялась.
Не самым удачным начинанием Петра была попытка расселения жителей города по профессиональному признаку. Так, на Адмиралтейском острове должны быть расселены работники верфи, на Городском острове — офицеры гарнизона, на Васильевском острове — дворяне и купцы. Набережные отводились для дворцов знати. В 1720—1721 годах были изданы указы о переселении жителей, уже построивших дома, однако они плохо исполнялись. Эти указы формально были отменены только в 1761 году.
С 1722 года активизировались работы на Стрелке Васильевского острова, причём уничтожались уже созданные жилые здания. Продолжалось каменное строительство, создавались Немецкая, Греческая, Финская и другие иноземные слободы. Население города достигло 40 тысяч человек. Иностранные архитекторы, работавшие с Петром I, получали возможность воплотить смелые замыслы, хотя, возможно, не всегда соответствовали уровню поставленных задач.

#### Развитие города в 1725—1736 годах
Со смертью Петра I в 1725 году и его вдовы Императрицы Екатерины Алексеевны в 1727 году развитие Санкт-Петербурга не остановилось, но существенно замедлилось. Продолжалось строительство Петропавловского собора (1712—1733), Летнего сада, других объектов, велись работы в Петергофе, Кронштадте, Стрельне. Однако в 1728 году Императорский двор вернулся в Москву. Император Пётр II не интересовался государственными делами, а тем более строительством Санкт-Петербурга.
Положение спас Бурхард Миних, генерал-губернатор в 1728-1734 годах. Он не допустил упадка северной столицы: проводил осушение болот юго-восточнее Лиговского канала, прокладывал дороги на Московской стороне, создавал набережные Невы и Мойки. Южная граница города дошла до Фонтанки. Однако главное нововведение Б.Миниха — фактический перевод центра города на Адмиралтейский остров, хотя, не отступая от набросков Петра I, он продолжает строительство общегородского комплекса на Васильевском острове. Возводятся каменные стены Петропавловской крепости. Б. Миних продолжил устройство дорог на Выборг, Архангельск, Москву. При Анне Иоанновне Б. Миних вернулся к военной карьере.

#### Единая градостроительная политика

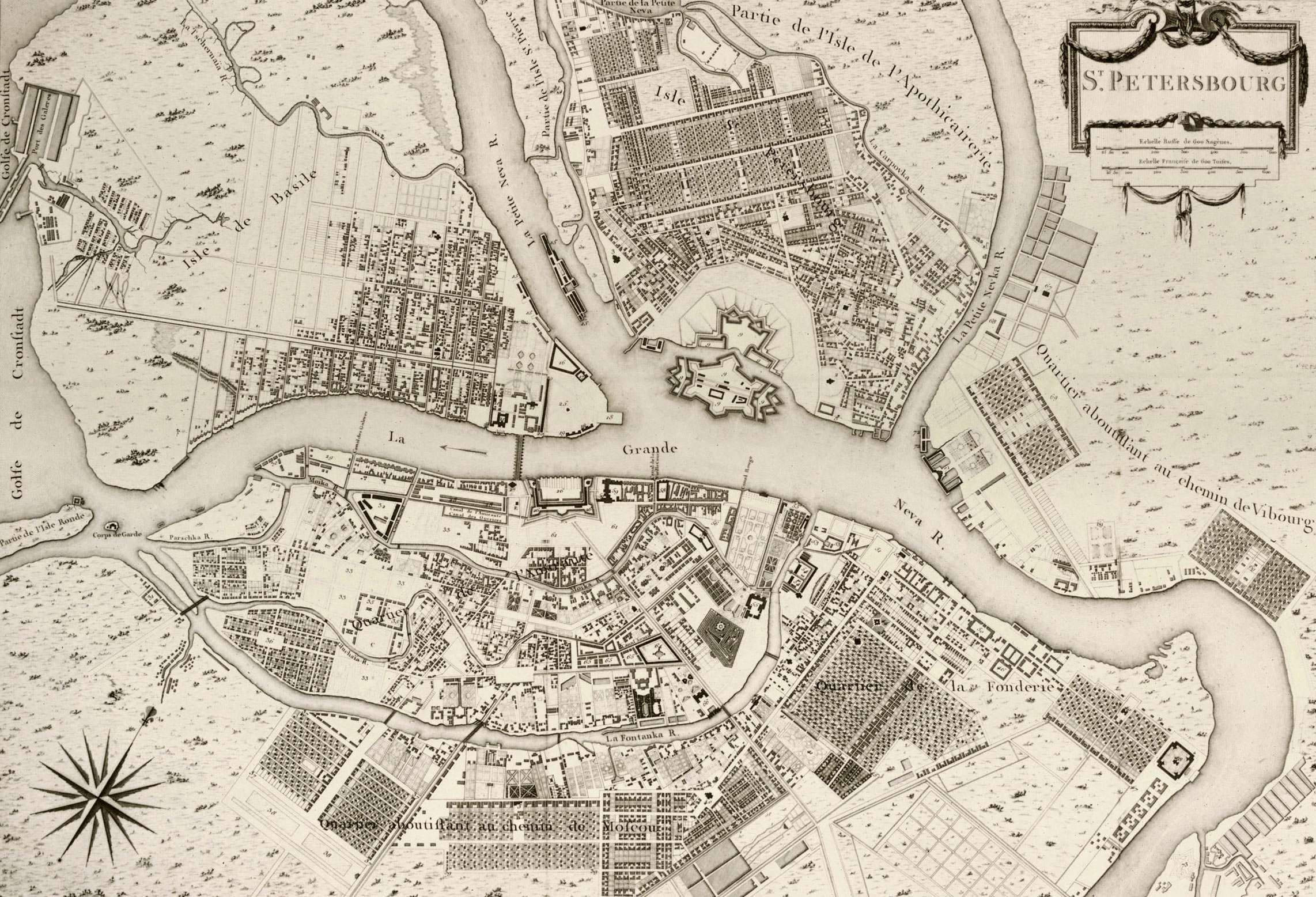
План А. Ф. Трускота, 1753

В 1736 и в 1737 году по Петербургу прокатились опустошительные пожары, причиной которых были поджоги. Сгорело большинство деревянных строений. Новым градоначальником В. Ф. Салтыковым учреждена «Комиссия о Санкт-Петербургском строении» (1737—1746), которая разработала новый план города и 12 «перспектив» к нему. Главным архитектором комиссии стал П. М. Еропкин. В соответствии с административным делением комиссия выделила пять частей города и проводила единую градостроительную политику, составив проекты планировки районов. Были закреплены три главных луча-проспекта, сходящихся на шпиле Адмиралтейства.
В 1738 году по указу Анны Иоанновны была углублена Мойка, набережные укреплены сваями.
В 1737 году в состав города вошла Литейная часть и Охтинские слободы. Комиссия разработала планы застройки Охтинской слободы и Выборгской стороны. На Московской стороне выделялись участки для расположения полков (Фурштатская, Моховая и др.). В создании проектов и карт города принимала участие Петербургская академия наук.
Одновременно с созданием архитектурных ансамблей, дворцов и храмов строились скромные деревянные здания, расширялись пригородные дачные зоны. Численность населения столицы достигла 70 тысяч — по европейским меркам ещё очень скромно.
В 1749 году под руководством адъюнкта императорской Академии наук И. Ф. Трускота выполнен второй единый проектный генеральный план Санкт-Петербурга; иногда назывался «План М. И. Махаева», так как подмастерье Михаил Махаев выполнял гравюры к изданию 1753 года. Это было парадное проектное изображение столицы при Елизавете Петровне.

### Вторая половина XVIII века — начало XIX века

#### 1762—1780. Компактное градостроительство
В 1762 году указом Екатерины II создана «Комиссия для устройства городов Санкт-Петербурга и Москвы», получившая затем название «Комиссия о каменном строении Санкт-Петербурга и Москвы». Комиссией к 1769 году выполнены градостроительные проекты всех частей города, установлены стабильные границы городской застройки, предместий, выгонных земель (последние застраивать запрещалось). Тем самым было временно ограничено «расползание» столицы вширь, ускорена застройка центральных районов. Напротив, в 1766—1767 годах территория города даже несколько сократилась. Ряд городских территорий был объявлен предместьями: Петербургская сторона за Кронверком, Васильевский остров за Малым проспектом, левобережье реки Фонтанной (Александро-Невское, Лифляндское, Московское предместья).

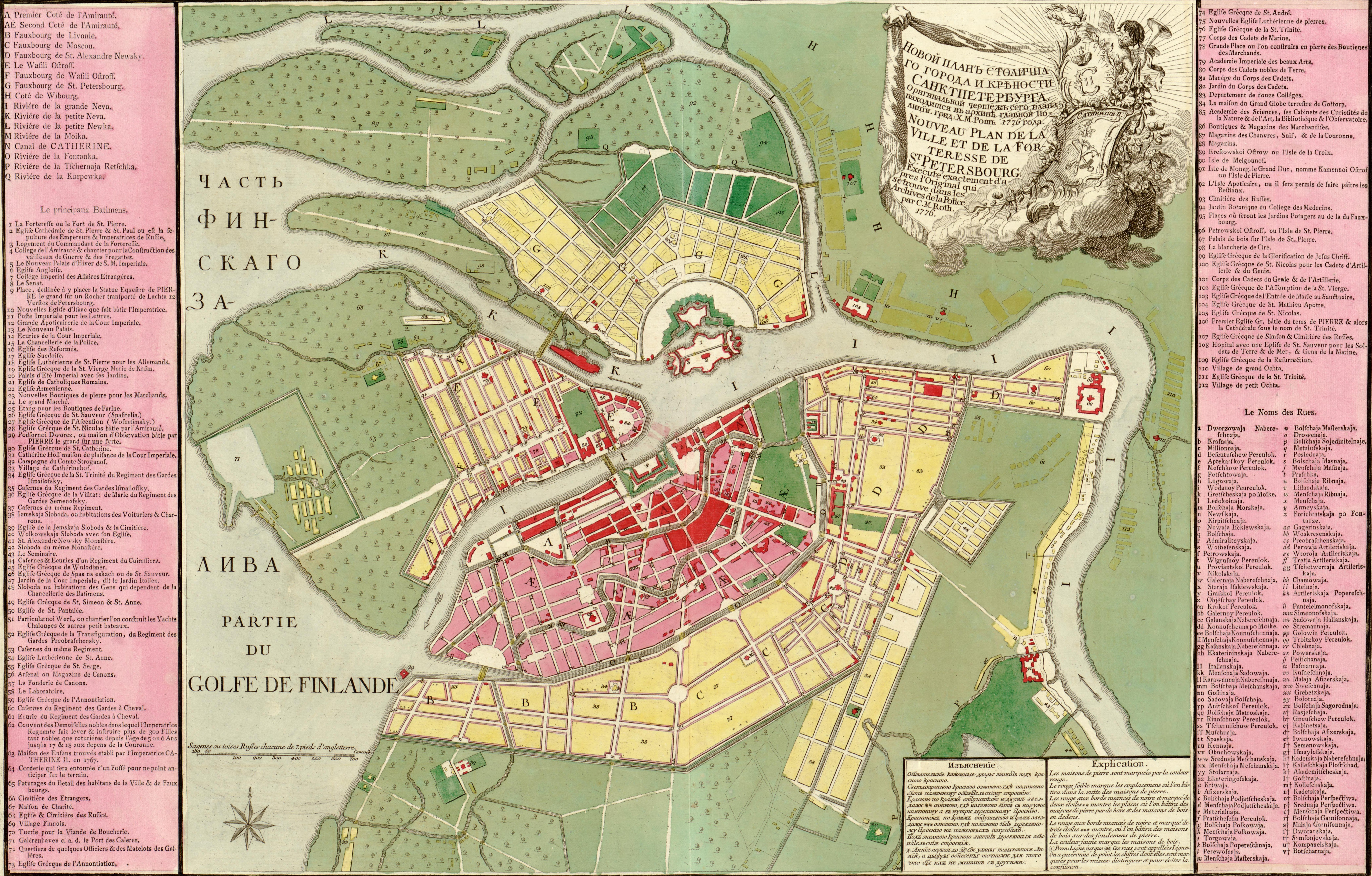
«Новый» план Санкт-Петербурга 1776 года

В 1763 году был объявлен конкурс на разработку генерального плана Санкт-Петербурга, итоги которого остались неизвестны. В 1765 году введены ограничения на высоту зданий (10 сажен), на размещение промышленных предприятий, утверждены образцовые проекты зданий. Между Большой Невой и Фонтанкой запрещалось строить деревянные здания. К 1769 году комиссией закончены градостроительные планы частей и предместий города, на основе которых в 1769-1776 годах выполнен новый сводный генеральный план. Большая роль в создании градостроительного облика той эпохи принадлежит А. В. Квасову, под руководством которого создан генеральный план Санкт-Петербурга 1769 года; он разработал круговую застройку Дворцовой площади, планы Адмиралтейской части, набережных Фонтанки и др. Практически была создана система непрерывного обновления генерального плана: известны варианты 1769, 1776, 1792, 1796 годов.
Большое наводнение 1777 года привело к необходимости подсыпки некоторых затопляемых территорий, в частности, был насыпан остров в устье Фонтанки. Генеральный план был уточнён в 1777-1779 годах под руководством инженера и архитектора Фридриха Баура в связи с необходимостью защиты города от наводнений.

#### 1780—1795. Управы и комиссии
В 1780-1790-х годах упомянутая комиссия носила название «Комиссия о каменном строении Санкт — петербурга и Москвы». Комиссию в этот период возглавляли видный архитектор, академик И. Е. Старов и автор многих научных трудов о градостроительстве Иоганн Лем. Она сосредоточилась на разработке градостроительной планировки, а контроль за проектной деятельностью и градостроительством осуществляли штатные архитекторы Управы Благочиния. Расширялось каменное строительство, создавались ансамбли на площадях и главных улицах города. В полковых слободах строились казармы. Общее количество жителей за полвека выросло втрое и к концу XVIII века составило 220 тысяч человек — пока втрое меньше Парижа и вчетверо меньше Лондона, но уже больше Рима.
Примерно к этому времени относится углубление специализации деятельности архитекторов и строителей. Стала чётче выделяться стадия проекта с вычерчиванием не только фасадов и планов, но и всех основных архитектурно-строительных решений. Архитекторы сосредотачивались на выполнении проектов, а при строительстве они выполняли больше надзорные функции.

#### 1796—1815. Экстенсивное развитие
Краткое царствование Павла I (1796—1801) отмечено присоединением полковых слобод к городским территориям, ликвидацией Комиссии о каменном строении, созданием «Конторы городских строений», которая выполняла проектные и строительные работы, финансировавшиеся из казны. В 1798 году разработан план ремонта и реконструкции дорог общей длиной 1140 верст вокруг северной столицы.
В начале правления Александра I (1801-1825) вновь проявились процессы расширения города. В 1802 году в границы городской застройки включились новые зоны, для которых разрабатывались генеральные планы. На западной стороне Васильевского острова планировалось развернуть строительство морского порта (замысел осуществлен только в 2008 году). В местах парадных въездов в город устраивались бульвары. В 1808-1809 годах подготовлено новое собрание «образцовых проектов», учреждён «Комитет для городских строений».

#### 1816—1835. Уникальные ансамбли

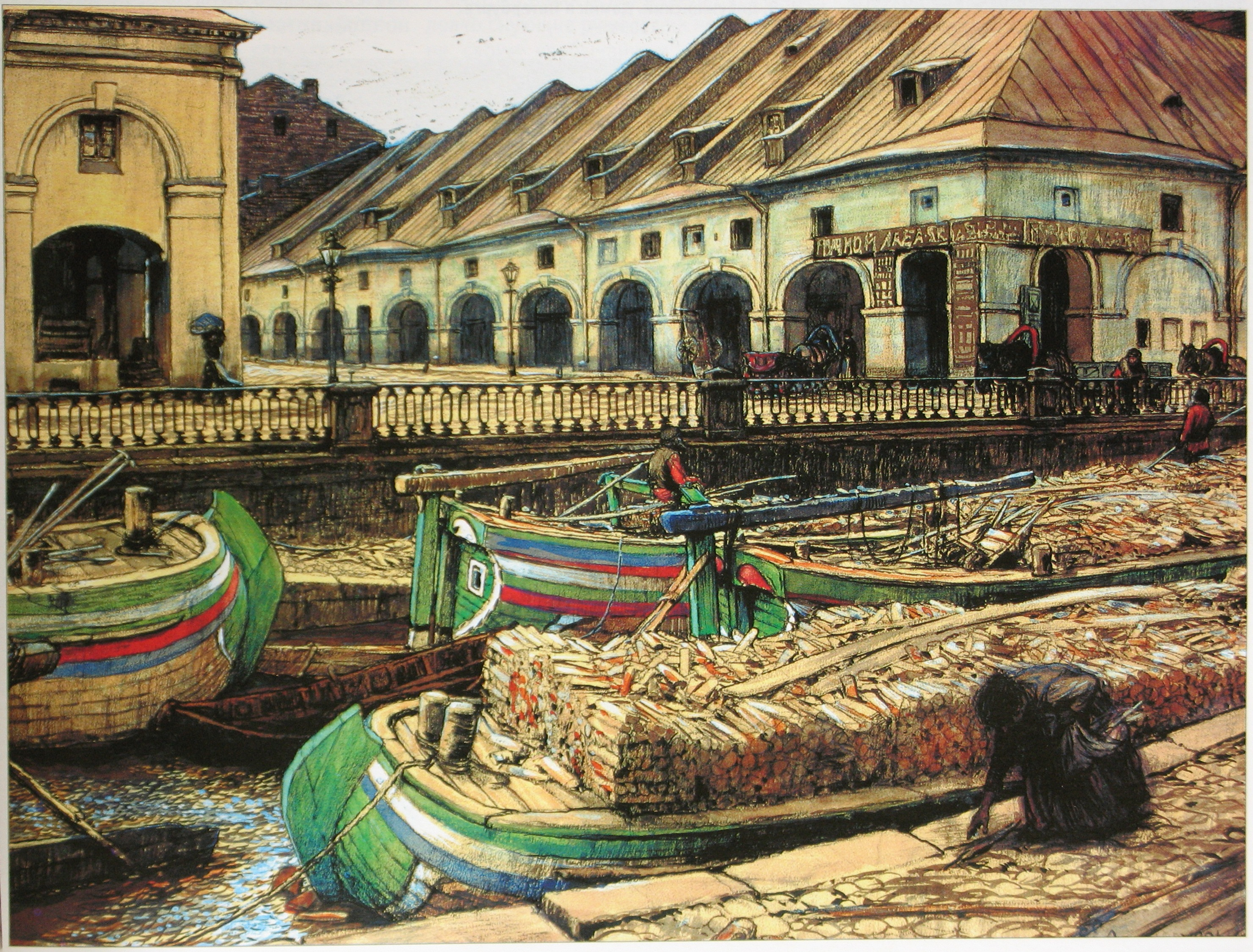
Лансере. Никольский рынок в Петербурге. 1901

Отечественная война 1812 года ненадолго прервала застройку столицы. На архитектуру Санкт-Петербурга того времени значительное влияние оказало не столько знакомство с европейской архитектурой, сколько победоносное завершение войны. Уже в 1816 году создан «Комитет для приведения в лучшее устройство всех строений и гидравлических работ в Санкт-Петербурге и прикосновенных к оному мест», председателем которого назначен архитектор и инженер А. А. Бетанкур. Комитет должен был способствовать превращению Санкт-Петербурга в один из красивейших городов Европы.
В послевоенное время создаются замечательные ансамбли Дворцовой площади, Адмиралтейства, Исаакиевской площади, стрелки Васильевского острова. Более чётко выявилась рекреационная роль загородных резиденций и предместий: Екатерингофа, Стрельны, Елагина острова, Каменного острова и др. Были обновлены правила градостроительного зонирования и высотные ограничения застройки. В 1830 году запрет на деревянное строительство распространяется на всю территорию города. В 1832 году приняты правила устройства мостовых и тротуаров, в 1833 году — правила размещения промышленности. Центр тяжести промышленного строительства перемещается на Выборгскую сторону, на западную часть Васильевского острова, за Обводный канал.

### Вторая половина XIX века — начало XX века

#### 1836—1880 годы
В середине XIX века в связи с развитием новых экономических и социальных отношений единообразие и приказные порядки в архитектуре перестают быть главенствующими принципами. С середины 1840-х годов снимается ряд ограничений на архитектурные, цветовые и конструктивные решения частных домов, намечается отход от классицизма, появляется разнообразие историзма (эклектики). С 1860-х годов расширяется строительство зданий из кирпича, металлических конструкций. В это время сложилась достаточно эффективная система управления градостроительством, позволившая к концу XIX века увеличить объёмы строительства в Петербурге более, чем в 20 раз.
С 1860-х годов производится создание системы дождевой канализации под главными улицами города, начиная с Гороховой улицы и Каменноостровского проспекта, делаются попытки улучшить городскую канализацию (повсеместно применялась ассенизация, а также сброс сточных вод без очистки в дождевые трубы). Открытые каналы и мелкие реки забирались в подземные трубы. В 1861 году строится Главная водопроводная станция (Шпалерная ул., 56) и трубопроводная система водоснабжения.
Промышленные объекты возводились большей частью в периферийной зоне города: на Выборгской стороне, на Обводном канале. Появились железные дороги, а с ними Царскосельский (1837), Николаевский (1851), Варшавский и Петергофский (1853), Финляндский (1870) вокзалы. Расширялись порты Кронштадта, Васильевского острова.

#### 1881—1900 годы

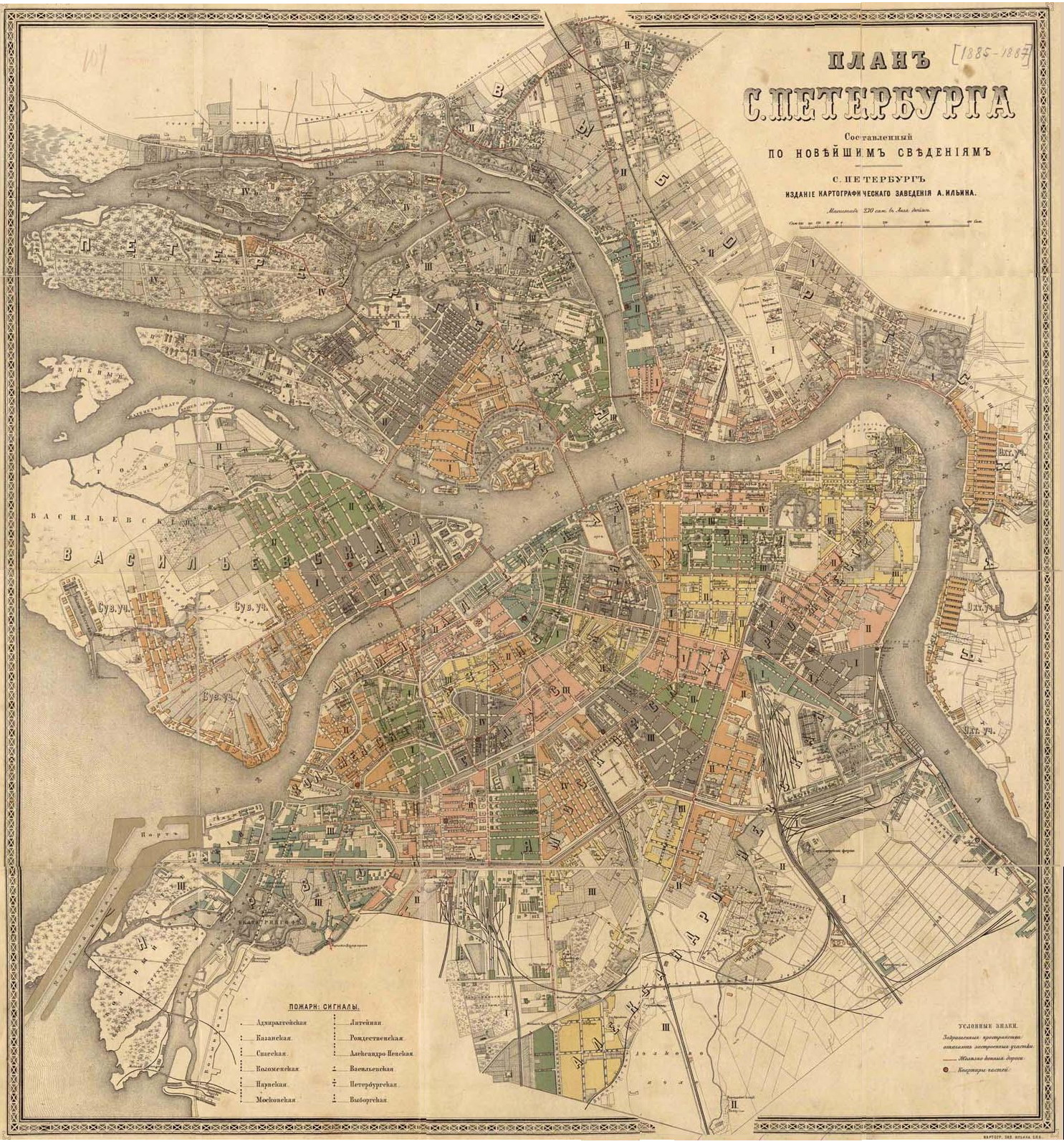
План Санкт-Петербурга около 1885—1887 гг.

В конце XIX века на волне капиталистической индустриализации промышленная застройка городских окраин только усилилась. Петербург становится мощным транспортным узлом, формируются левобережная и правобережная железнодорожные транспортные системы, построены Морской канал и Морской порт на Гутуевском острове (1878—1885).
Развивалось жилищное строительство. К 1900 году в городе проживало 1248 тыс. чел., с пригородами 1439 тыс. чел., (больше, чем в Москве, Риме, Мадриде, но меньше, чем в Лондоне, Нью-Йорке, Париже, Берлине, Вене). В конце века население города увеличивалось примерно на 40 тыс. человек за год, в основном за счёт приезжавших на заработки крестьян, а также учащихся. В год строилось до 500 каменных домов, разрешалось строить дома высотой 11 сажен (5-6 этажей), однако этого не хватало. Прибывающее население поселялось на рабочих окраинах в домах-казармах, деревянных заводских постройках. Вокруг Петербурга и даже в Финляндии создавались десятки дачных поселений.

#### 1901—1916 годы
С началом XX века рост города ещё более ускорился. Население увеличивалось более, чем на 60 тыс. чел. в год и к 1917 году выросло до 2,4 млн человек. Площадь центральной части города составила около 150 км². Из сохранившихся на сегодня зданий дореволюционного периода примерно 10 % было построено до 1830 года, 30 % в 1830—1900 годах и около 60 % после 1900 года.
В конце XIX века — начале XX века появляются первые примеры массовой жилой застройки — рабочие городки: Нобелевский и Гаванский. Нобелевский городок на Лесном проспекте был построен в 1893—1916 годах архитекторами Р. Ф. Мельцером, В. А. Шретером, Ф. И. Лидвалем. Он предназначался для рабочих завода «Людвиг Нобель». Гаванский рабочий городок на Васильевском острове был построен архитекторами В. А. Федоровым и Н. В. Дмитриевым в 1904—1908 году. Городок включает в себя пять домов, предназначавшихся для малообеспеченного населения и рабочих.
В 1901-1910 годах было создано несколько вариантов «Проектного плана на урегулирование города С. Петербурга». В целом планы остались неосуществленными, но отдельные градостроительные программы выполнялись. Разрабатывались проекты метрополитена, мостовых и дорожных сооружений. Продолжилось строительство доходных домов, особняков, дачных посёлков.

### Советский период

#### Петроград и предвоенный Ленинград

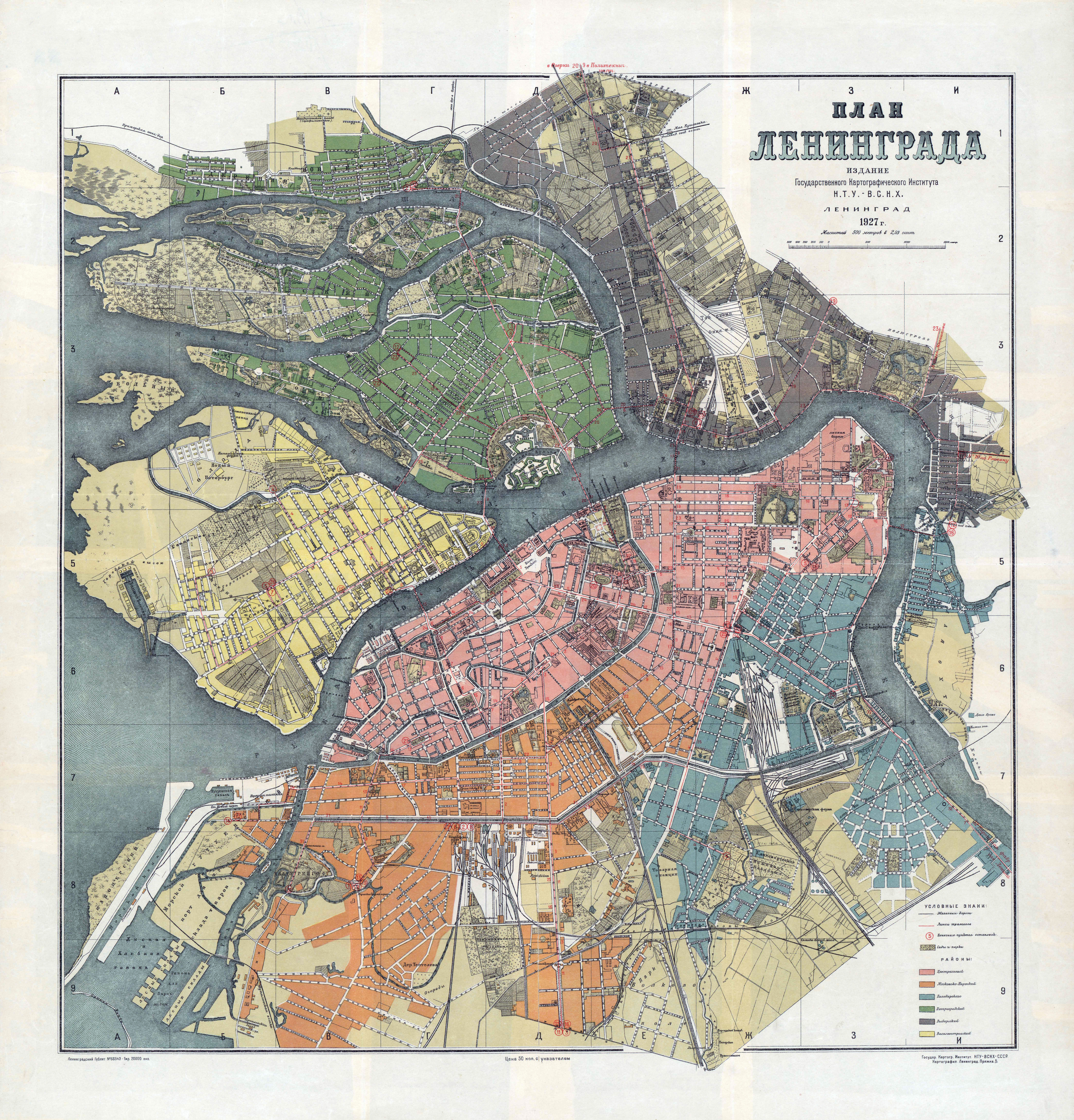
Генеральный план Ленинграда 1929 г.

Революция, гражданская война, перенос столицы в Москву, остановка промышленного производства, недостаток продовольствия и топлива привели к сокращению населения втрое. К 1921 году в городе оставалось 740 тысяч человек.
Тем не менее в 1918 году была создана «Комиссия по перепланировке Петрограда» под руководством Л. А. Ильина, в 1919 году — «Архитектурная мастерская» под руководством И. А. Фомина. С 1920-х годов началось возрождение Петрограда.
В 1925 году Л. А. Ильин возглавил «Бюро по планировке Ленинграда», в котором были разработаны схема районирования Ленинграда и эскизный проект планировки города. В 1926—1927 годах впервые была проведена геодезическая съемка города, включая окраинные районы. В соответствии со схемой районирования фабричная зона вытягивалась в направлении Колпино, а новые селитебные зоны располагались на северо-восточной и юго-западной окраинах. Центральное ядро города должно было быть сохранено.
В 1925—1927 годах были построены первые жилые комплексы из скромных 2-4-этажных кирпичных домов в рабочих районах: на Тракторной улице, на проспекте Стачек (архитекторы А. С. Никольский, А. И. Гегелло, Г. А. Симонов), Палевский жилмассив (архитекторы А. И. Зазерский, Н. Ф. Рыбин).
Однако Проект планировки Ленинграда предусматривал развитие границ «Большого Ленинграда» чуть ли не до тогдашней финляндской границы. Такой вариант не мог быть утвержден. В основу Генерального плана города было положено развитие в южном направлении. Площадь города планировалось увеличить с 310 до 560 км². Проектная численность населения составляла 3,5 млн чел. Схема планировки и «Правила застройки в г. Ленинграде» были утверждены Ленгорисполкомом 4 декабря 1935 года.
В 1937 году Л. А. Ильин был назначен первым Главным архитектором Ленинграда, в 1938 году его сменил Н. В. Баранов, который пробыл на этом посту до 1950 года. Генеральный план города был утвержден в 1939 году, впоследствии корректировался в 1941 и 1943 годах. Одновременно началась реализация градостроительных принципов, заложенных в Генеральном плане: создание крупных жилых комплексов в новых (в основном южных) районах, прокладка веерных, дуговых и диагональных магистралей, разбивка приморских и городских парков, формирование лесопарковой зоны.
В 1930-х годах были застроены новые районы: Малая Охта (архитекторы Б. Р. Рубаненко, Г. А. Симонов и др.), Щемиловка (архитекторы Е. А. Левинсон, И. И. Фомин и др.), Автово (архитекторы С. Е. Бровцев, А. А. Оль и др.), Московский проспект (архитекторы А. И. Гегелло, В. В. Попов, Г. А. Симонов, Н. А. Троцкий и др.).

#### Ленинград в годы войны

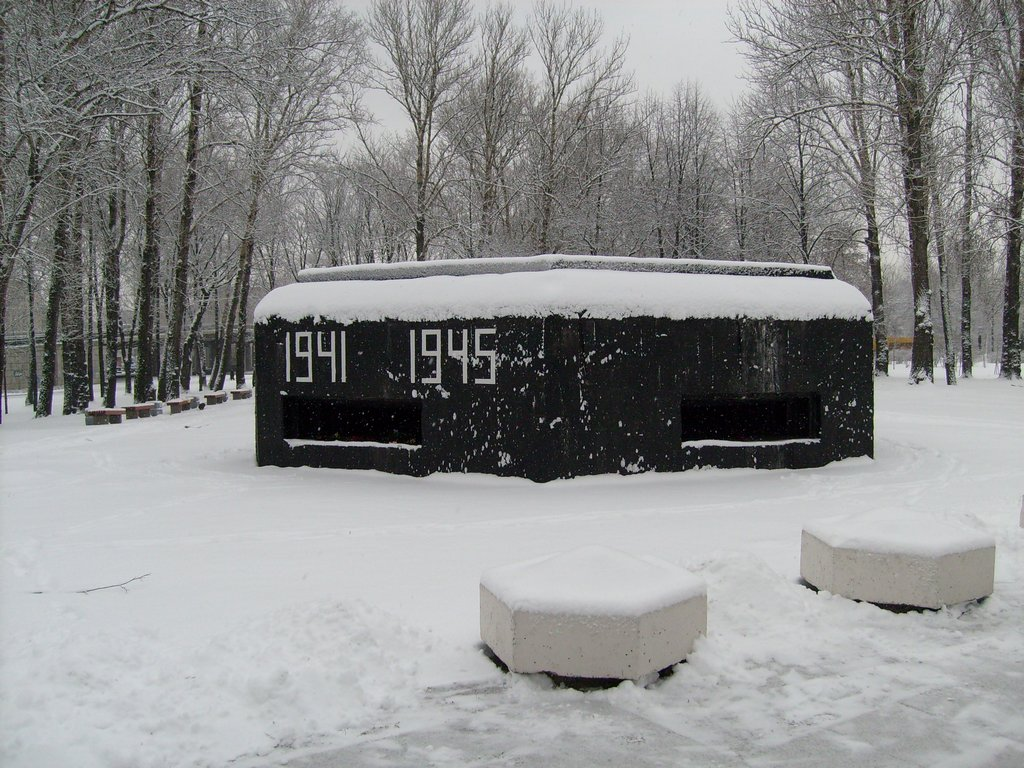
ДОТ на Проспекте стачек (Автово)

С первых дней войны началось строительство подвальных бомбоубежищ, укрытий и щелей. Ёмкость бомбоубежищ к осени составляла 800 тысяч мест. Разбирались деревянные строения, представлявшие пожарную опасность. В июле 1941 года началась эвакуация населения и производственных предприятий на восток страны. Но эвакуировать успели только 636 тысяч человек, 86 предприятий: началась блокада.
В городе осталось 2544 тысячи человек, включая беженцев с оккупированных территорий. Более 640 тысяч из них не дожили до снятия блокады.
Ленинградцы были мобилизованы на строительство оборонительных укреплений. В среднем каждый день на строительстве укреплений было занято 133 тыс. человек.
Уже в июле-августе работы велись вблизи Красного села, Красногвардейска, Петергофа, Колпино. Велись работы и в самом городе. На улицах и перекрёстках были возведены баррикады и противотанковые препятствия, построено 4100 дотов и дзотов, в зданиях оборудовано более 20 тысяч огневых точек
.
В 1941-1942 году на берегах Невы были построены ДОТы из булыжного камня, снятого с улиц Васильевского острова.
Строительные и мостостроительные батальоны Ленинградского фронта проложили ледовую дорогу через Ладожское озеро.
В январе 1943 года, сразу после прорыва блокады, была проложена железная дорога и наведена свайно-ледовая переправа через Неву, в марте был построен второй железнодорожный мост на свайно-ряжевых опорах.
Ленинграду и пригородам за годы войны был нанесён колоссальный ущерб. Урицк и Стрельна были полностью разрушены. В Ленинграде пострадал практически каждый дом. Было разрушено или повреждено около 5 млн м² жилой площади, 500 школ, 170 лечебных учреждений. Были повреждены сотни ценнейших памятников истории и культуры, среди них Эрмитаж, Зимний дворец, Театр оперы и балета им. С. М. Кирова, Русский музей, Инженерный замок и др.
На конец октября 1943 года в городе оставалось 7752 каменных дома, из которых около 2000 имели значительные повреждения. После снятия блокады был организован первоочередной ремонт жилья, в первую очередь кровель. За 1943 год отремонтировано 3,5 млн м² кровель.
До войны коммунальный и ведомственный фонд Ленинграда составлял 15,4 млн м² жилой площади, это около 10 тыс. каменных домов и примерно столько же деревянных. За годы блокады свыше 1 млн м² жилья, среди них 3200 каменных зданий, были полностью разрушены, 1,5 млн м² (7000 деревянных домов) разобраны на топливо в 1942 году.
При этом несколько десятков тысяч жителей было переселено в опустевшие квартиры центральных районов города.
Из оставшейся части около 2 млн м² находилось в частично разрушенных зданиях, требовавших восстановления или капитального ремонта, 2,3 млн м² было забронировано за военнослужащими, 0,2 млн м² использовалось не по назначению. Лишь 8,6 млн м² жилья находилось в эксплуатации, но требовало текущего ремонта.
К началу 1944 года в Ленинграде насчитывалось 560 тысяч жителей. VII сессия Ленсовета уже в мае 1944 года утвердила план работ по восстановлению городского хозяйства. К сентябрю 1944 в Ленинград вернулось 360 тысяч человек, за 1945 год в город прибыло ещё 600 тыс. человек.
Ленинградцы приняли активное участие в восстановлении городских зданий и сооружений. Было организовано обучение населению строительным специальностям. За 1944 год ими было отработано на ремонтно-восстановительных работах 27,1 млн человеко-часов. Началось восстановления жилья и промышленных предприятий, при этом использовались материалы оборонительных сооружений, дотов и баррикад.
Часть предприятий было временно пущено в недостроенных зданиях, а иногда и под открытым небом. Уже в 1944—1945 годах начали выпускать продукцию «Электросила», Металлический завод, Невский машиностроительный завод, Ижорский завод и др. Многие заводы не прерывали работы и в блокаду. В то же время часть предприятий, в основном легкой промышленности, оставалась в годы войны на консервации.
Одновременно с восстановлением происходила реконструкция и благоустройство городских кварталов. Так, полуподвальные помещения, ранее бывшие жилыми, не восстанавливались, так же, как и разрушенные дворы-колодцы.
Ещё в феврале 1942 года в бомбоубежище Эрмитажа собирались архитекторы во главе с академиком А. С. Никольским. Они занимались «Проектом возрождения Северной Пальмиры», но были эвакуированы в Ярославль в 1942 году.
В 1942 году создавались проекты восстановления Гостиного двора, дома проф. Н. И. Зарембы (ул. Пестеля,11), «Литературного дома» (Невский просп., 68), доходного дома на ул. Гоголя, 4. Дом на углу ул. Гоголя и Кирпичного пер. стал первым ленинградским домом, восстановленным в 1944 году (архитекторы Б. Р. Рубаненко, И. И. Фомин). В 2009 году снесён.

#### Послевоенное восстановление
В июле 1945 года архитекторами А. И. Гегелло, И. И. Фоминым и В. А. Каменским были построены временные триумфальные арки (у Средней Рогатки, у завода «Большевик» и в Автово) для встречи возвращающихся частей Ленинградского гарнизона.
Ещё до окончания войны началось восстановление Адмиралтейства, Смольного, Театра оперы и балета, Елагина дворца и др. После войны восстановление города продолжалось, причём строители города старались не разрушать искорёженные здания без крайней необходимости, хотя это и приводило к дополнительным затратам. Реставрация дворцов и парков города растянулась на много лет.
Сразу после войны помимо восстановления повреждённого жилого фонда началась малоэтажная застройка периферийных районов города: Большой Охты, Волково, Белевского поля, Щемиловки и др. В этот период ещё реализовывался довоенный генеральный план, однако скоро стало ясно, что он не соответствует новым требованиям.
Летом 1945 года Управление по делам архитектуры Ленсовета подготовило проект корректировки генерального плана Ленинграда. Предусматривалась прокладка новых магистральных улиц, разбивка парков и скверов. Намечалась реконструкция районов Финляндского вокзала, Большеохтинского моста, Суворовского проспекта, Большого проспекта Васильевского острова и др.
В октябре 1945 года были заложены Московский и Приморский парки Победы. На Пискарёвском и Серафимовском кладбищах созданы мемориальные ансамбли.
Новый Генеральный план восстановления и развития Ленинграда, разработанный под руководством Н. В Баранова и А. И. Наумова, был утвержден в 1948 году. В нём была развита идея концентрического радиально-лучевого развития по всем направлениям с сохранением исторического центра города. Предусматривалось развитие морского фасада Ленинграда от Стрельны до Автово и далее на север, широкое распространение зелёных насаждений. Генеральный план включал также развитие и реконструкцию архитектурных ансамблей Пушкина, Павловска, Петродворца.
Строительство новых жилых домов в первые послевоенные годы было малоэтажным, к началу 1950-х годов начали возводить 5-6-этажные каменные дома. Часть из них была довольно комфортной, с лифтами, мусоропроводами, горячим водоснабжением. Однако обеспеченность горожан жильём оставалась низкой. В середине 1950-х годов начался переход к индустриальному строительству.

#### Индустриальное строительство
В середине 1950-х годов институтом «Ленпроект» был разработан один из первых проектов типовых крупнопанельных жилых домов, которые начали возводить в Ленинграде с 1956 года. Эта серия получила шифр 1-506. Всего было построено 35 домов. Дома данной серии расположены в разных районах города, в том числе на Малой Охте, в районе проспекта Елизарова и станции метро Лесная.
К концу 1950-х годов в стране была создана мощная отрасль по производству сборного железобетона, которая максимально соответствовала задачам быстрейшего расширения массового жилищного строительства. Одновременно было налажено массовое производство прогрессивных по тому времени индустриальных отделочных материалов: линолеума, сухой штукатурки, плёнок, плиток, обоев. В 1959—1962 годах в Ленинграде было организовано несколько домостроительных комбинатов (Полюстровский ДСК-1, Обуховский ДСК-2, Автовский ДСК-3, Кузнецовский ДСК-4, Колпинский ДСК-5, Невский ДСК-6, Гатчинский ДСК и др.), на которых впервые был внедрен комплексный метод возведения крупнопанельных зданий с включением изготовления, доставки и монтажа панелей в единый цикл.
В 1960-е годы идёт массовое жилищное строительство на основе применения индустриальных сборных конструкций в новых районах города: Гражданка, Полюстрово, Дачное, Большая Охта, ведётся застройка Московского и Новоизмайловского проспектов, заканчивается строительство мемориалов на Пискарёвском и Серафимовском кладбищах, продолжается кропотливая работа по восстановлению и реставрации памятников архитектуры и культуры Санкт-Петербурга.
В это же время начинается разработка нового Генерального плана развития Ленинграда, который утверждён Советом Министров СССР в 1966 году (архитекторы В. А. Каменский, А. И. Наумов, Г. Н. Булдаков). В Генеральном плане предусматривалось сформировать широкий «морской фасад» длиной около 30 км от Стрельны до Ольгино, осушить заболоченные участки дельты Невы, расширить территорию города за счёт намыва грунта. Было предусмотрено расширение Морского порта, реконструкция аэропорта «Пулково» и железных дорог. Выдвигались требования создания районных культурных центров, разработки индивидуальных архитектурных решений, нестандартных пространственных композиций. Общую площадь жилого фонда города предполагалось за 20-25 лет довести до 53 млн м². Однако уже за 1966—1983 годы построено 40 млн м² жилой площади.
В области градостроительства получила широкое применение свободная планировка микрорайонов, исключающая тесные дворы-колодцы, так характерные для старого Петербурга.

### Современный период
Вопросы, связанные с градостроительством и застройкой, курируются Комитетом по градостроительству и архитектуре администрации Санкт-Петербурга (КГА). В 2006 году КГА издан сборник материалов по случаю 300-летия учреждения Канцелярии (Конторы) городовых дел, от которой ведет «родословную» нынешний Комитет по градостроительству и архитектуре, содержащий исторические хроники ведомства, историю нынешнего здания, в котором размещается КГА, на улице Зодчего Росси и площади Ломоносова, характеристики руководителей ведомства, главных архитекторов и главных художников города.

#### Градостроительство
Последний, четвёртый генеральный план советского времени («Генеральный план развития Ленинграда и Ленинградской области на период до 2005 года», Г. Н. Булдаков, В. С. Немцев, Г. В. Филатов, В. Ф. Назаров, М. А. Пиир и др.) был утверждён Советом Министров СССР в 1987 году. В нём впервые рассматривались вопросы совместного развития города и области, были разработаны генеральные планы районных центров. Большое внимание было уделено экологическим проблемам, инженерному оборудованию территории, охране исторических памятников. Предусматривалось увеличение мощности подрядных организаций и предприятий строительной индустрии. Предполагалось проживание к 2005 году в Ленинграде 5400-5500 тыс. человек и в Ленинградской области 1800—1850 тыс. человек. Плотность застройки новых территорий должна была быть довольно высокой: 8200-9800 м² общей площади жилых домов на 1 гектар территории микрорайона.
До 2005 года развитие города шло в основном в соответствии с этим генпланом. Однако на рубеже 1980-х и 1990-х годов произошло радикальное изменение общественно-политического устройства страны, что не могло не сказаться на выполнимости генерального плана, принятого в иное время. Невыполнимым оказалось провозглашённое в генплане перемещение части промышленных производств из города в область, открытие в области филиалов городских предприятий и научных учреждений. Не удалось добиться полного прекращения сброса неочищенных бытовых и промышленных сточных вод в бассейны реки Невы, Невской губы и восточной части Финского залива.
21 декабря 2005 года Законодательное собрание Санкт-Петербурга приняло «Закон о Генеральном плане Санкт-Петербурга и границах зон охраны объектов культурного наследия на территории Санкт-Петербурга» № 728-99, утвердивший новый Генеральный план города. Этот закон вышел уже в условиях действия нового Градостроительного кодекса РФ, согласно которому генеральные планы городов федерального значения Москвы и Санкт-Петербурга имеют одновременно значение схемы территориального планирования субъекта федерации.
Однако, кроме генплана, Градостроительный кодекс предусмотрел также обязательность Правил землепользования и застройки поселений. В соответствии с этим 4 февраля 2009 года был принят Закон Санкт-Петербурга № 29-10, утвердивший Правила землепользования и застройки Санкт-Петербурга. Эти правила включают карты территориального зонирования с указанием границ территориальных зон и предельных параметров разрешённого строительства, территорий объектов культурного наследия, зон с особыми условиями использования территорий, а также градостроительные регламенты. По проекту Правил были проведены публичные слушания во внутригородских муниципальных образованиях города.

#### Застройка
В различных районах города ведётся жилая застройка с использованием как ранее разработанных типовых проектов улучшенной планировки, так и более современных серий (Оптима, Контакт-СП). Например, около 20 % жилья, строящегося в Санкт-Петербурге — это дома серии 600.12. В то же время значительная часть квартир строится по индивидуальным проектам, с применением монолитного железобетона, кирпичной кладки, эффективного утеплителя.
Активно застраиваются такие городские районы, как Лахта-Ольгино, Шувалово-Озерки, Рыбацкое, Шушары, Мурино и др. Многие новые здания удачно вписываются в существующую городскую застройку, не меняя сложившегося городского ландшафта. Однако есть и обратные примеры.
На территории современного Санкт-Петербурга расположено около 8000 памятников истории и культуры, исторический центр его включен в Список всемирного наследия ЮНЕСКО. В то же время более ста старинных зданий в центральной части города под разными предлогами были уничтожены только за последние годы: казармы Преображенского полка и сапёрного батальона на Кирочной улице, 39 (1801—1805), здание Пробирной палаты и Пробирного училища (наб. канала Грибоедова, 51), пять домов на Невском проспекте, шесть домов на Лиговском проспекте, целый квартал зданий между улицами Шкапина и Розенштейна, дома на Васильевском острове, на Петроградской стороне и т. д. Некоторые из снесённых домов имели официальный статус памятников архитектуры или находились в охранной зоне. С большим трудом общественности удалось воспрепятствовать строительству 400-метрового небоскрёба «Охта-центр» на месте исторической крепости Ниеншанц. Комплекс зданий «Охта-Центра» было решено перенести. И в 2012 году началось строительство «Лахта-центра» в Приморском районе на территории бывшей пескобазы, на участке, свободном от ограничений, связанных с историческим наследием.
В ряде случаев реставрация заменяется реконструкцией, изменяется объемно-пространственная структура городских кварталов и традиционный городской пейзаж, проекты не учитывают градостроительного окружения и масштабности окружающей застройки.

## Архитектурные стили в Санкт-Петербурге
Среди зданий Санкт-Петербурга можно насчитать представителей до 15 архитектурных стилей. Основными же стилями считаются барокко (две основные разновидности: «петровское барокко», характерное для начала XVIII века, и в середине того же века «елизаветинское барокко»), классицизм (конец XVIII века), ампир (начало XIX века), эклектика (середина и конец XIX века), модерн (начало XX века), конструктивизм (XX век) и др.

### Барокко

#### Петровское барокко

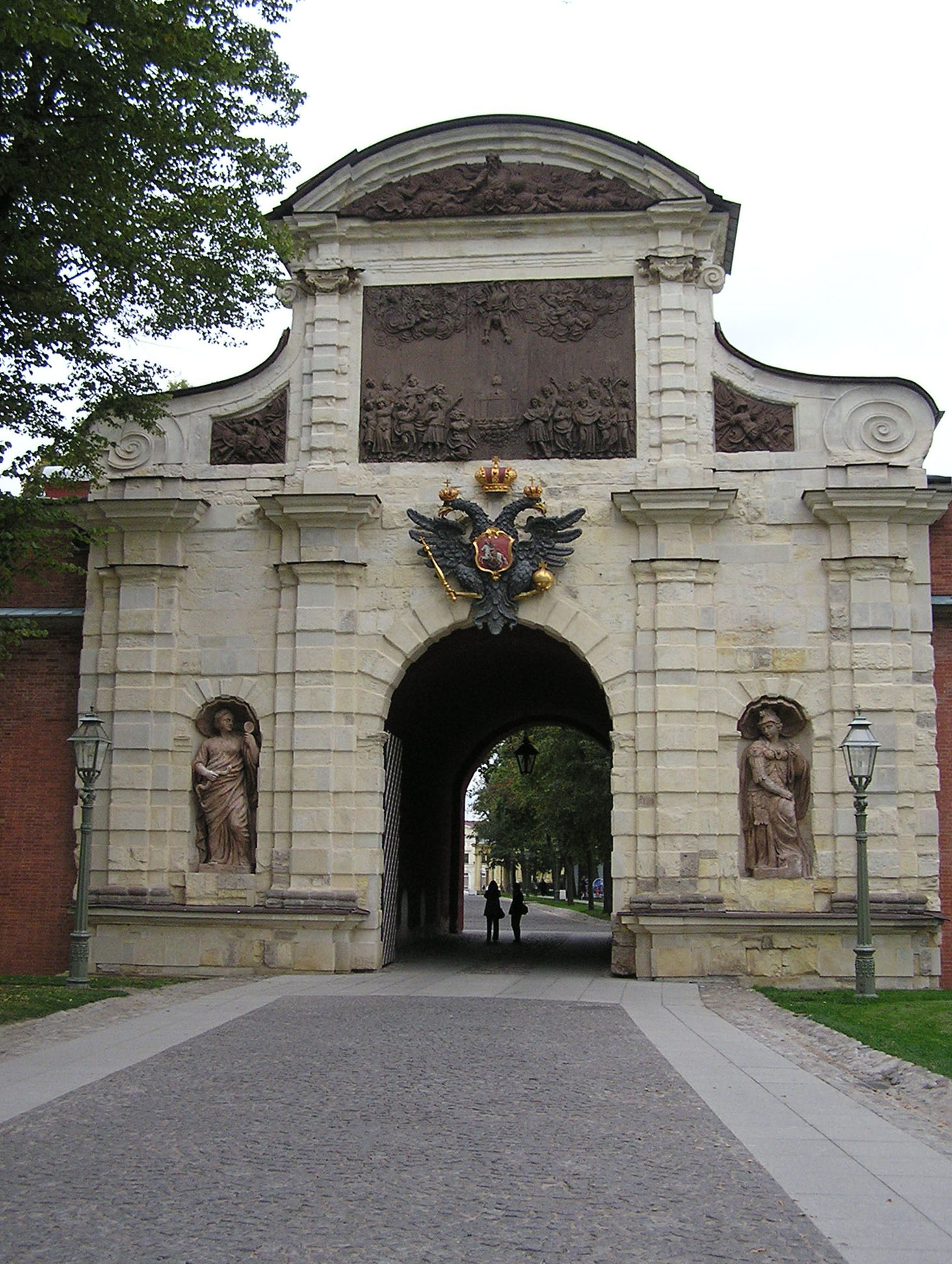
Петровские ворота Петропавловской крепости

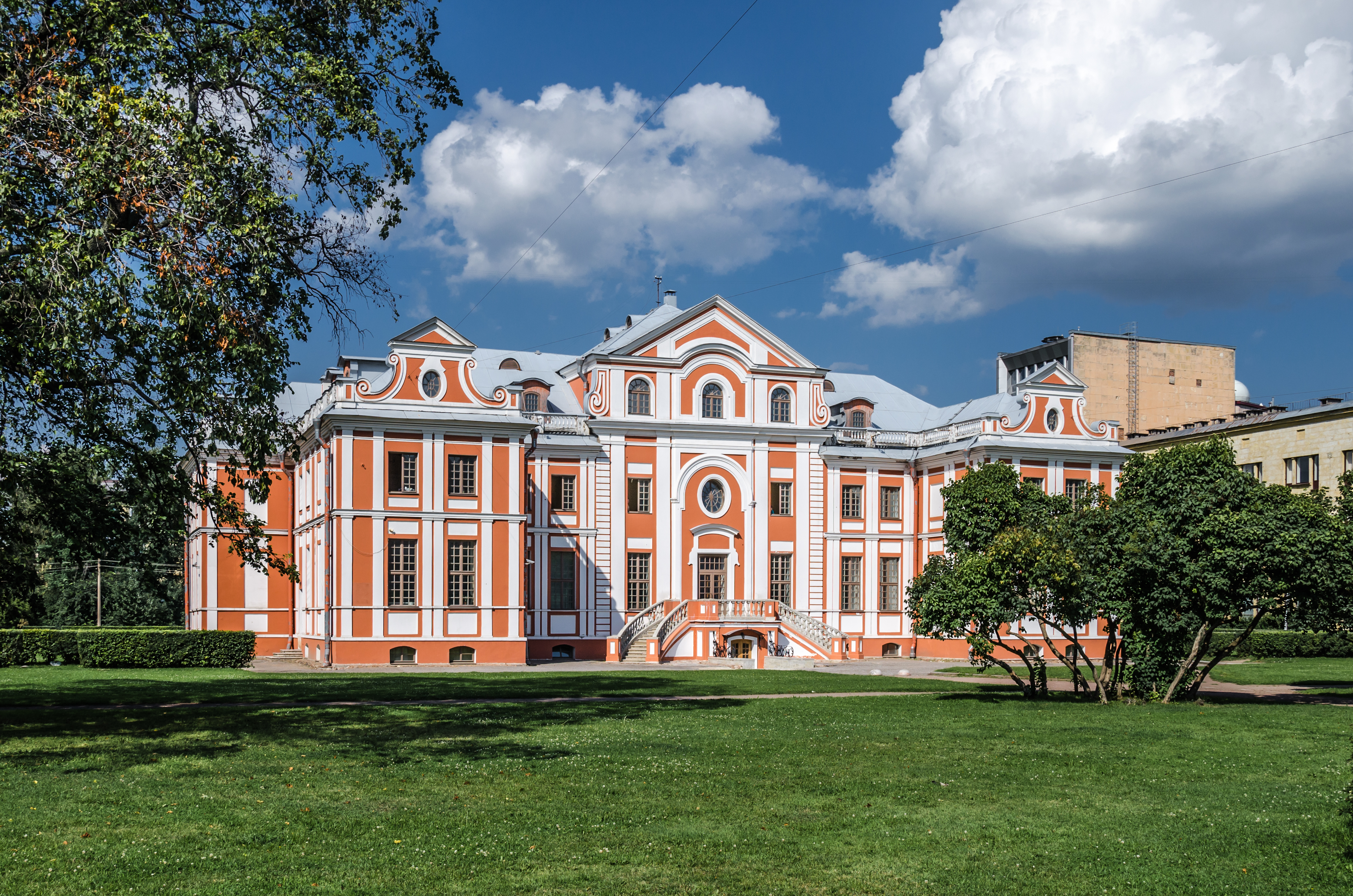
Кикины палаты

Итальянское барокко отражало расцвет эпохи абсолютизма в XVI-XVIII веках. Этот стиль в архитектуре отличали сложные криволинейные формы, динамизм, пышность, причудливость. Допетровская архитектура XVII века в России носит название «русское узорочье», воплощенное в основном в храмовой архитектуре и носившее следы византийских традиций Московской Руси. На основе синтеза этих течений возникло «русское барокко»: вначале московское, затем петровское, хотя они значительно отличаются друг от друга, а вместе — от западноевропейского барокко.
Петровское барокко возникло в результате совместного творчества ряда приглашённых Петром I западноевропейских архитекторов, в основном итальянских и французских. В то же время первые (в основном деревянные) здания города не несли стилистической нагрузки — шла затяжная Северная война. Строилась крепость, порт, верфь, а вокруг них на скорую руку возникали казармы, дома для офицеров, торговые ряды, слободы.
Отрезок времени, в течение которого преобладало петровское барокко, можно примерно датировать 1703-1740 годами. Значительное влияние оказывала немецкая и голландская рациональная, но сдержанная в формах архитектура. Поэтому здания петровского барокко отличались от современного ему итальянского и французского барокко.
В этот период в городе строились в основном простые (прямоугольные в плане) и внешне незатейливые здания. Лепнина, колоннады, портики практически не применялись. Иногда элементы архитектурных ордеров лишь обозначались на фасаде, выделенные белым цветом на интенсивном красном, розовом, голубом фоне. Фасады часто снабжались фронтонами, пилястрами, волютами, кровли — шпилями и подчеркивались вертикальные и горизонтальные элементы. Внутренние помещения располагались часто анфиладой. Европейские архитекторы привезли с собой также опыт устройства внутреннего водопровода и смывных туалетов.

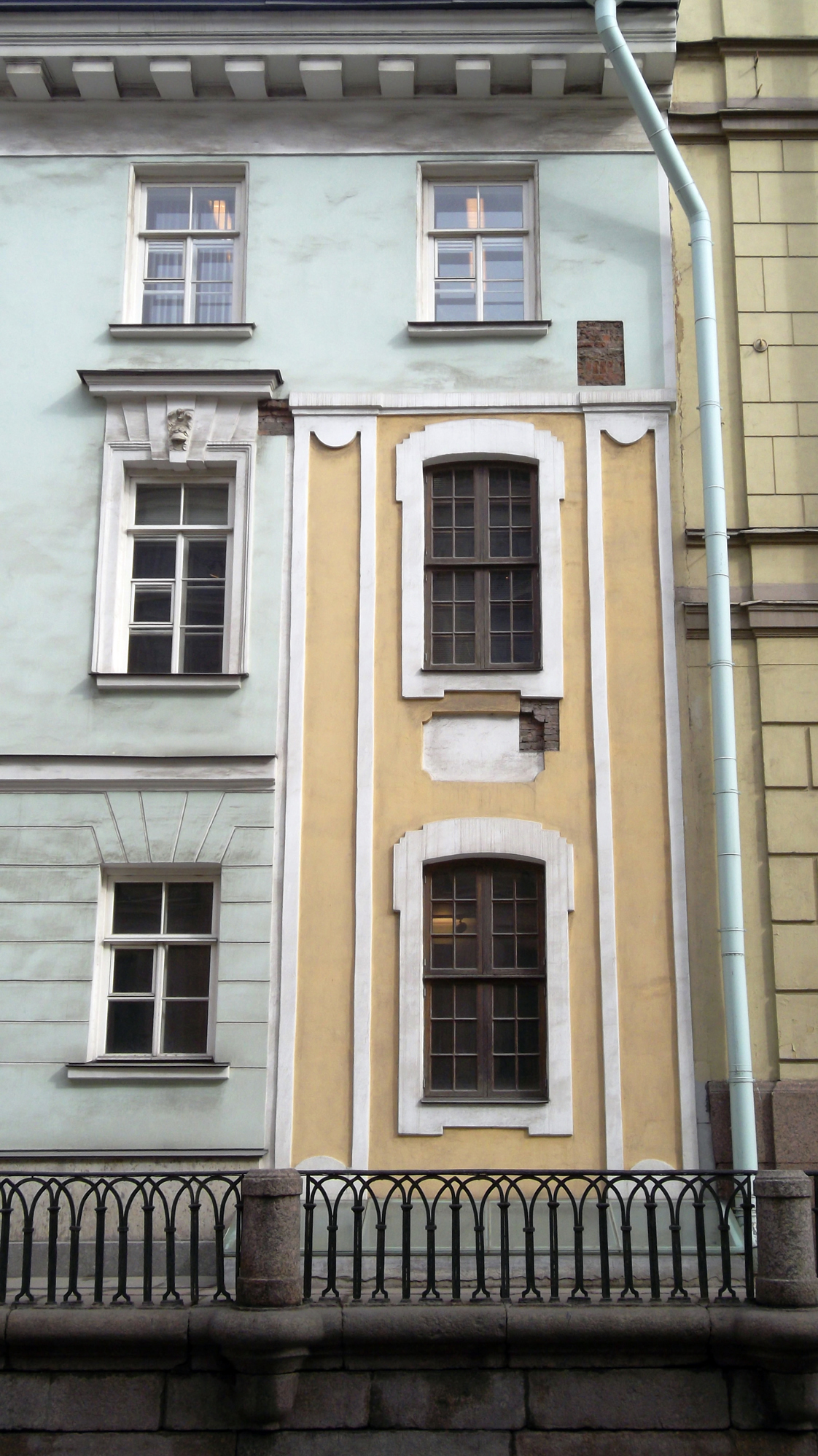
Музеефикация фасада Зимнего дворца Петра I

Фортификационная и храмовая архитектура отличались простотой и наивным изяществом (колокольня Петропавловского собора, церковь св. Пантелеймона, Петровские ворота Петропавловской крепости и др.).
Архитекторы той поры — в большинстве иностранцы, приглашенные Петром I. Наиболее известны Дом. Трезини, Ж.-Б. Леблон, Дж. М. Фонтана, Г. Маттарнови, А. Шлютер, М. Г. Земцов.
Основными архитектурными объектами, сохранившимися до наших дней, являются Петропавловский собор, Летний дворец Петра I, Меншиковский дворец, Кикины палаты, здание Двенадцати коллегий, Александро-Невская лавра, Кунсткамера, Итальянский дворец А. Д. Меншикова в Кронштадте и др.
Частично сохранился и Зимний дворец Петра I у Зимней канавки, однако в конце XVIII века он был скрыт зданием Эрмитажного театра.
Не сохранились Троице-Петровский собор, Церковь рождества Богородицы на Невском проспекте (1733—1737), Подзорный дворец, Дворец Петра I в Кронштадте и др.

#### Елизаветинское барокко
Дочь Петра Великого Елизавета Петровна взошла на престол в 1741 году, свергнув малолетнего Ивана VI. Тяга к роскоши и устремление к централизации власти как нельзя лучше соответствовали идеям западноевропейского барокко, к которому наступивший стиль был значительно ближе петровского барокко. У столичной (двор вернулся в Петербург в 1730 году) знати, осознавшей себя империей, появилось стремление к парадности, пышности, величию. Однако надо сказать, что сама императрица не принимала в строительстве столицы такого деятельного участия, как её отец; этот период называют елизаветинским скорее хронологически. Называется он также высоким, русским, растреллиевским барокко.
В этот период в столице возводились крупные церкви, соборы, дворцы, усадьбы, архитектуру которых отличали разнообразие декоративного убранства, живописность, пластичность форм. Внутреннюю планировку отличали большие, иногда двухсветные залы и анфилады, широкие парадные лестницы. В интерьерах той поры звучат причудливость, фантастические мотивы, обилие лепных и резных украшений, зеркал, узорчатого паркета — см. Рококо. Элементы архитектурных ордеров рельефно выступали на фасадах и внутренних стенах. На потолках выполнялись живописные плафоны. Осталась и усилилась цветовая гамма барокко в сочетании с белыми ордерными вставками. В церковной архитектуре вновь появились пятиглавые храмы, продолжились традиции русских декоративных убранств, золочёных резных иконостасов.

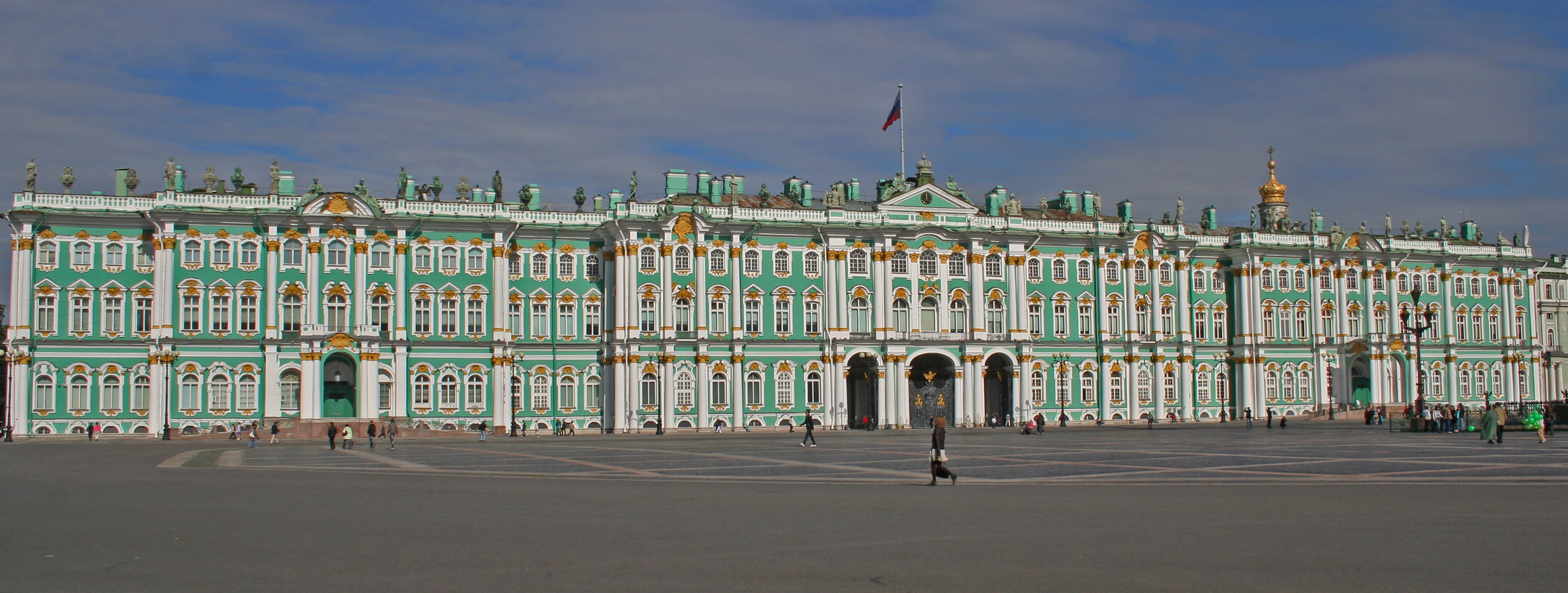
Зимний дворец

Главным мастером той эпохи был, безусловно, Бартоломео Растрелли, хотя наряду с ним творчески трудились Ф. С. Аргунов, С. И. Чевакинский, А. В. Квасов, Пьетро Трезини, А. Ф. Вист и др. Однако именно творения Растрелли являются символом елизаветинского барокко в Санкт-Петербурге.
Временны́е рамки той поры относительно невелики: примерно 1740-1760 годы. Однако сравнительно немногие здания, возведенные в стиле елизаветинского барокко, оставили заметный след в архитектуре города и пригородов. К ним относятся Аничков дворец (1741—1753), Строгановский дворец (1753—1754), Воронцовский дворец (1749—1757), Смольный собор (1748—1754), Екатерининский дворец в Царском Селе (перестроен в 1752—1758), Зимний дворец (1754—1762), Большой Петергофский дворец (перестроен в 1745—1755), Николо-Богоявленский морской собор (1753—1762), дом И. И. Шувалова на Итальянской улице (1753—1755), здания Александро-Невской лавры и др.
Не сохранились Летний дворец Елизаветы Петровны (1741—1744), Екатерингофский дворец (перестроен 1747—1750), Путевой дворец на Средней Рогатке (1751—1754), Особняк Яковлева (1762—1766).

### Классицизм

#### Екатерининский (ранний) классицизм

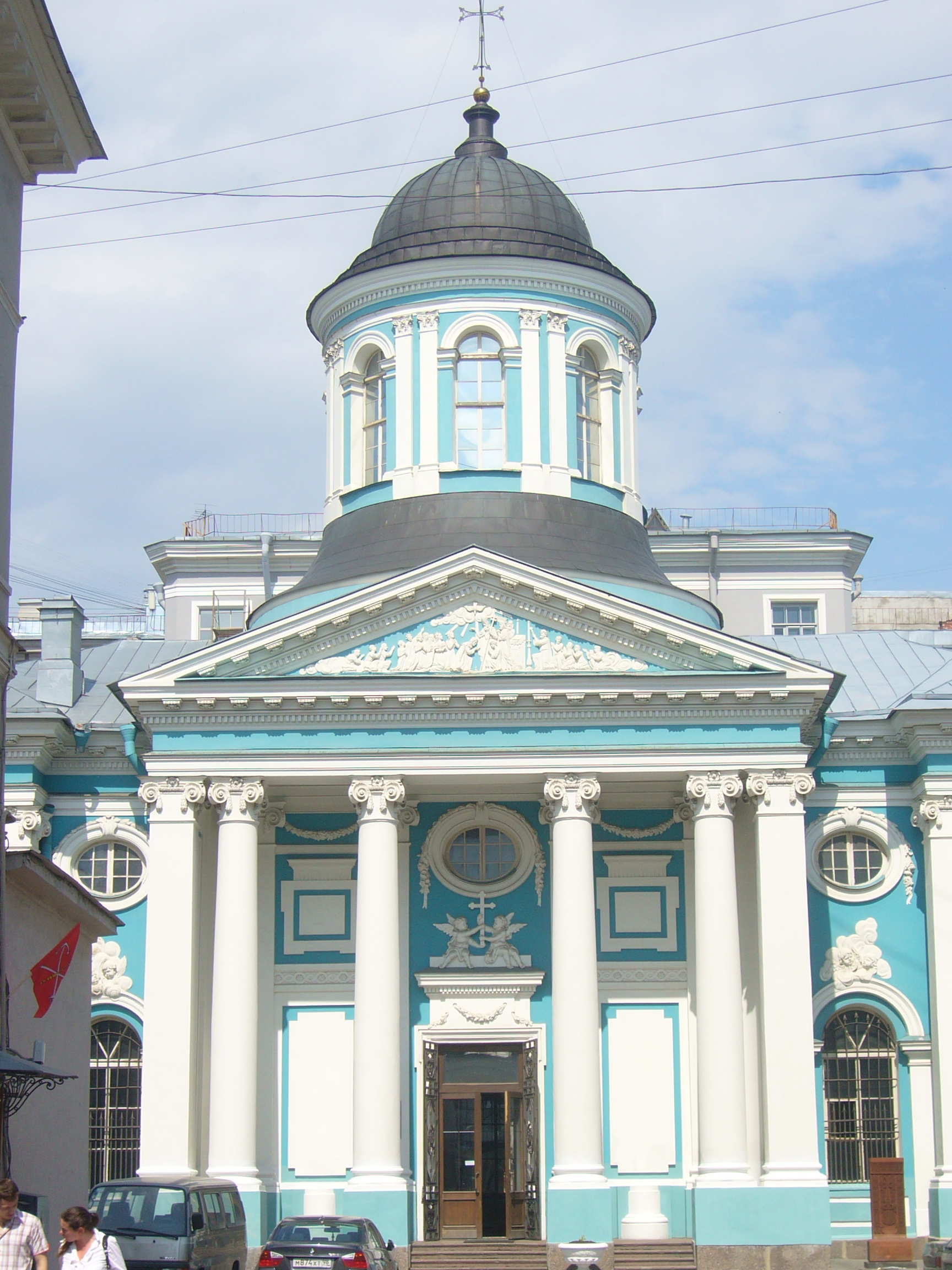
Ю. М. Фельтен. Церковь Святой Екатерины

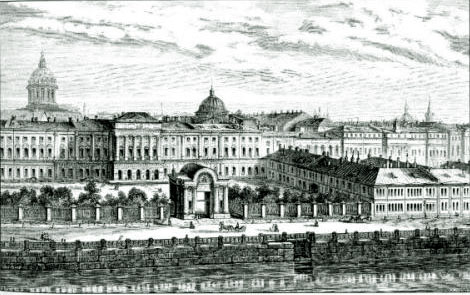
Дворец К. Г. Разумовского. С гравюры XIX века

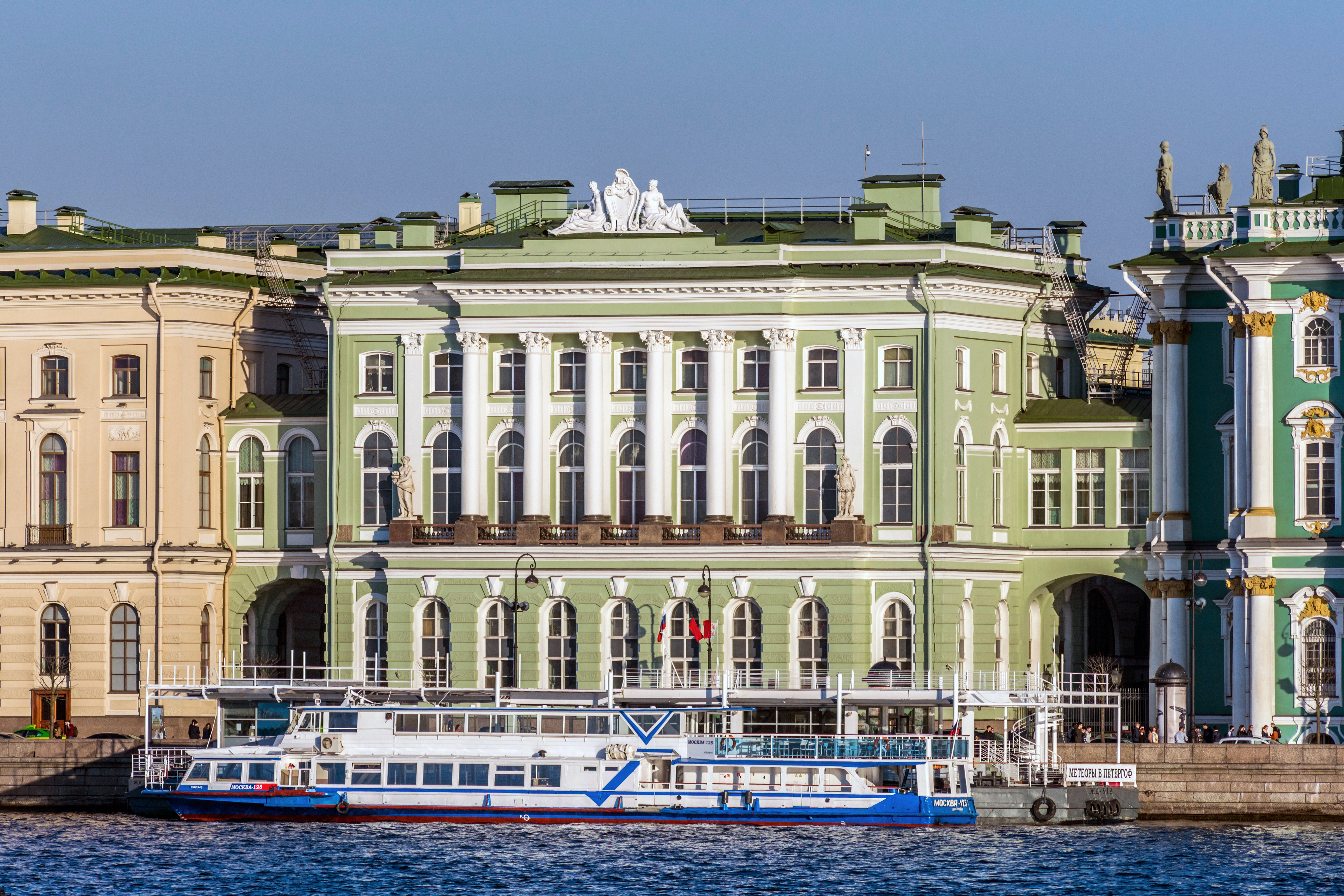
Ж.-Б. Валлен-Деламот
Малый Эрмитаж

Ранний классицизм в архитектуре Петербурга датируется примерно 1760-1780 годами. Это время в истории России часто называют эпохой «просвещённого абсолютизма», подчеркивая противоречивый характер правления Екатерины Великой. Классицизм в России воплощал идеи поступательного развития, гармонической упорядоченности, простоты и величия самой большой европейской страны. Внешними проявлениями классицизма в архитектуре становилось использование классических античных ордеров, сдержанность и монументальность композиции.
Одним из первых зданий в стиле раннего классицизма являлся дворец графа К. Г. Разумовского (ныне Административный корпус РГПУ, наб. Мойки, 48), построенный в 1762—1766 годах А. Ф. Кокориновым и Ж. Б. Валлен-Деламотом. В архитектуре дворца использованы элементы ионического и коринфского ордеров, аркады, барельефы, хотя в отделке фасада ещё заметно влияние барокко. Торжественность дворца подчеркивал парадный двор с высокой оградой и монументальными воротами, выходящими на набережную.
Творчеством двух замечательных мастеров раннего классицизма отмечены также здание Императорской Академии художеств на Васильевском острове (1764—1788 годы, ныне Институт им. Репина, Университетская наб., 17); корпус «для игры в мяч» Кадетского корпуса (1771—1773 годы, ныне кафедра физической культуры и спорта СПбГУ, Университетская наб., 9); дворец графа А. П. Шувалова (1770-е годы, ныне Юсуповский дворец, наб. Мойки, 94). Валлен-Деламот возводит Северный павильон и Висячий сад Малого Эрмитажа (1764—1775 годы, Дворцовая наб., 36), откуда берёт своё начало знаменитый музей. В строительстве Малого Эрмитажа принимает участие Юрий Фельтен, начинавший помощником Б. Растрелли. Среди его построек, например, Училище для мещанских девиц при Воспитательном Обществе благородных девиц (1765—1775 годы, ул. Смольного, 3). Архитектура корпуса сдержанно строга, лишь выходящий к Неве фасад украшен портиками ионического ордера. По собственному проекту им построен «безордерный» Большой Эрмитаж (1771—1787 годы, Дворцовая наб., 34), а также Армянская церковь (1771—1776 годы, Невский пр., 40-42; действует), лютеранские церкви святой Екатерины (1768—1771 годы, Большой проспект Васильевского острова, 1; действует) и святой Анны (1775—1779 годы, Кирочная, 8).
Несколько зданий той поры построил Антонио Ринальди, хотя основные его работы находились в Гатчине, Царском Селе, Ораниенбауме. В Санкт-Петербурге можно видеть его монументальный Мраморный дворец (1768—1785 годы, Миллионная ул., 5; филиал Русского музея), впервые в городе облицованный натуральным камнем, и складской комплекс Тучков буян (1763—1772 годы, Большой проспект Петроградской стороны, 1а).

#### Строгий классицизм
Строгий классицизм — период с 1780 года до конца XVIII века. Часто термин «Екатерининский» применяется к раннему и строгому классицизму одновременно, так как эти периоды приходятся на годы правления Екатерины Великой — 1762-1796 годы.
Для этого периода характерны строгое следование классическим архитектурным ордерам, описанным Витрувием и позже Палладио, прямоугольные симметричные компоновки зданий, широкое применение колоннад, аркад, портиков, фронтонов. В интерьерах зданий применялись копии или мотивы античных скульптур, декоративные элементы известных тогда древних цивилизаций.

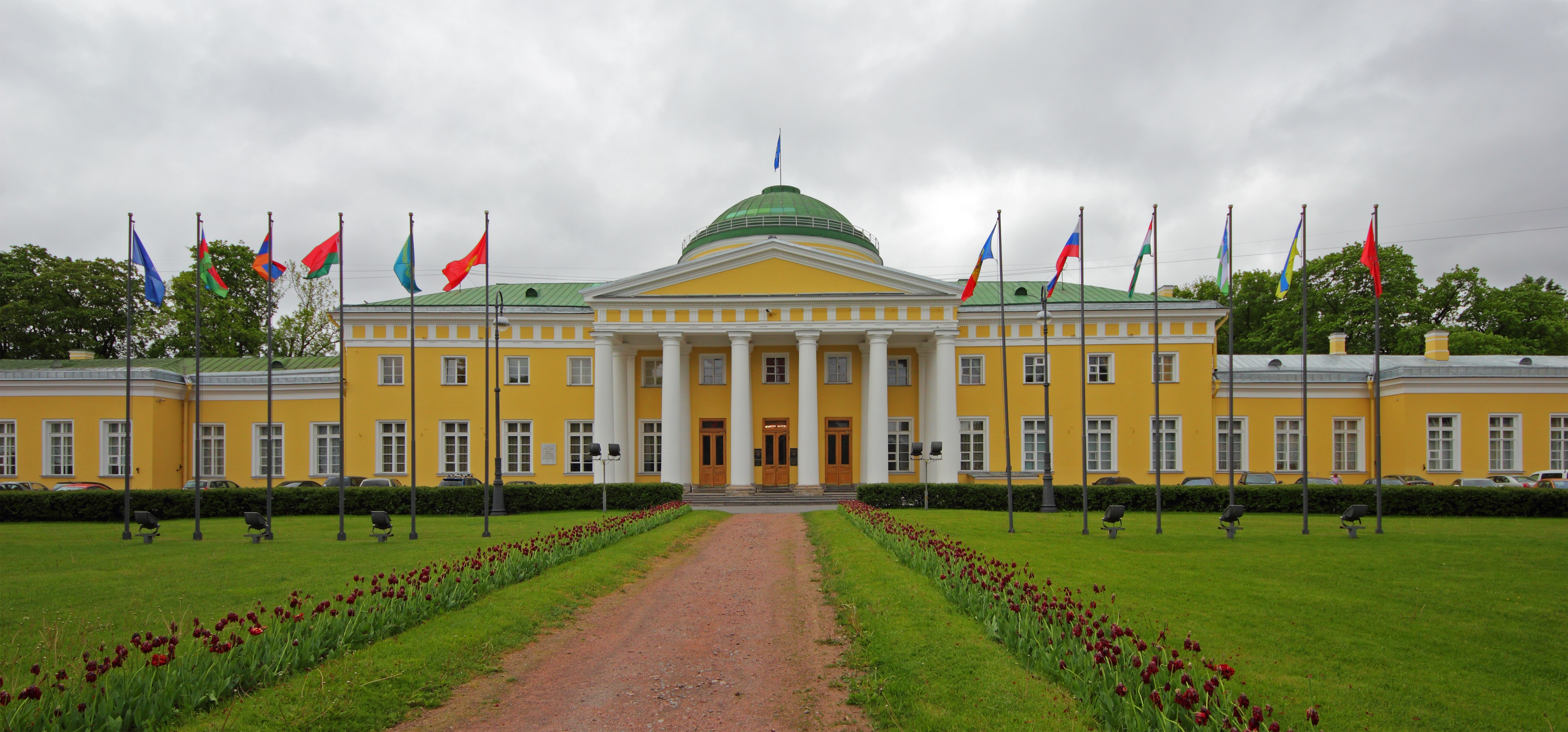
Таврический дворец (1783—1789)

Таким образом, в этом периоде произошёл полный отказ от барокко. Некоторое упрощение, демократизация и типизация архитектурных форм и конструкций позволили нарождающимся классам буржуа и интеллигенции приблизиться в определённом смысле по положению к высшему дворянству и даже к царствующему дому. Городские и загородные усадьбы в стиле классицизма, отличавшиеся от дворцов в основном размерами, могли себе позволить и представители «среднего класса».
Одним из первых переход к строгим канонам классицизма совершил Чарльз Камерон. Эта эпоха петербургской архитектуры отмечена такими именами, как В. И. Баженов, И. Е. Старов, Д. Кваренги, Н. А. Львов.
Строго классические здания этих мастеров демонстрируют гармонию и функциональную завершенность композиции, пропорциональность и лаконичность форм. Ярким примером строгого классицизма служит величественный Таврический дворец (И. Е. Старов, 1783—1789 гг.). Барочные Анфиладные залы заменены центральными парадными залами. Параллельно фасаду вытянута Большая галерея, дополнительную чёткость которой подчёркивают парные колонны ионического ордера.

#### Павловский классицизм
Период 1796-1801 годов выделяется некоторыми исследователями как романтический вариант классицизма, испытавший влияние средневековой готики. К проектам, в которых проявились готические элементы, можно отнести Чесменский дворец (1774—1777, Ю. М. Фельтен; современный адрес ул. Гастелло, 15). Дворец треугольной в плане формы был украшен башенками, зубчатыми парапетами, стрельчатыми окнами.
В 1800 году В. Бренна по проекту В. И. Баженова заканчивает строительство Инженерного замка, не совсем обычного для классического стиля: собственно, классицистическим можно назвать только главный, южный фасад и часть интерьеров. В остальном дворец действительно напоминает южно-европейский замок. Стиль замка мужественный, даже воинственный. Это сказывается и в Тронном зале, и на северном фасаде: тяжелые карнизы напоминают шлемы воинов.

### Ампир

#### Александровский (поздний) классицизм
Поздний, или «Александровский» классицизм — предвоенная архитектура примерно 1800—1812 годов, является предшественником русского ампира и часто отождествляется с ним. Понятия «Александровский» (период 1800—1830 годов) и «Николаевский» (после 1830 года) классицизм введены И. Э. Грабарём, который термин «ампир» не использовал.
Сильное влияние на архитектуру Санкт-Петербурга оказывают архитекторы и скульпторы Западной Европы, в частности, Франции, приглашенные Александром I. Этот период парадоксально перекликается с более архаичными стилями, чем в предшествующих версиях классицизма: строгими дорическим и тосканским ордерами, египетскими тяжеловесными колоннами и сфинксами (см. Египтизирующий стиль). Для александровского классицизма характерна строгость линий, монументальность и величественность образов, простота и ясность силуэта.
Одним из первых творений наступившего XIX века стало здание Горного института Императрицы Екатерины А. Н. Воронихина (1806-1808 годы; 21-я линия Васильевского острова, 2). В выходящем на Неву фасаде здания ощущается влияние античных храмов Пестума, дорические колонны с каннелюрами привлекают наибольшее внимание. Воронихинский шедевр украшен статуями Геракла с Антеем и Прозерпины, стилизованными под архаику (В. И. Демут-Малиновский, С. С. Пименов).

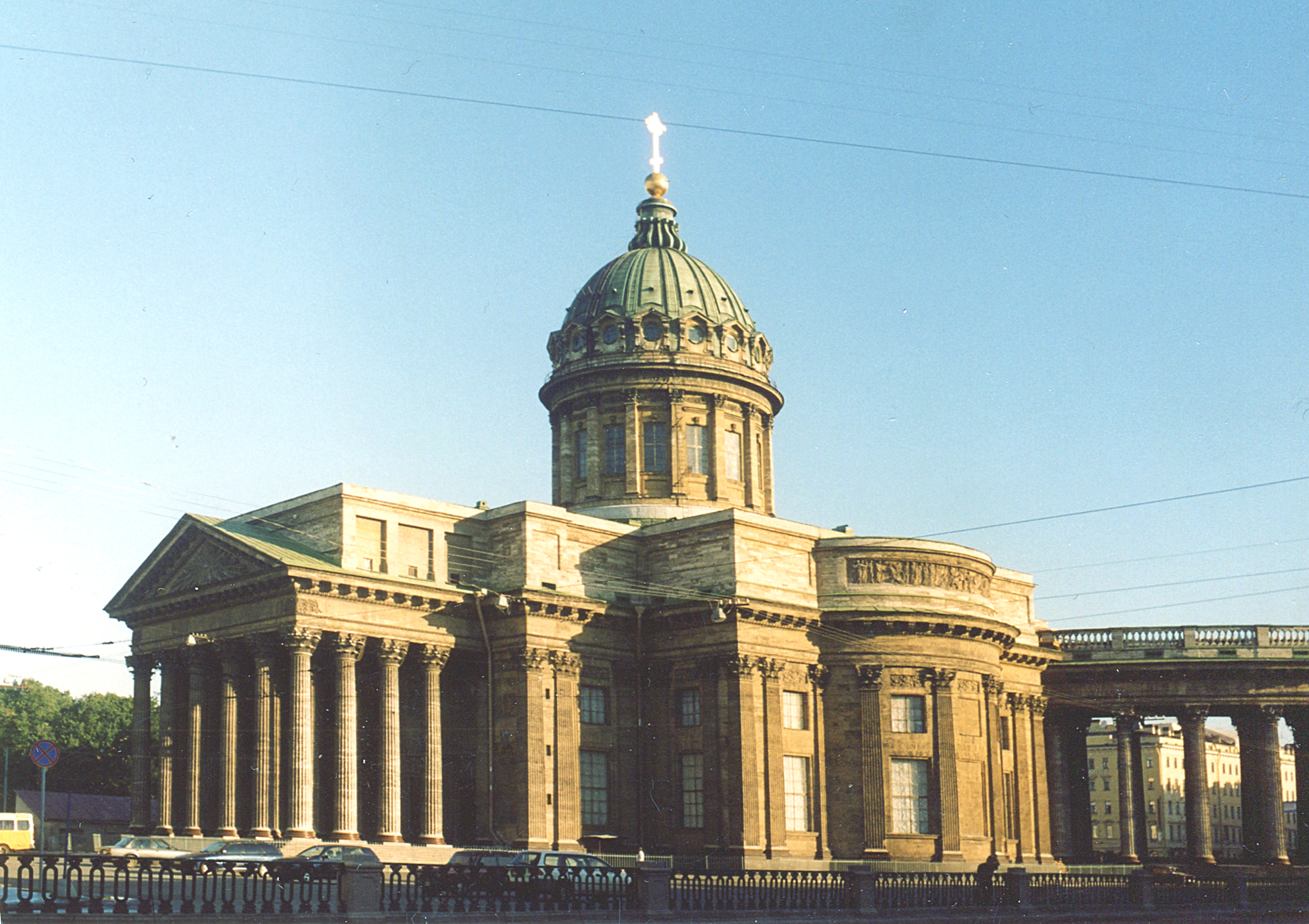
Южный и восточный фасады Казанского собора
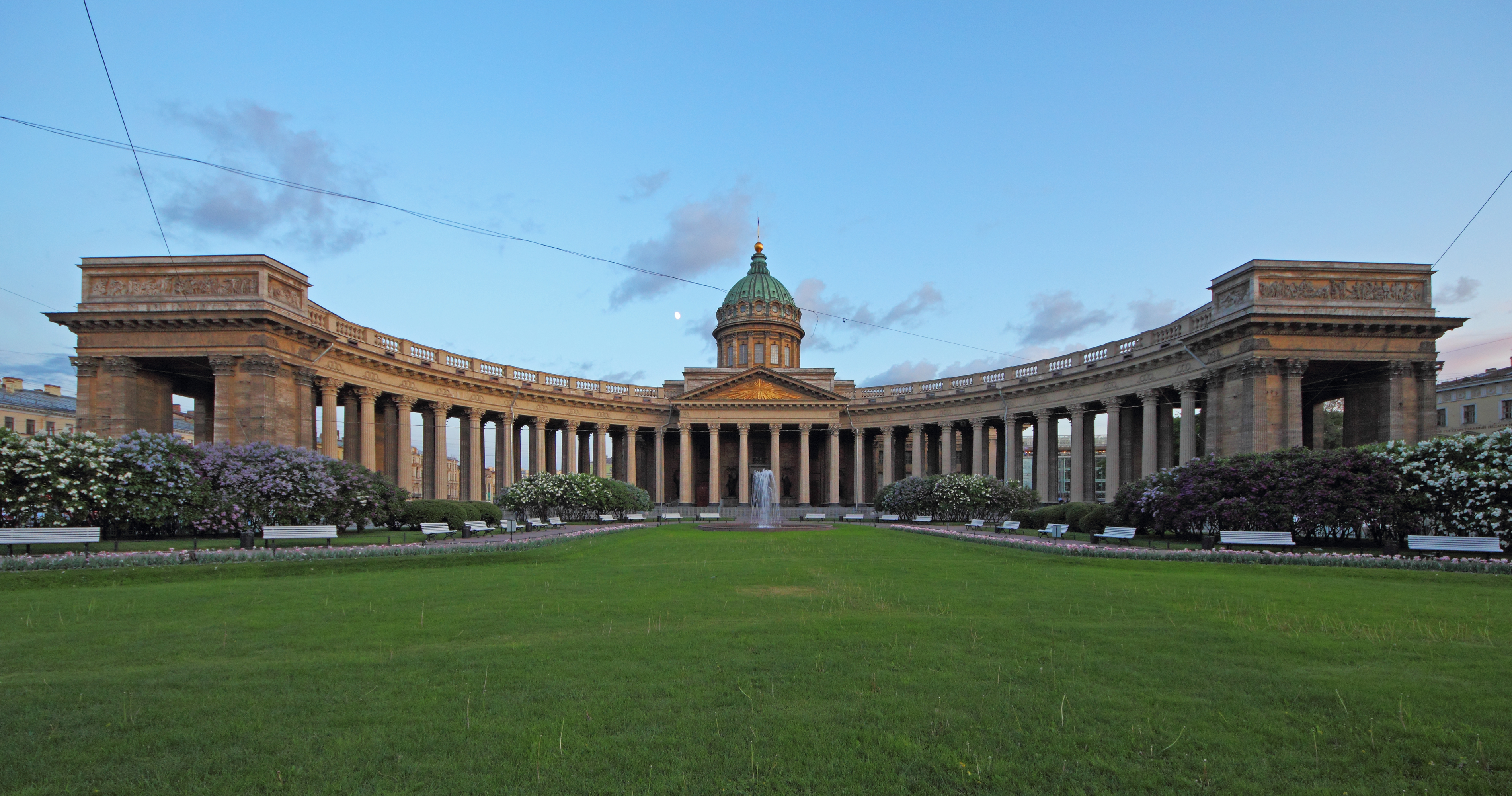
Северный фасад Казанского собора

Однако наиболее известным творением А. Н. Воронихина является построенный в 1801-1811 годах Казанский собор. Строительство нового собора было задумано ещё императором Павлом, который предписал взять за основу Собор Святого Петра в Ватикане (в то время — в Папской области, оккупированной Францией). Однако от прототипа осталась лишь общая компоновка с мощным центральным куполом, вытянутой базиликой и отсутствием колокольни.
Колоннада ватиканского Собора была пристроена значительно позже и фактически представляет собой обрамление площади Святого Петра. У Воронихина северная и южная (не была построена) колоннады представляли собой органичное дополнение к основному объёму храма. Западный же входной фасад должен был открываться зрителю со стороны Воронихинского сада. Но и в таком не до конца воплощённом виде собор является украшением Невского проспекта.

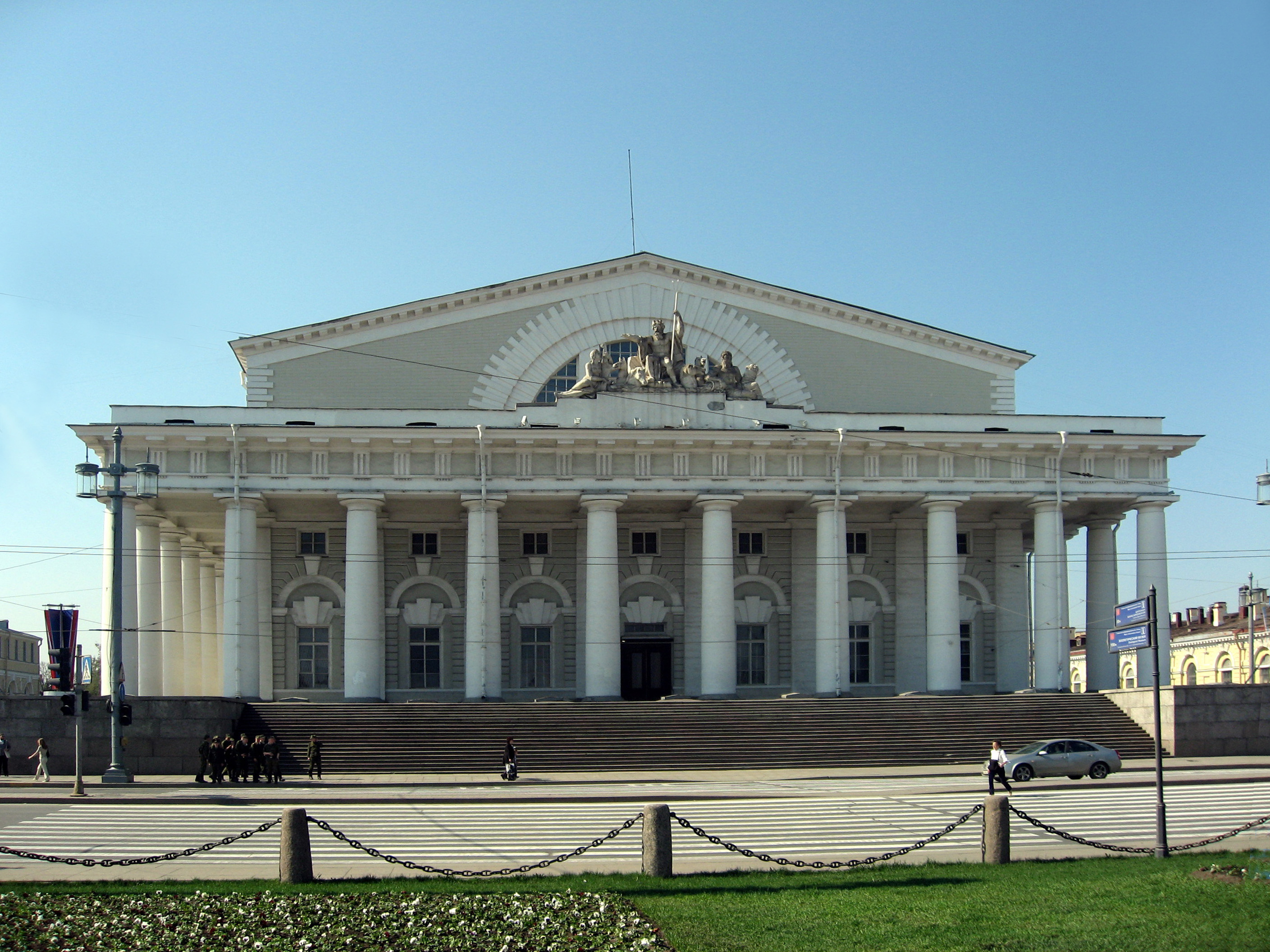
Новая биржа; ныне Центральный военно-морской музей

К позднему, «высокому» классицизму можно отнести работы Тома де Томона: перестройка здания Большого театра (Театральная площадь, 3, 1804-1805 годы, сохранилось частично), перестройка дома графини А. Г. Лаваль (1806-1809 годы, Английская набережная, 4), строительство здания Новой биржи и всего комплекса стрелки Васильевского острова с Ростральными колоннами (Биржевая площадь, 4, 1805-1810 годы). Колоннада здания Биржи отнесена от здания, колонны широко расставлены, что усиливает пространственную гармонию композиции с окружающим простором Невы. Здание и Ростральные колонны украшены аллегорическими скульптурами (Ф. Тибо, И. Камберлен, С. К. Суханов и др.).

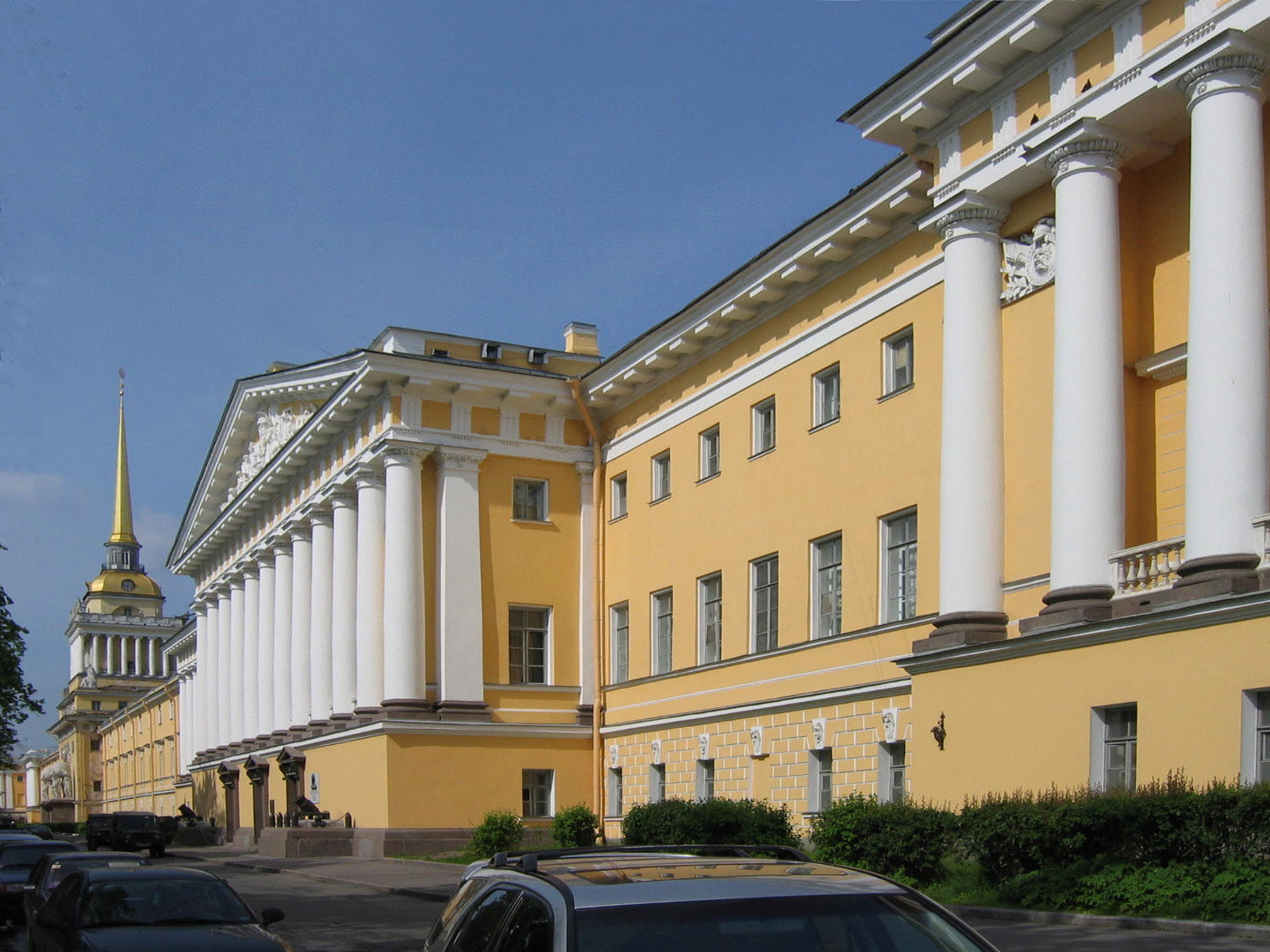
Адмиралтейство

В 1806-1823 годах А. Д. Захаров создал величественное здание Адмиралтейства, ставшее одним из символов города на Неве. От предыдущего здания (архитектор И. К. Коробов, 1732-1738 годы) осталась центральная часть с высоким шпилем, которая не диссонирует, а смягчает плоскостное развитие сравнительно низкого огромного здания. Разнообразие фасадов достигается ритмикой выступающих портиков с лаконичными тосканскими колоннами (колонны центральной части остались ионическими).
Здание также было украшено большим количеством аллегорических скульптур (часть не сохранилась), что стало отличительной чертой многих строений александровского классицизма. Строительство Адмиралтейства явилось предпосылкой к ансамблевому объединению трех главных площадей города: Дворцовой, Исаакиевской и Сенатской, а также Александровского сада.
В этот же период Кваренги возводит здание Смольного института (1806-1808 годы, Смольный проезд, 1). Отчётливая, торжественная и светлая композиция здания учебного заведения явилась одной из последних работ великого мастера зрелого классицизма. Обогащают фасады восьмиколонный портик с фронтоном, боковые флигели с ионическими колоннами.

#### Русский ампир

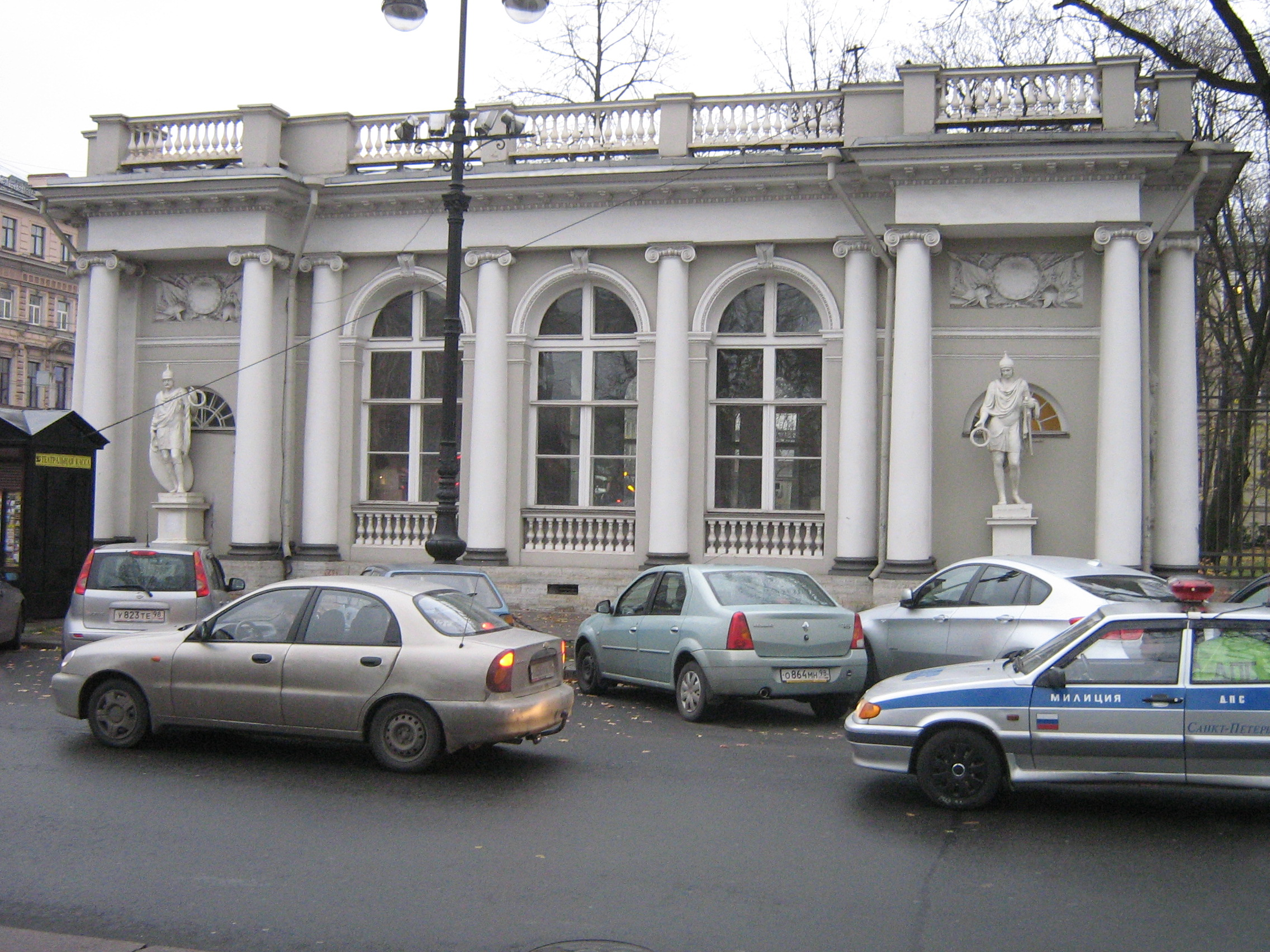
Павильон в Аничковом саду

Русский ампир (примерно 1812-1830 годы) явился логическим завершением длительного развития классицизма в архитектуре, точнее, очередного витка его спирали, относящегося к Петербургу XVIII—XIX веков. Ампир в начале XIX века был востребован в первую очередь во Франции и отражал бурный период её истории: Великую французскую революцию, имперские амбиции Наполеона, войны, охватившие всю Европу. В России первой трети XIX века ампир оказался нужен для прославления государственного могущества страны-победительницы.
Внешне архитектура русского ампира использует классические ордерные системы, причём не только тосканские или дорические. Вслед за александровским классицизмом усиливается стремление к монументальности, парадности, мужественности. Композиции зданий строго симметричны, торжественны. Наряду с лаконичностью форм отмечается проявление милитаристской символики Древнего мира: изображения доспехов, лавровых венков, орлов. Большое значение приобретает синтез архитектуры и монументальной скульптуры, а в храмовых зданиях — и монументальной живописи. Возникают декоративные архитектурные сооружения: триумфальные арки, памятные колонны.

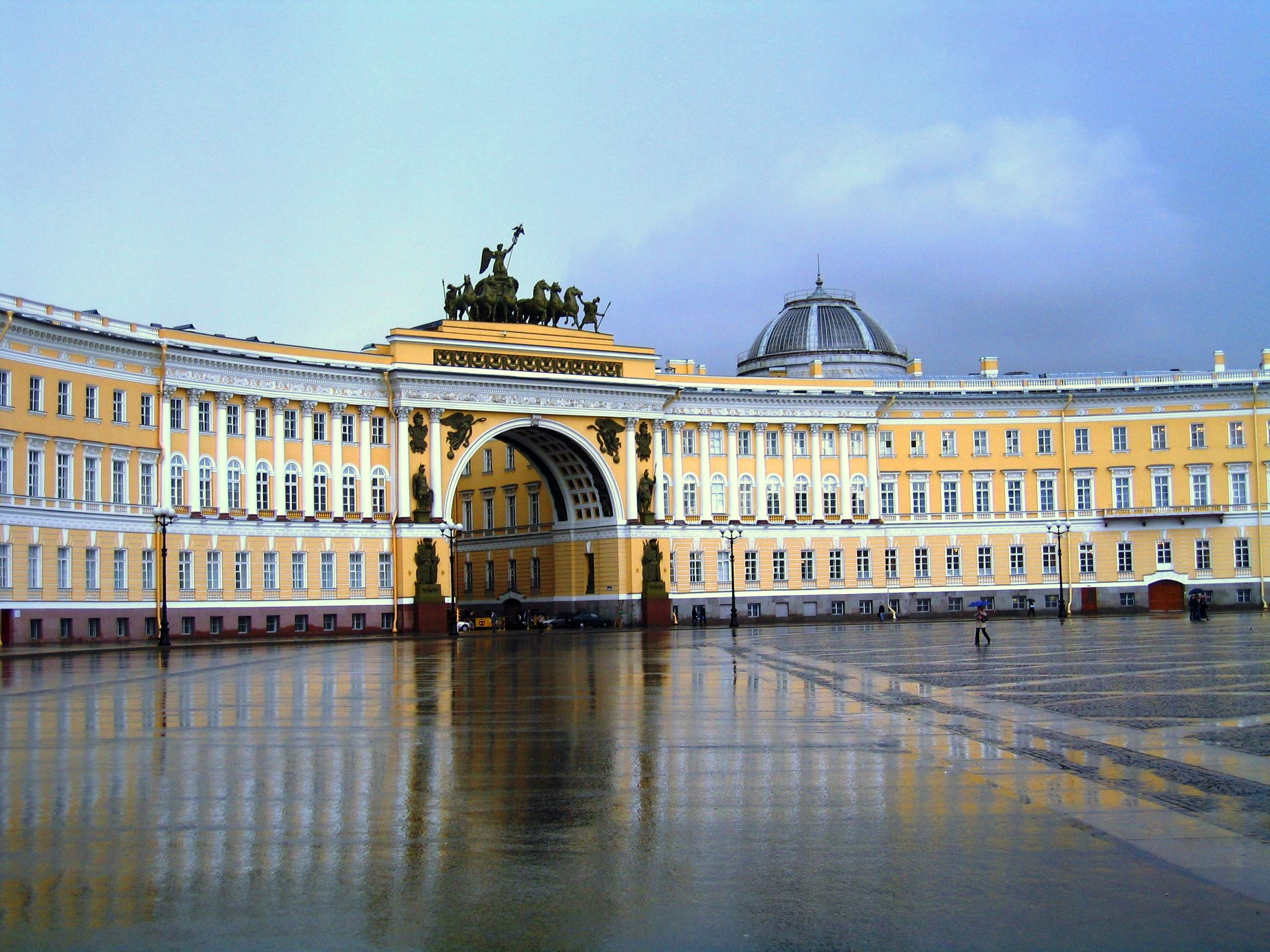
Здание Главного штаба

Главными мастерами этой эпохи стали К. И. Росси и В. П. Стасов. Росси целиком отошёл от французских источников ампира (Леду, Персье, Фонтена, Виньона) и продолжил петербургские традиции Камерона, Кваренги, Бренны.
Творчество К. Росси отличало сочетание архитектурного и градостроительного подходов, смелое преображение городского пространства, что нашло отражение в великолепных петербургских ансамблях Дворцовой площади со зданием Главного штаба (1819—1829), Сенатской площади со зданиями Сената и Синода (1829—1833), Михайловской площади с Михайловским дворцом (1819—1825), Александринской площади со зданием Александринского театра (1827—1832).
Первой постройкой Карла Росси в Санкт-Петербурге стали два павильона, возведенные в саду Аничкова дворца (1816—1818, Невский проспект, 39). Павильоны отличают большие арочные окна, соразмерные ионические колонны, фигуры древнерусских воинов. Несколько тяжеловатый карниз удачно «приземляет» одноэтажные здания.
Здание Главного штаба с комплексом из трех Триумфальных арок было сооружено на Дворцовой площади в 1819—1823 годах (скульпторы В. И. Демут-Малиновский и С. С. Пименов). Грандиозная дуга фасада Главного штаба придает композиционную законченность главной площади Северной столицы, на которую выходят барочный Зимний дворец и классическое здание Адмиралтейства. Ансамбль площади завершил в 1834 году Огюст Рикар Монферран, воздвигнув в центре площади, триумфальную колонну в честь победы над Наполеоном. В целом площадь образует торжественный ансамбль, посвящённый воинским победам. К. Росси является также автором проекта застройки Михайловской площади (ныне Площадь искусств).

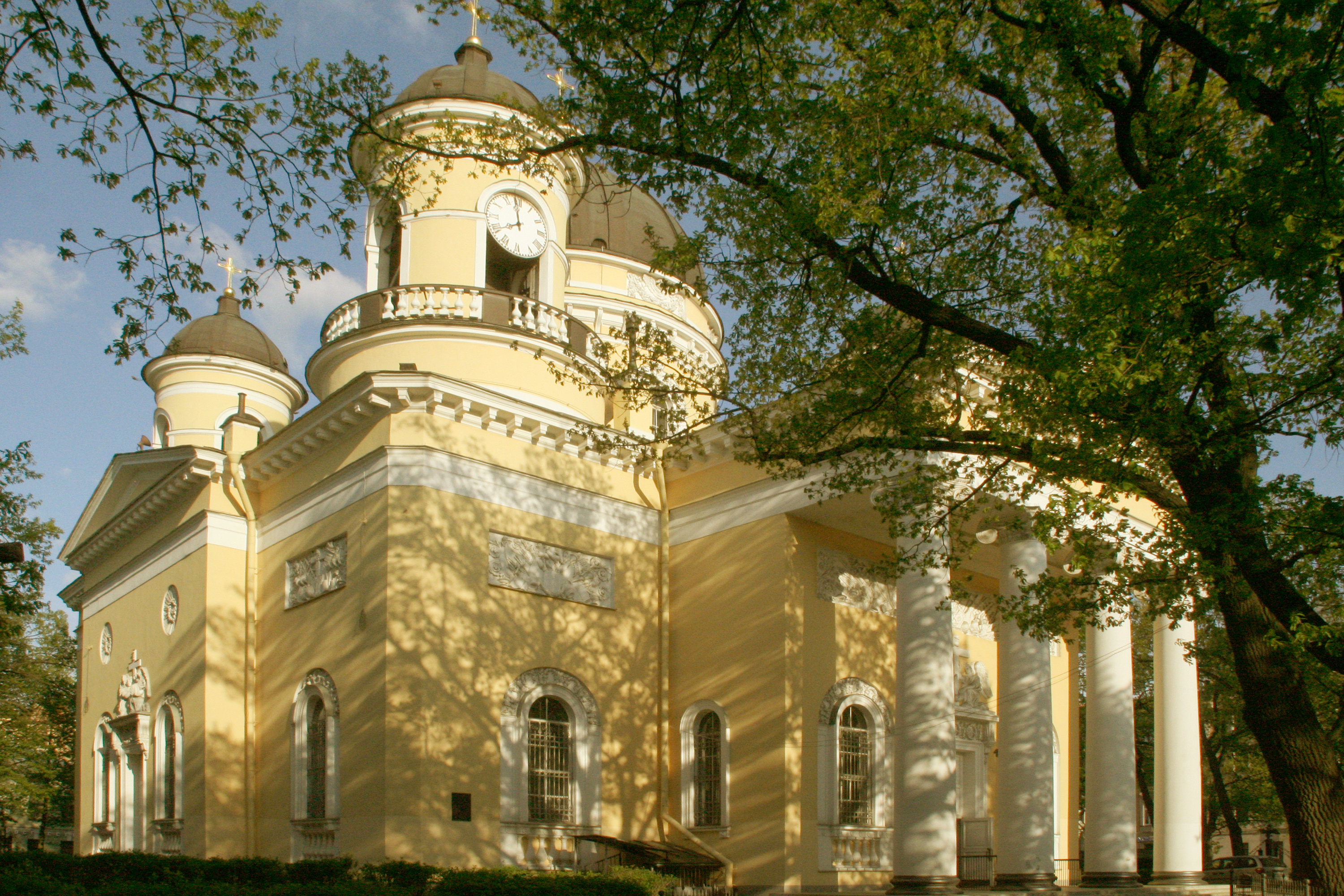
Собор Преображения Господня всей гвардии

В стиле позднего классицизма и русского ампира работали замечательные петербургские мастера XIX века Доменико Адамини (Дом Адамини, 1823—1827, набережная реки Мойки, 1), В. И. Беретти (Гауптвахта на Сенном рынке, 1818—1820, Садовая улица, 37), А. П. Брюллов (Михайловский театр, 1831—1833, Площадь искусств, 1, здание штаба Гвардейского корпуса, 1837—1843, Дворцовая площадь, 2-4) Давид Висконти (костёл Святого Станислава, 1823—1825, улица Союза Печатников, 22), В. А. Глинка (перестройка особняка графа Н. П. Румянцева, 1820-е годы, Английская набережная, 44), Поль Жако (здание Дворянского собрания, 1834—1839, Михайловская улица, 2), Джовани Лукини (здание портовой таможни, 1829—1832, набережная Макарова, 4), А. И. Мельников (здание единоверческой Никольской церкви, 1820—1838, улица Марата, 24), А. А. Михайлов 2-й (рисовальный корпус Академии художеств, 1819—1821, Университетская набережная, 17, дом А. И. Корсакова, 1826—1828, Владимирский проспект, 12), П. С. Плавов (женское отделение Обуховской больницы, 1836—1839, Загородный проспект, 47), Антонио Порто (здание Военно-медицинской академии, 1799—1803, улица Академика Лебедева, 6), Луиджи Руска (Дом ордена иезуитов, канал Грибоедова, 8/1), И. И. Шарлемань (Скотопригонный двор, 1823—1826, Московский проспект, 65), Гаспаре Фосатти (перестройка дома З. Н. Юсуповой, 1835, Невский проспект, 86), С. Л. Шустов (Каменноостровский театр, 1827—1835, набережная Крестовки, 10, лит. А) и др.
Выдающийся русский архитектор В. П. Стасов применял различные ордера, строил также безордерные здания, здания в китайском стиле и др. Он являлся ярким представителем позднего петербургского ампира: ему принадлежат торжественные, парадные проекты зданий Российской Академии наук на Васильевском острове, Павловских казарм на Марсовом поле (1817—1821), Спасо-Преображенского собора (1827—1829), Троице-Измайловского собора (1828—1835), Нарвских (1827—1834) и Московских триумфальных ворот (1834—1838), а также великолепные дворцы в предместьях Санкт-Петербурга. В. П. Стасов является предтечей неорусского стиля XIX века.

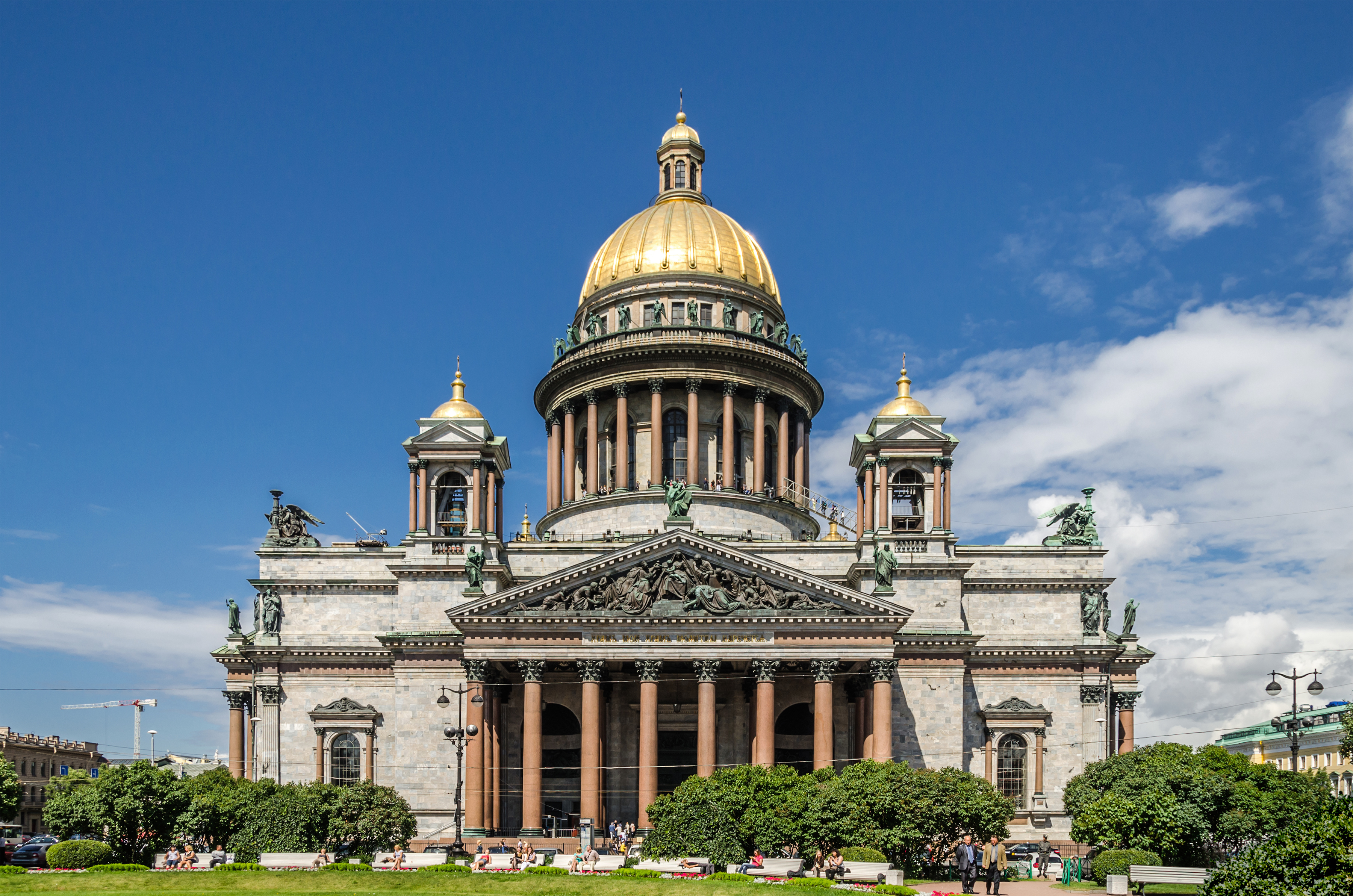
Исаакиевский собор

Завершающей вспышкой русского ампира в архитектуре явился кафедральный Исаакиевский собор, построенный в 1819—1858 годах по проекту О. Монферрана. По существу, Монферран переделал проект А. Ринальди, строительство по которому не было закончено. В осуществлённом проекте превалируют простые формы: куб, квадрат, треугольник, цилиндр, параболический купол. Это, помимо огромного размера, придает храму дополнительную монументальность, создает впечатление вековой имперской незыблемости. Между тем в действительности здание весом в 300 тысяч тонн покоится на слабых грунтах (водонасыщенных озерно-ледниковых пылеватых суглинках), давление на которые близко к критическому. При этом под восточной частью собора остались старые сваи длиной 8-10,5 м, а под западной частью были забиты просмолённые сваи длиной 6-8 м, что впоследствии привело к разности осадок до полуметра (юго-западный угол оседает сильнее).
Тем не менее при строительстве были использованы прогрессивные по тому времени технические решения: сплошной плитный ростверк из каменной кладки, чугунные ребра купола, полированные колонны из цельных гранитных монолитов. Силуэт здания собора, завершающий с западной стороны комплекс центральных площадей Петербурга, активно участвует в создании неповторимого архитектурного облика города. Следует отметить исключительно богатый наружный скульптурный декор храма и красочные интерьеры.
Таким образом, стиль ампир (в ином прочтении поздний классицизм), обрамленный в начале и в конце периода двумя грандиозными храмовыми зданиями — Казанским и Исаакиевским соборами, завершил важнейший этап в развитии города, во время которого были созданы множество уникальных архитектурных произведений. Но если «золотой век» русской литературы, живописи и музыки только начинался, то «золотой век» русской архитектуры близился к закату. Имперская монументальность и строгость входила в противоречие с ещё наивной демократизацией общества, раскачивалась кризисом феодальной крепостной системы. Архитектура отреагировала на это противоречие отходом от классических канонов, смешением стилей, попытками по-иному взглянуть на прошлое; то есть началом новой эпохи, которая впоследствии получила немного обидное, но ёмкое название «эклектика».

### Эклектика
Период эклектики, или эклектизма в архитектуре можно условно ограничить 1830-1900 годами, при этом часто выделяются периоды ранней (1830—1870) и поздней (1870—1900) эклектики. Сама по себе эклектика, понимаемая как смешение различных стилей, не являлась новым явлением: смесь архитектурных ордеров встречаются в оформлении Адмиралтейства, Дома Чичерина на Невском проспекте и других зданий; ряд творений (например, Чесменский дворец Ю. М. Фельтена) выбивался из стилистического ряда своего времени. Но именно во второй трети XIX века наблюдается широкое распространение многостилевости, разнообразия форм, заимствований и отсылок к древним мотивам.
В раннем периоде развития эклектики преобладал романтизм и стилизации под древние стили: византийский, древнерусский, готический; возобновились подражания античности, ренессансу, барокко. Однако период эклектики не разделяется строго хронологически на отдельные фазы. Так, здания в стиле необарокко прослеживаются от 1840 до 1910 года.

#### Необарокко

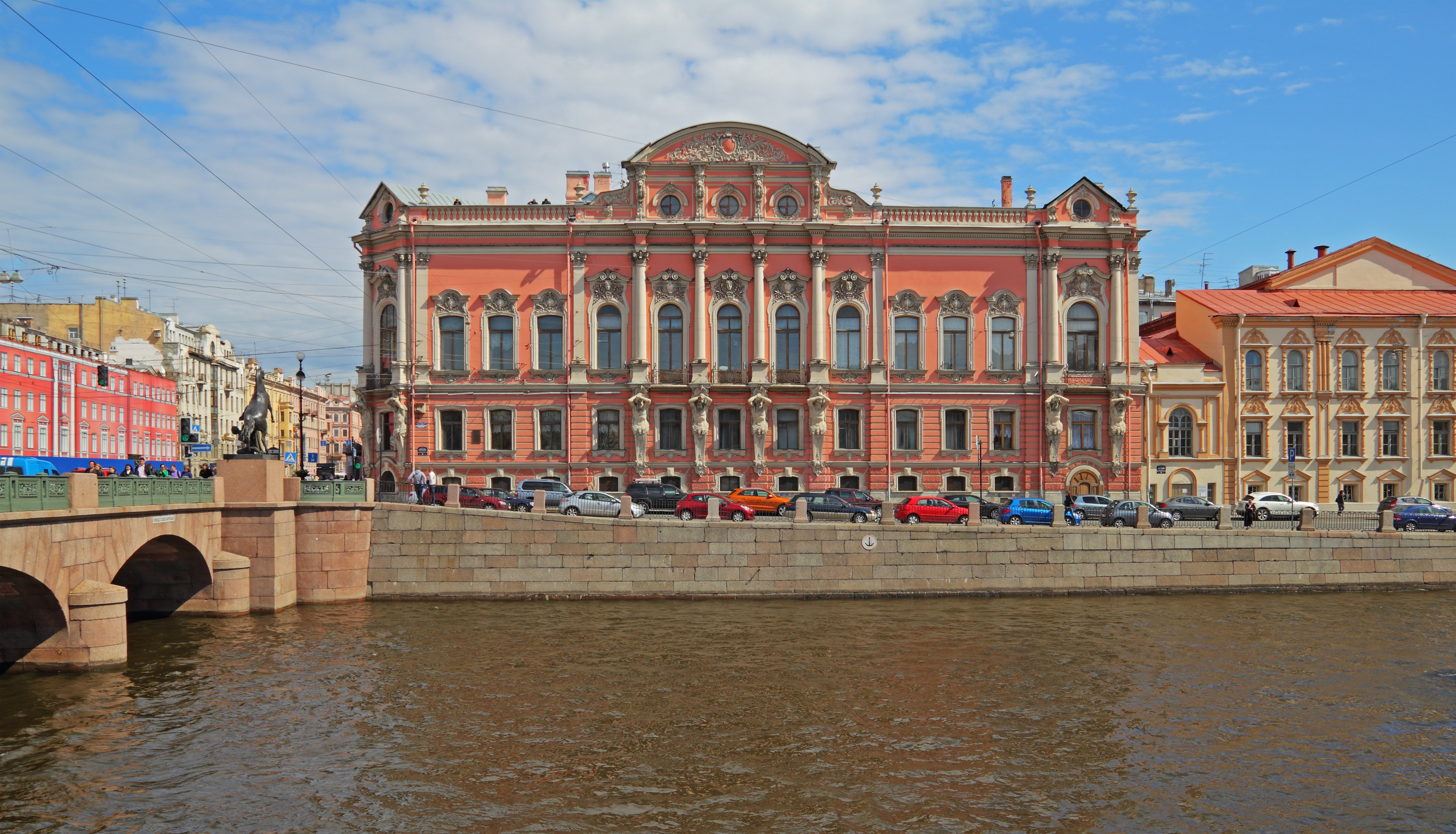
Дворец Белосельских-Белозерских

Одним из крупнейших архитекторов раннего периода эклектики является А. И. Штакеншнейдер. Его замечательной работой ещё в духе позднего классицизма является Мариинский дворец (1839—1844, Исаакиевская пл., 6, ныне — Законодательное собрание Санкт-Петербурга). Однако уже можно заметить элементы европейского возрождения: появился сложный декор и мелкая рустовка фасадов, колонны и пилястры снабжены двойными каннелюрами. Компоновка помещений принята анфиладной, аналогично барокко. Применены металлические конструкции балок и стропил.
Одним из первых творений необарокко считается перестроенный А. Штакеншнейдером Дворец Белосельских-Белозерских (1846—1848, Невский проспект, 41). Фасады выполнены в стиле елизаветинского барокко XVIII века, украшены лучковыми фронтонами и барочными наличниками со скульптурными картушами, трехчетвертные колонны и пилястры портиков оформлены коринфским ордером. Особую изящность придают фигуры атлантов и кариатид, установленные на фасадах и в интерьерах здания. Внутренняя отделка поражает пышностью в стиле барокко и рококо: пилястры с кариатидами, ажурные кованые канделябры и решетки с вензелями, деревянные панели с золоченой резьбой, мраморная облицовка, обивка тканью. Разностильные элементы и кариатиды использованы архитектором также при строительстве Ново-Михайловского дворца (1857—1858, Дворцовая наб., 18).
В короткое время стиль необарокко становится весьма популярным в столице. На новых домах появляются эркеры, консоли, балконные решётки, двойные и тройные окна, большие застеклённые витрины. В 1840—1860-х годах в России развивается производство пудлингового (сварочного) железа и проката из него, а позже — и стального проката. Это позволило использовать большие пролёты зданий и сооружений, железные перемычки проёмов и косоуры лестниц.
В стиле необарокко были построены, например, особняк Тимофея Дылёва с редким полукруглым портиком (И. А. Монигетти, 1849 год, наб. Обводного канала, 155), особняк П. И. Демидова (О. Монферран, 1835—1840, Большая Морская ул., 43), доходный дом Н. П. Жеребцовой, урождённой Гагариной (Л. Ф. Фонтана 1860—1863, Дворцовая наб., 10), особняк Е. М. Бутурлиной (Г. Ю. Боссе, 1857—1860, ул. Чайковского, 10) и др.

#### Неоготика

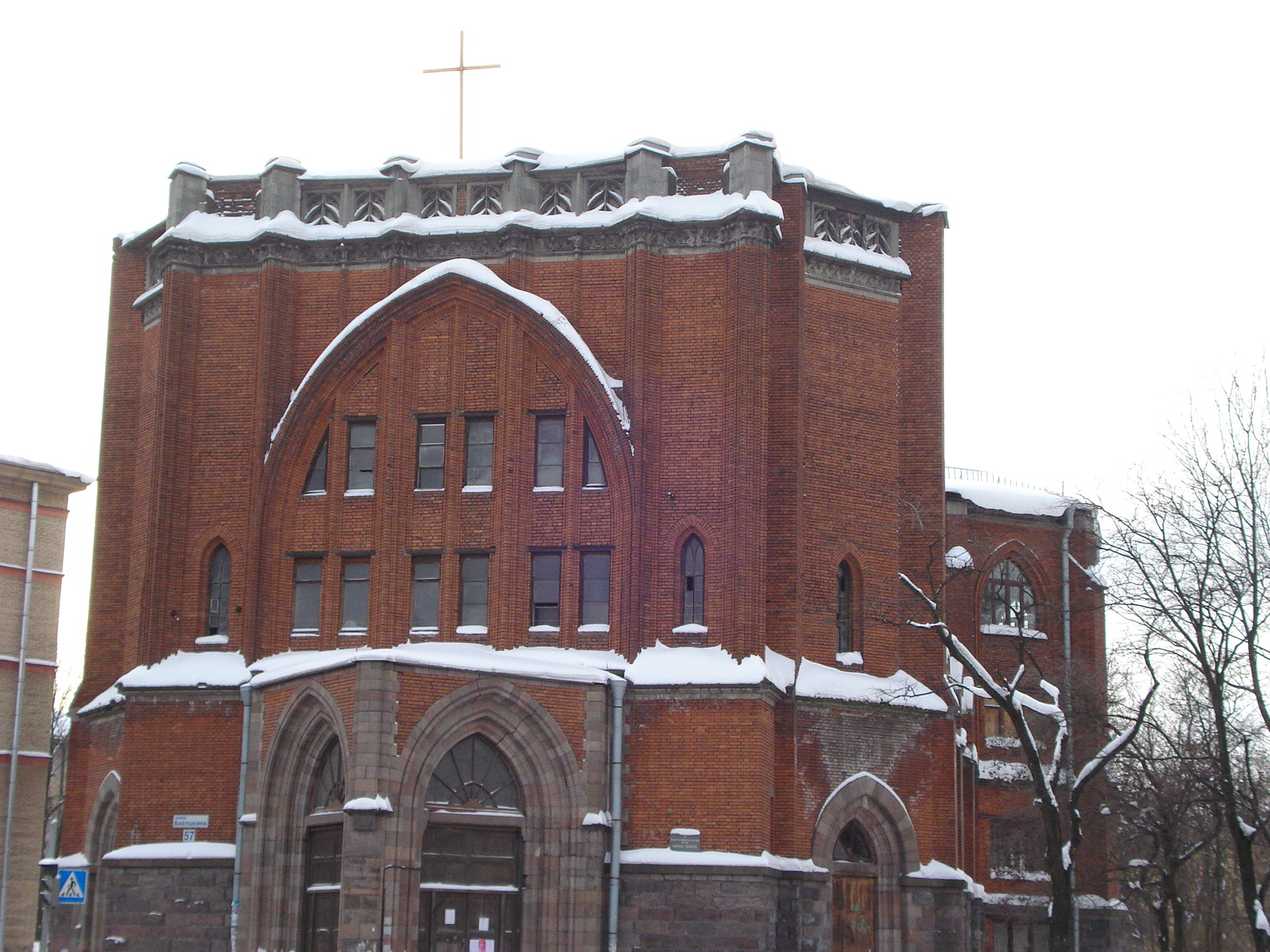
Католический храм Святейшего Сердца Иисуса (улица Бабушкина, 57)

Первый раз готические мотивы появляются в Санкт-Петербурге в 1777 году, когда Ю. М. Фельтен строит Чесменский дворец, Чесменскую церковь (ныне улица Гастелло, 15), а также Церковь Рождества Иоанна Предтечи на Каменном острове. Затем готические элементы появляются уже во второй половине XIX века. Поскольку влияние готики мало отражалось на несущих конструкциях здания, а было связано в основном с особенностями фасадов (стрельчатые арки окон, высокие шпили, обилие башенок и т. п.), поэтому в России прижилось название «Псевдоготика». Другой причиной было полное отсутствие в историческом прошлом Руси готической архитектуры.
В Санкт-Петербурге неоготика XIX века встречается не только в католических и лютеранских храмах: Церковь св. апостолов Петра и Павла в Шуваловском парке (1831—1836 годы, А. П. Брюллов, Парголово, улица Вологдина, 13); Лютеранская кирха св. Михаила (1874—1877 годы, архитекторы Р. Е. Бергман и К. К. Бульмеринг, Средний проспект Васильевского острова, 18), но и в светских зданиях, например, в здании приюта им. Н. В. Клейгельса для петербургской полиции с церковью св. Николая (1902—1903 годы, архитектор С. И. Андреев, улица Зои Космодемьянской, 27). Но в целом зданий в стиле неоготики в Санкт-Петербурге очень мало.

#### Неоренессанс
Для зданий в стиле неоренессанса прототипом являлись итальянские здания эпохи возрождения. Для них характерны широкие арочные окна, нарядные наличники, мощные узорчатые карнизы, глубокий руст на фасадах. Часто (хотя и не обязательно) применяются колонны и пилястры различных ордеров.
Одним из первых зданий этого стиля (1844—1846 годы) был построен особняк князя Л. В. Кочубея — ныне ул. Чайковского, 30; архитекторы Г. А. Боссе и Р. И. Кузьмин. В облике здания не использованы элементы ордеров — это так называемый безордерный неоренессанс.
В 1883—1884 годах по заказу нового хозяина особняка Ю. С. Нечаева-Мальцова архитектором Л. Н. Бенуа были выполнены интерьеры этого здания в стиле рококо.
Г. А. Боссе созданы в этом стиле особняки И. В. Пашкова (1841—1844 годы, Литейный проспект, 39), Е. П. Пашковой (1842—1843, наб. Кутузова, 10), собственный особняк (1847—1850, 4-я линия Васильевского острова, 15). Следование стилю включало также оформление интерьеров.
На фасаде особняка И. В. Пашкова впервые в гражданском здании Санкт-Петербурга применена открытая кирпичная кладка.
По проекту Н. Е. Ефимова в 1844—1853 годах построены здания Министерства государственных имуществ (Исаакиевская площадь, 4 и 13; закончены после смерти архитектора), ныне институт растениеводства. Арочные окна и стрельчатые наличники богато декорированы в стиле итальянского ренессанса XV—XVI веков. Ордерная система пилястр появляется на фасаде со второго этажа здания, первый этаж обозначен рустикой как якобы мощный цоколь; понятно, что функционального значения такая конструкция не несёт. Такой же приём использован Н. Е. Ефимовым при перестройке Шуваловского дворца (наб. р. Фонтанки, 21; оригинальные круглые окна второго света) и здания Городской думы (Думская ул., 1-3).

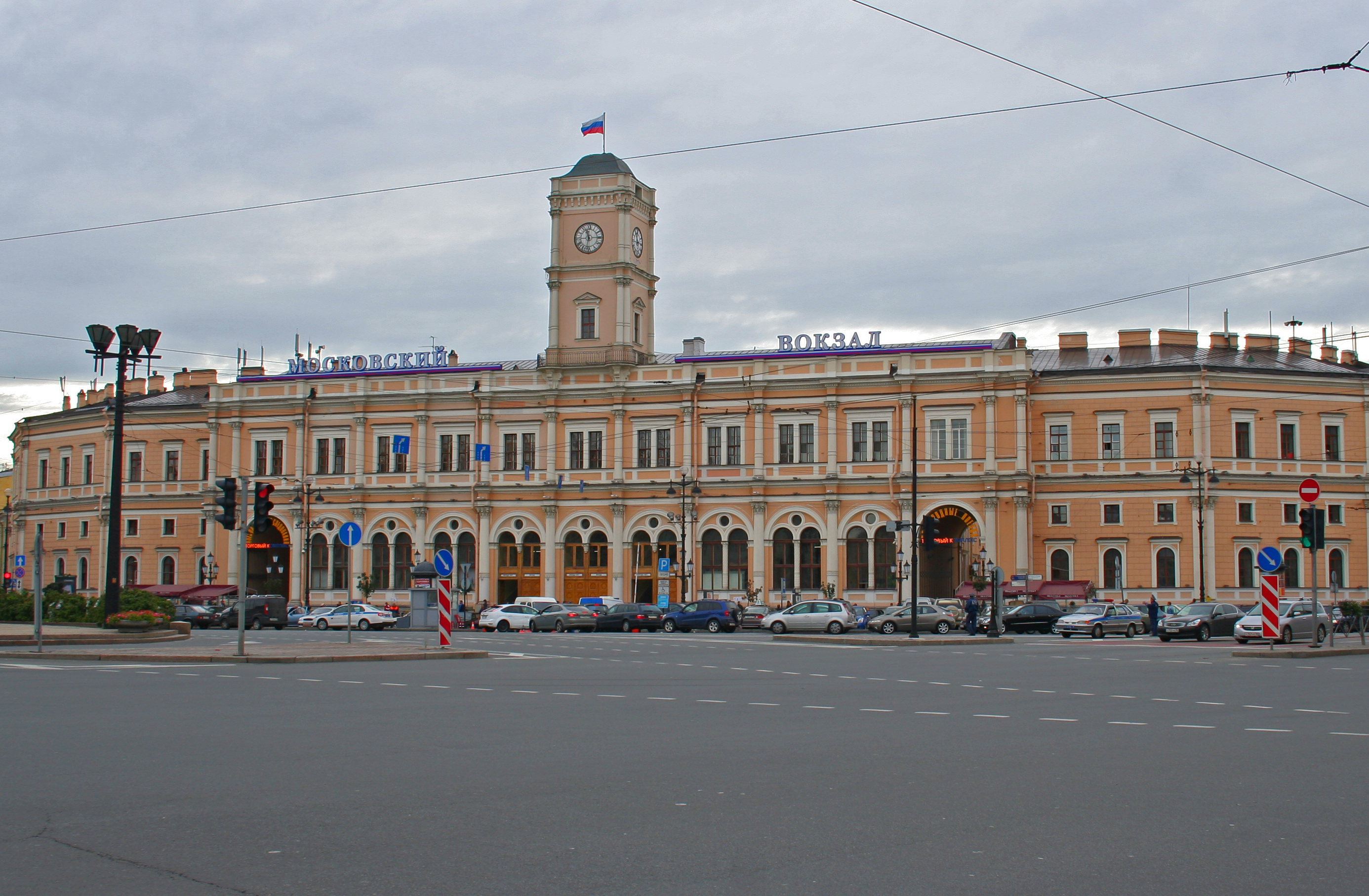
Московский (Николаевский) вокзал

Одним из крупнейших общественных зданий в стиле неоренессанса стало здание Мариинского театра (1859—1860, архитектор А. К. Кавос, Театральная площадь, 1). Здесь ордерная система начинается со второго и даже с третьего этажа. Отделка фасадов была сдержанная, если не сказать — сухая (пышное оформление входной группы появилось значительно позже). А. К. Кавос перестроил также ряд зданий в середине XIX века, например, собственный дом на Кирочной улице, 18. Впрочем, гораздо ближе к ренессансу безордерный Дом Почтового ведомства (1853; Почтамтская ул., 3).
К стилю неоренессанса можно отнести целый ряд доходных домов и особняков середины XIX века на ул. Чайковского, Фурштатской ул., Кирочной ул. и др., например, особняк А. Л. Штиглица (1858—1862 годы, архитектор А. И. Кракау, Английская наб., 68). Мотивы ренессанса звучат также в зданиях петербургских вокзалов: Николаевский вокзал (1843—1851, архитектор К. А. Тон, пл. Восстания, 2), Балтийский вокзал (1853—1858, архитектор А. И. Кракау, наб. Обводного канала, 120), Варшавский вокзал (1857—1860, архитектор П. О. Сальманович, наб. Обводного канала, 118). Так, фасад Николаевского вокзала напоминает венецианские здания XVI века: двойные арки первого яруса с колоннами посередине, равномерно расставленные полуколонны второго яруса, квадратная башня с часами, «окна Браманте» (арочные окна с замковым камнем) на первом ярусе боковых крыльев.

#### Неовизантийский стиль

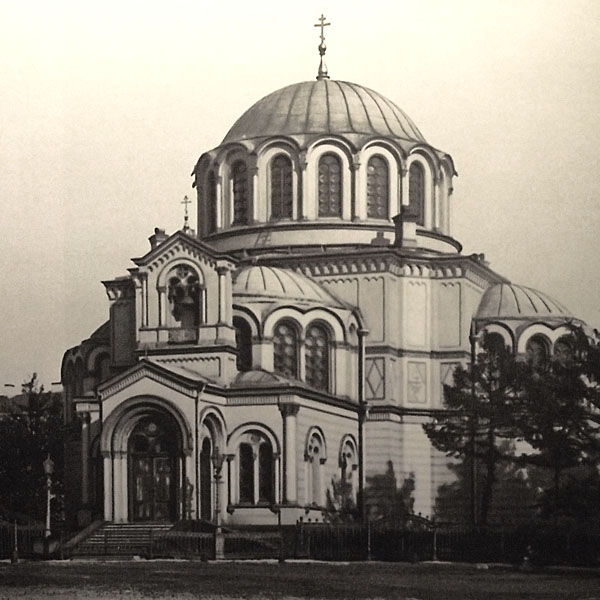
Церковь Дмитрия Солунского, 1860-е

Неовизантийский стиль ориентировался на архитектуру средневековой Византии примерно VI—VIII веков н. э. В основном стиль проявился в храмовой архитектуре и отличался крестово-купольной компоновкой, наличием сферических и полусферических куполов, барабанов с сопряженными арочными окнами, декора с каменной резьбой и мозаикой, богатым внутренним убранством. Главным образцом этого стиля послужил храм Святой Софии, построенный в Константинополе в VI веке. В дальнейшем стиль развивался в основном на территории Греции, Болгарии, Сербии и послужил основой древнерусской храмовой архитектуры домонгольского периода.
Зданий этого стиля в Петербурге сохранилось мало, к их числу относится церковь Милующей иконы Божией Матери (Большой проспект Васильевского острова, 100, архитектор В. А. Косяков, инженер Д. К. Пруссак, 1889—1898), Спасо-Парголовская церковь на Шуваловском кладбище (Выборгское шоссе, 106, проект инженера К. А. Кузьмина, 1876—1880). Не сохранились Греческая церковь св. великомученика Димитрия Солунского (Лиговский просп., 6, архитектор Р. И. Кузьмин, 1861—1865), Церковь Казанской иконы Божией Матери при Доме призрения бедных им. С. П. Елисеева (пр. Металлистов, близ Большеохтинского кладбища, архитекторы К. К. Вергейм, Ф. Л. Миллер, 1881—1885).
Одними из последних произведений этого стиля явились Морской собор святителя Николая Чудотворца в Кронштадте (1902—1913 годы) и Казанская церковь Воскресенского Новодевичего женского монастыря (Московский просп., 100б, 1908—1912), построенные архитектором В. А. Косяковым.
Иногда этот стиль называют «русско-византийским», так как логично имеет сходные черты с параллельно развивавшимся неорусским направлением.

#### Русский стиль
Русский стиль возник в 1830—1840-х годах под влиянием роста интереса к истории России и следования имперской официальной концепции народности Николая I, императора Всероссийского в 1825—1855 годах. Основоположником этого направления в архитектуре считается К. А. Тон. В Санкт-Петербурге им построены пятикупольный собор Введения во Храм Пресвятой Богородицы лейб-гвардии Семеновского полка (1837—1842, Загородный просп., 45, не сохр.) и церковь во имя священномученика Мирония лейб-гвардии Егерского полка (1849—1855, наб. Обводного канала, 99, не сохр.).

Храм Спаса-на-Крови

Не сохранились также церковь Спаса Нерукотворного Образа на Волковском православном кладбище (1837—1842, архитектор Ф. И. Руска, Расстанный пр., 1), храм Христа Спасителя (Спас-на-Водах, 1910—1911, архитектор М. М. Перетяткович, наб. Ново-Адмиралтейского канала, 1) и др.. Мы можем наблюдать примеры этого стиля в Воскресенском соборе Воскресенского Новодевичего женского монастыря, (1849—1861, архитектор Н. Е. Ефимов, Московский просп., 100), монументальном храме Воскресения Христова (1904—1908, архитектор Г. Д. Гримм при участии Г. Г. фон Голи и А. Л. Гуна, наб. Обводного канала, 116).
Жемчужиной стиля является храм Воскресения Христова (Спаса-на-крови), воздвигнутый в память погибшего императора Александра II в 1883—1907 годах архитектором А. А. Парландом (наб. канала Грибоедова, 2). В облицовке стен храма использован гранит, эстляндский мрамор, глазурованный кирпич, во внутренней отделке — итальянский мрамор, российская яшма, порфир, мрамор, позолоченная медь. По эскизам художников В.М Васнецова, М. В. Нестерова, А. П. Рябушкина, Н. Н. Харламова выполнены мозаичные иконы.
В русском стиле были возведены и некоторые жилые дома. Так, архитекторами И. С. Богомоловым и Н. Ф. Беккером почти напротив друг друга построены доходные дома Н. Н. Зайцевой (1875, Фурштатская ул., 20) и З. М. и А. А. Зайцевых (1881, Фурштатская, 11). Оштукатуренные фасады декорированы бордюрами, «звериными» и растительными орнаментами, присутствуют балконы, эркеры, закомары.
Можно по-разному относиться к произведениям русского стиля. Одни считали его элементы ненужным украшательством, стилизацией древних памятников. Действительно, храм Спаса-на-крови можно считать повторением собора Василия Блаженного в Москве, а церковь Спаса-на-водах едва ли не точной копией Дмитриевского собора во Владимире. Однако в любом случае это течение выражало сознательный возврат к национальному началу, забытому под слоями западных и античных влияний. Тем самым городской архитектурный облик становился более сбалансированным, более «русским», придавая Петербургу ещё бо́льшую самобытность.

#### Поздняя эклектика

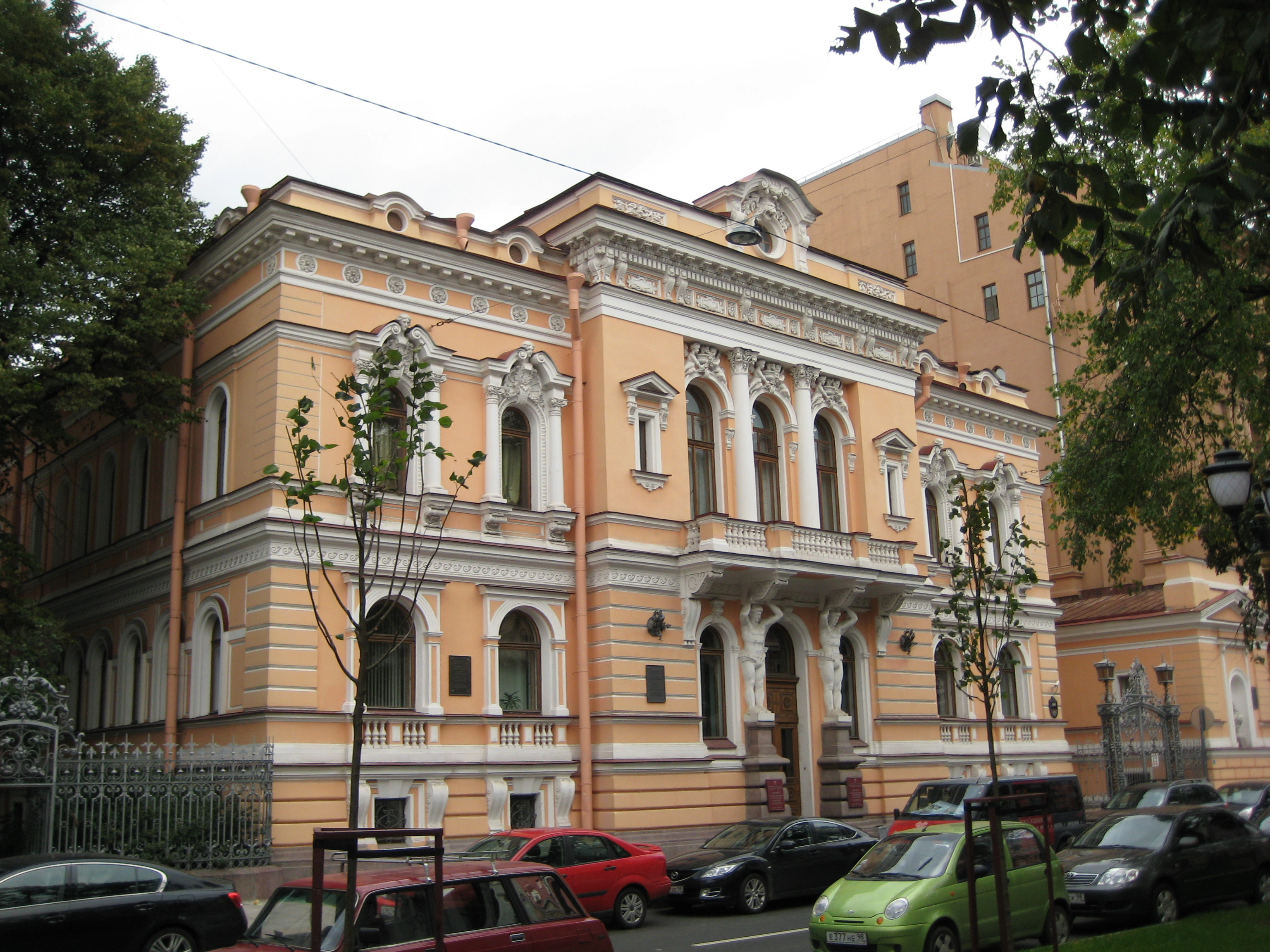
Особняк Спиридонова

Поздний этап в развитии стиля, датируемый примерно 1870—1900 годами, соответствует периоду развития капиталистических отношений в российском обществе. С появлением класса буржуазии возникают и заказы на своеобразные, оригинальные архитектурные новшества, соединяющие в одном объекте различные по стилю элементы. Здания богато декорированы, отделаны штукатуркой, металлом, керамикой — поистине эклектичны. В этом стиле работали Ф. И. Лидваль, А. А. Парланд, А. Н. Померанцев и др. К этому стилю иногда относят особняк Н. В. Спиридонова (1895—1896, А. Н. Померанцев, Фурштатская улица, 58).

### Модерн
Стиль «модерн» появился и быстро расцвёл в 1890-е — 1900-е годы. Модерн, проявившийся прежде всего в особняках, являлся (как и в своё время барокко) отходом от прямолинейных, упрощенных форм, диктуемых часто несовершенством строительных конструкций. Отличительными чертами зданий являлись асимметрия фасадов и свободная планировка. В подражание природе, у которой нет прямых линий, установилась мода на криволинейные силуэты, живописные ограды и детали, иногда непосредственно включавшие символический растительный и животный орнамент. Строились сложные в плане здания, имевшие украшенные скульптурами и узорами дверные и оконные проёмы. Широко применялись сравнительно новые по тем временам материалы: сталь, широкоформатное стекло, бетон и железобетон, которые в известной степени и позволили создавать ажурные, воздушные конструкции. На фасадах использовались рустика, мозаика, майолика, витражи, металл. Интерьеры зданий также отличали элементы модерна в виде скульптур, орнаментов, забежных лестниц, перил.

#### Петербургский модерн
К наиболее заметным памятникам эпохи модерна (не путать с модернизмом) в Санкт-Петербурге относятся магазин Елисеева, (Г. В. Барановский, 1902—1903, Невский проспект, 56), Дом компании «Зингер» («Дом Книги», П. Ю. Сюзор, 1902—1904, Невский проспект, 28), Торговый дом «С. Эсдерс и К. Схейфальс» («Дом у Красного моста», В. А. Липский, К. Н. де Рошфор, 1906—1907, Набережная реки Мойки, 73/15), Витебский вокзал (С. А. Бржозовский, 1904, Загородный проспект, 52), гостиница «Астория» (Ф. И. Лидваль, 1911—1912, Большая Морская улица, 39). В стиле модерн работали также А. И. Гоген, А. Л. Лишневский, В. В. Шауб и многие другие. Всего в этом стиле построено около 1,5 тысяч каменных домов, так как в это время Санкт-Петербург переживал строительный «бум». Большинство из них сохранилось.
Поскольку стиль был распространён очень широко, в нём появилось множество относительно самостоятельных течений. Иногда их называют так же, как и течения эклектики: необарокко, неоготика, неоклассицизм, неорусский стиль, что нередко приводит к ошибкам классификации. Много появилось в то время и подделок под модерн, использующих какие-то отдельные его элементы. Несмотря на то, что стиль «модерн» являлся последним большим стилем в истории искусства, он не имел единого названия, так, во Франции, например, его называли «ар-нуво», а в Англии — стиль «либерти». Отсюда возникает небольшая терминологическая путаница, связанная с тем, что в остальном мире в XX веке под термином «модерн» было объединено все многообразие течений современного искусства XX века, в то время как в России, в силу того, что данный термин уже охарактеризовал стиль искусства конца XIX — начала XX-го века, искусство XX века было объединено под термином модернизм.

#### Северный модерн
Отдельным ответвлением стиля является северный модерн, появившийся практически одновременно под влиянием современной скандинавской архитектуры. Памятники северного модерна в Петербурге сравнительно редки, а в других городах России (кроме Выборга) практически не встречаются. Сохраняя основные черты модерна, фасады этих зданий напоминали о суровой северной природе. Архитекторы широко использовали остроугольные крыши, эркеры, гранитную отделку в сочетании со штукатуркой, шестиугольные окна, стилизованные барельефы на скандинавские темы. Одним из первых зданий в этом стиле стал доходный дом И. Д. Лидваль (Ф. И. Лидваль, 1899—1904, Каменноостровский проспект, 1-3). В стиле северного модерна работали также А. Ф. Бубырь, Н. В. Васильев, Р.-Ф. Мельцер, И. А. Претро и др.

#### «Кирпичный стиль»

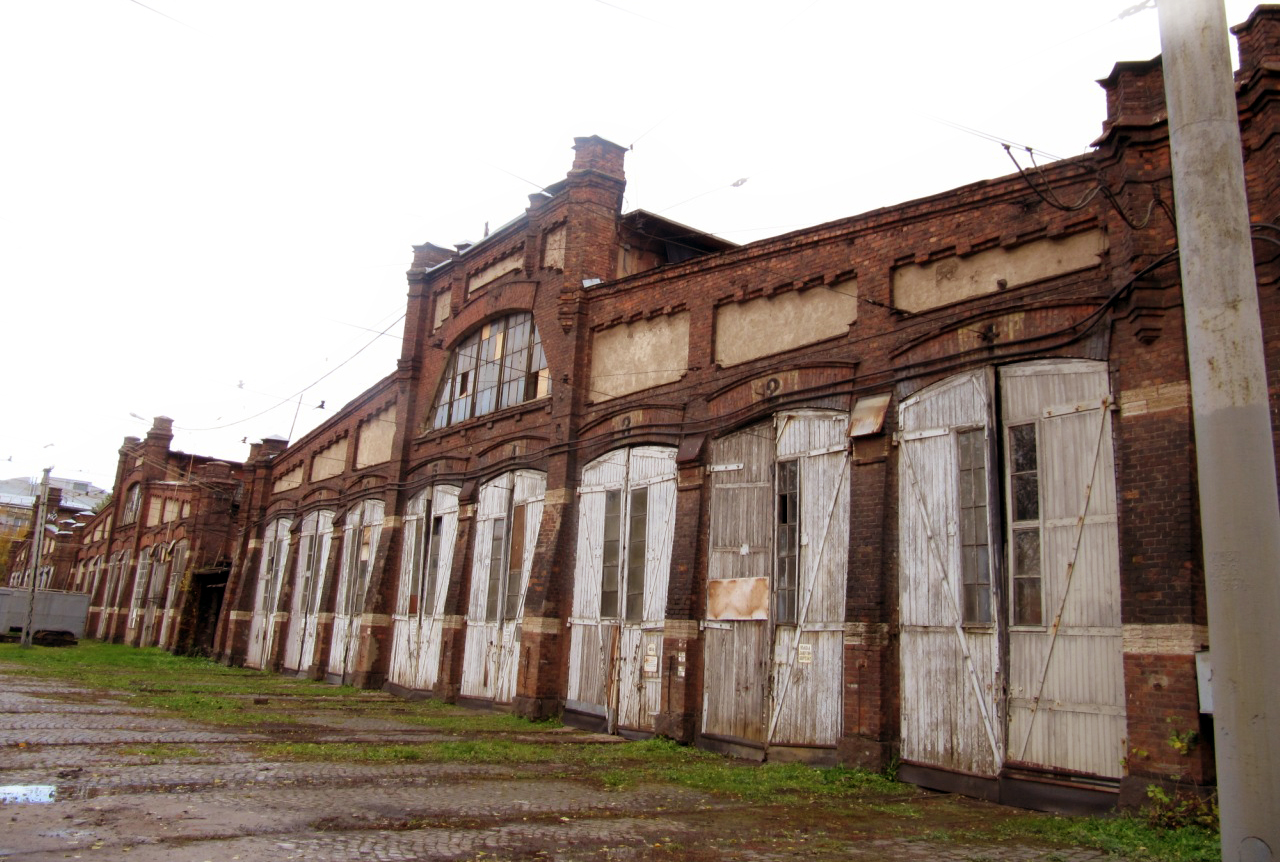
Василеостровский трамвайный парк

«Кирпичный стиль» формировался на рубеже перехода от эклектики к модерну (в основном под влиянием немецких архитекторов) и характеризовался наличием значительных неоштукатуренных фасадных поверхностей, не исключая, однако, керамических и каменных вставок. Поскольку кирпичные фасады не требовали такого частого ремонта, как фасады штукатурные или крашенные, этот стиль часто применялся для производственных и складских построек. В Санкт-Петербурге известны здания В. А. Шрётера, построенные им для себя (1891—1899 гг. наб. Мойки, 112 и 114), фабрика шёлковых изделий А. И. Ниссена (И. С. Китнер и В. А. Шрётер, 1873, наб. Фонтанки, 183) и др.
Впоследствии, уже в советское время, элементы кирпичного стиля встречались в проектах общественных и производственных зданий, причем иногда создавались двухцветные фасады с применением глиняных (красных) и силикатных (белых) кирпичей.

### Авангард

#### Ленинградский конструктивизм

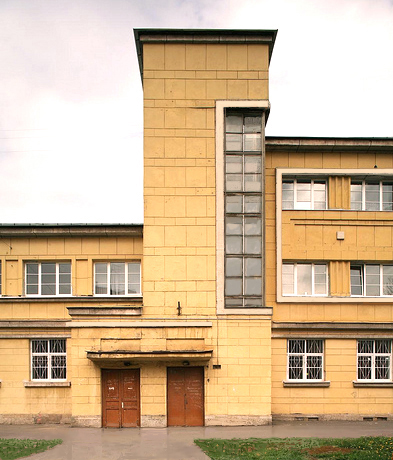
Профилакторий Кировского района

Изящный до вычурности модерн не выдержал испытания суровыми реалиями войны: после 1914 года такие здания почти не строятся. В противовес ему в послевоенной Голландии и Германии возникает (не без влияния американской архитектуры) и повсеместно распространяется жесткий, эпатирующий функционализм. Этот термин опять-таки не прижился в Советской России, а сходные течения получили названия: в Москве рационализм, в Петрограде конструктивизм.
Оба эти направления могут быть отнесены к архитектурному авангарду, отрицающему всякую связь с предшествующими течениями и провозглашающим отказ от классических канонов, упрощение форм, смелое реформирование пространства. Такой поворот как нельзя кстати подходил молодым нигилистам первого послереволюционного времени. К тому же были и экономические причины резкого отказа от модернистской и классической архитектуры: частный заказчик практически исчез, а городской бюджет, едва сводивший концы с концами, был не в состоянии финансировать архитектурные изыски.
Основой новой архитектуры стал функциональный подход, провозглашавший примат функционального содержания здания над его формой: всё должно идти от функциональных задач, стоящих перед архитектором (в этом конструктивизм, возможно, неосознанно, был солидарен с модерном). Это действительно привело к возникновению ряда интересных пластических решений. Проекты зданий отличались лаконичностью форм, геометрической чёткостью, подчёркиванием несущих конструктивных элементов. Стилистика конструктивизма хорошо подходила для новых видов строений: многоквартирных домов-коммун, общественных зданий (домов и дворцов культуры, рабочих клубов, универмагов), учреждений и особенно для промышленных строек.
Среди жилых домов Ленинграда, построенных в стиле конструктивизма, выделяются две условные категории: «дома для специалистов» и «дома для рабочих», характеристики которых значительно отличались. Пример дома для специалистов: Каменноостровский проспект, 55. В рабочих кварталах строились кирпичные дома с деревянными перекрытиями в 2-4 этажа без ванных комнат. Такие дома можно встретить вокруг площади Культуры, в районе Оборонной и Тракторной улиц, в районе пересечения проспекта Обуховской обороны и проспекта Елизарова, на Кондратьевском проспекте, 40.
К характерным памятникам ленинградской архитектуры, выполненным в конструктивистском стиле, относятся здание школы им. 10-летия Октября (1925—1927 годы, архитекторы А. С. Никольский и А. В. Крестин, проспект Стачек, 5/2), Институт народов Севера (1930—1932 годы, И. И. Фомин, проспект Стачек, 30), Дворец культуры имени И. И. Газа (1930—1935 годы, А. И. Гегелло и Д. Л. Кричевский, проспект Стачек, 72), Профилакторий Кировского района (1928—1933 годы, Л. В. Руднев, О. Л. Лялин, И. И. Фомин, улица Косинова, 19/9) и др.

#### Постконструктивизм
В 1930-е годы бунтарство и аскетизм конструктивизма перестали быть нужными государству победившего пролетариата. Период 1932-1936 годов иногда называют «постконструктивизмом», он характеризует переходный период к монументальной пропаганде сталинского периода. Наряду с элементами конструктивизма появляются арки, карнизы, лоджии, колонны. В Петербурге такие здания редки; можно привести в пример Фрунзенский универмаг (1934-1938 годы, архитекторы Е. И. Катонин, Л. С. Катонин, Е. М. Соколов, К. Л. Иогансен, Московский проспект, 60), здание ОГПУ-НКВД («Большой дом»), 1931—1932 годы, архитекторы А. И. Гегелло, А. А. Оль, Н. А. Троцкий с участием Н. Е. Лансере, Ю. В. Щуко, А. Н. Душкина и др.), а также здание бывшего Гидрометеорологического техникума (ныне Санкт-Петербургский финансово-экономический колледж) на Съезжинской улице, 15-17, построенное в 1938 году.

### Советский монументализм

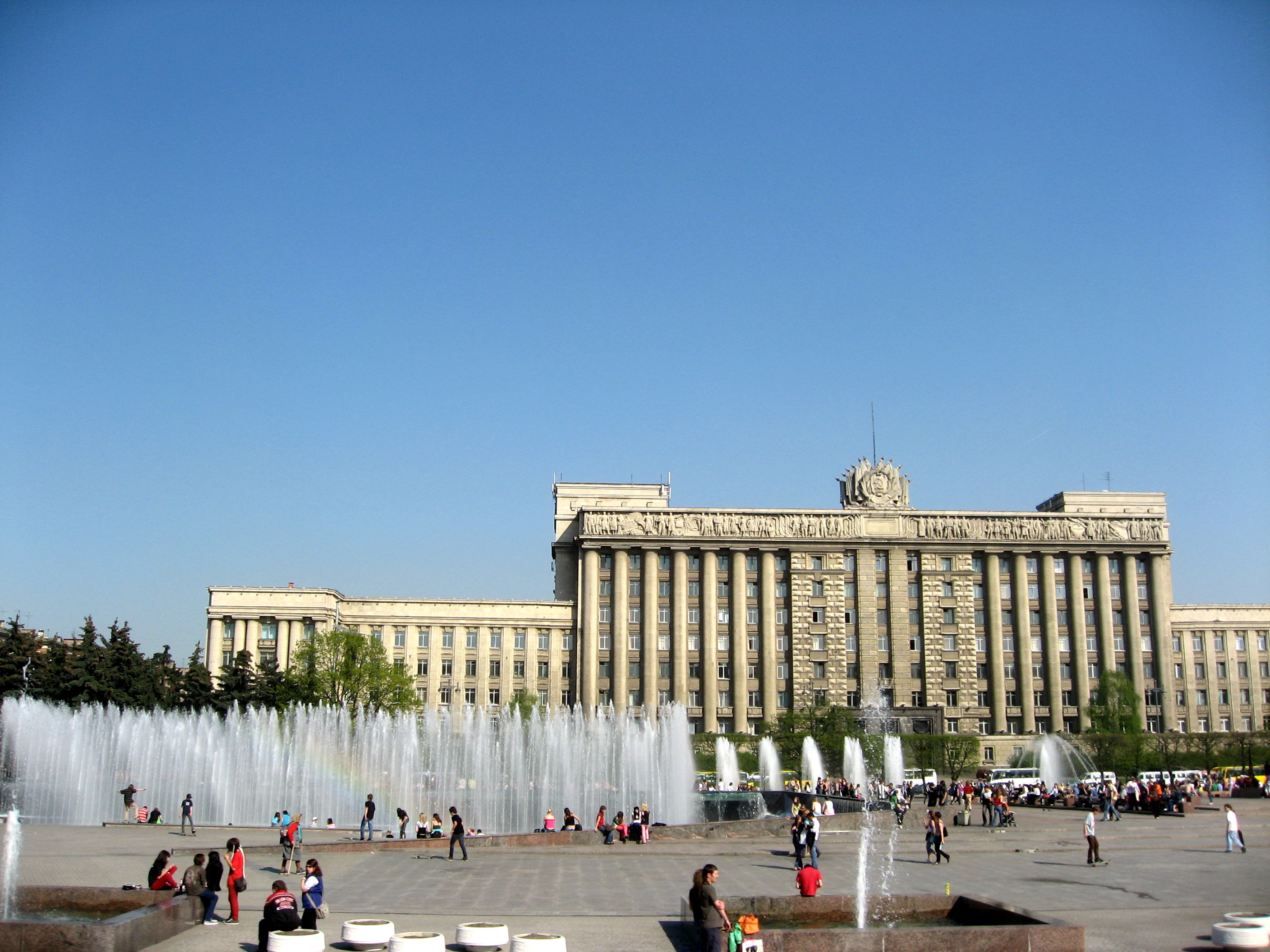
Дом Советов в ансамбле Московской площади

Примерно с 1932 года новаторский конструктивизм, как теоретически и идейно обусловленный стиль, исчезает с архитектурной арены. Правда, большое количество зданий и этого, и более позднего периода можно условно отнести к конструктивистским, но это скорее отсутствие стиля, как такового, при максимальном упрощении внешнего облика и максимальной экономии внутреннего пространства. Другие же здания того времени, в которых прослеживается определённая стилистика, создавали красивую витрину нового социально-экономического строя, называемую сейчас «Сталинской архитектурой», «монументальным классицизмом», «Сталинским ампиром», «Сталинским неоренессансом» и т. д. Однако этот стиль сложно отнести к очередной инкарнации классицизма или Возрождения, хотя бы потому, что во многих зданиях отсутствовали такие характерные признаки классики, как ордера. Часто этот стиль называют «эклектизмом», в отличие от более ранней эклектики, и датируют довольно чётко: между 1932 и 1955 годами, с перерывом на Великую Отечественную войну.
Отличительными чертами стиля являлись преимущественно крупные архитектурные формы, включая целые ансамбли, частое применение различных архитектурных ордеров, богатая по тому времени наружная отделка с барельефами, скульптурами, рустикой, наличниками, применение бетона, металла, натурального камня. В официальных зданиях предусматривалась богатая отделка интерьеров, в жилых домах — улучшенная планировка, наличие всех инженерных систем.
Одними из первых в Ленинграде в этом стиле начинают строиться жилые и общественные здания: жилой дом работников Союзверфи (1932—1934 годы, архитекторы И. А. Меерзон, З. О. Брод, В. М. Черкасский, ул. Декабристов, 29); жилой дом Главсевморпути «Дом полярников» (1935 год, архитектор А. В. Сивков, ул. Восстания, 53), здание школы № 196 (ныне детский сад № 88, 1935 год, архитекторы А. И. Гегелло, Д. Л. Кричевский с участием Е. Г. Груздевой, Моховая улица, 19) и др.
Однако наиболее выразительными памятниками эпохи являются Дом Советов (1936-1941 годы, архитекторы Н. А. Троцкий, Я. Н. Лукин, М. А. Шепилевский и др., Московский проспект, 212) и другие здания на Московском проспекте; комплексы зданий на проспекте Стачек, например, Здание Кировского райсовета (1930—1935 годы, архитектор Н. А. Троцкий, проспект Стачек, 18); Дом специалистов (1930-е годы, архитекторы Б. Р. Рубаненко, О. И. Гурьев, проспект Стачек, 9) и др. Ещё более пышно расцвели монументальные здания в послевоенное время.

### Модернизм

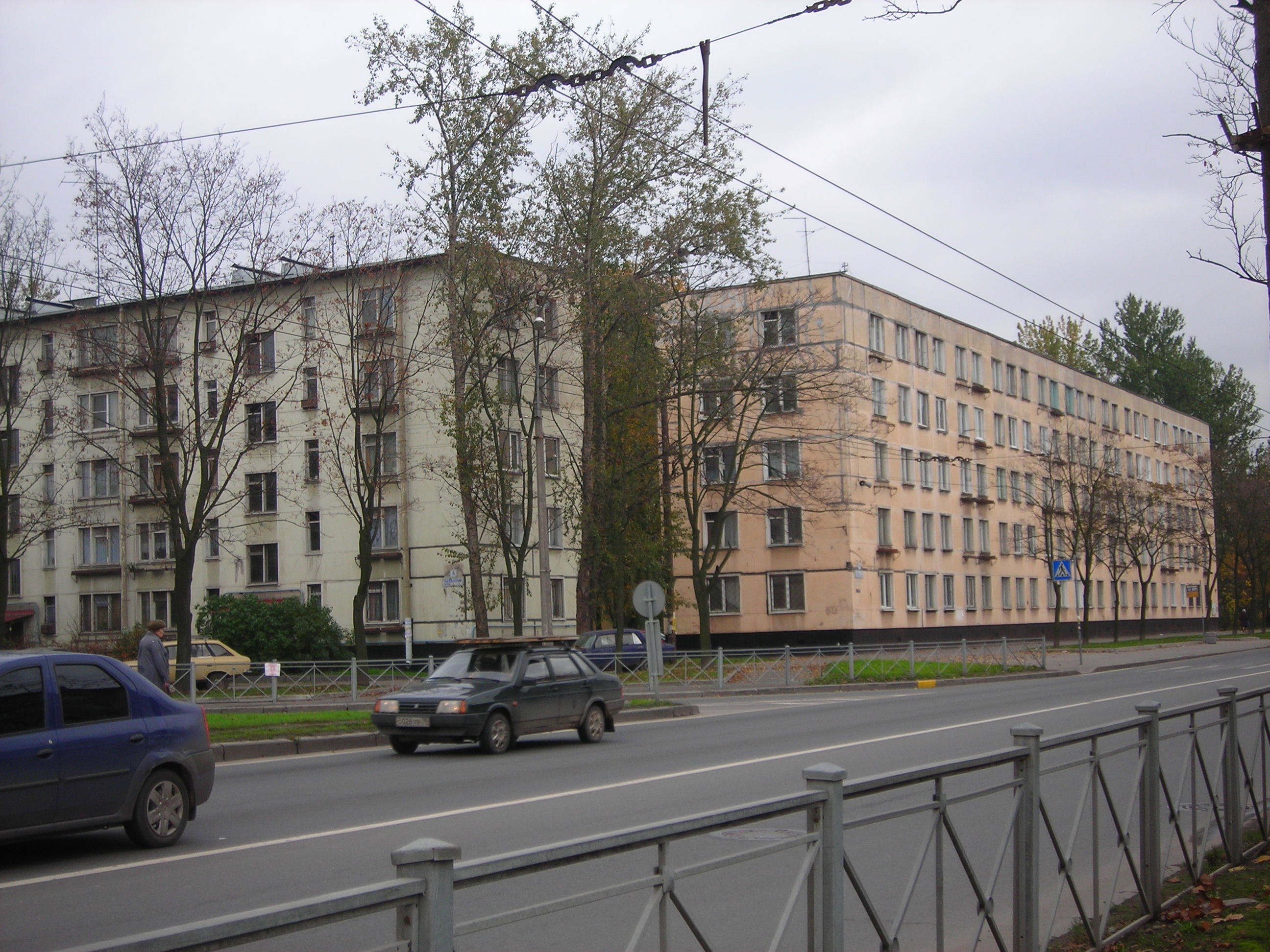
Крупноблочные дома на Трамвайном проспекте

После смерти И. В. Сталина отношение советского руководства к архитектуре и гражданскому строительству резко поменялось. 4 ноября 1955 года было принято Постановление «Об устранении излишеств в проектировании и строительстве», в котором были подвергнуты резкой критике архитекторы и проектные организации, увлёкшиеся «внешне-показной стороной архитектуры». Их обвинили в том, что «башенные надстройки, декоративные колоннады, портики и другие архитектурные излишества» отвлекают финансовые средства от строительства необходимого жилья. В частности, был подвергнут критике Главный архитектор Ленинграда в 1951-1971 годах В. А. Каменский за строительство домов на проспекте Стачек с «архаичным оформлением фасадов», архитектор Б. Н. Журавлёв за проект крупноблочного жилого дома на проспекте Сталина (ныне Московский проспект) с «приставной колоннадой». Было отмечено как недостаток, что из строящихся в Ленинграде 353 жилых домов только 14 возводились по типовым проектам.
Теперь советской архитектуре надлежало уделять главное внимание вопросам экономики, ибо «архитектуре должна быть свойственна простота, строгость форм и экономичность решений». Строительство переходило на типовые проекты жилых домов, школ, детских учреждений, больниц, магазинов, столовых, санаториев и гостиниц. Одновременно с этим предусматривалось ускоренное развитие строительной индустрии, увеличение объёма жилищного строительства, привлечение рабочих и колхозников к индивидуальному жилищному строительству. В типовых проектах применялись принципы минимизации требований к зданиям, поэтому указанный период может быть назван «минимализмом», не имеющим, однако, отношения к современному нарочито лапидарному минимализму. Более широко употребим термин «советский модернизм».

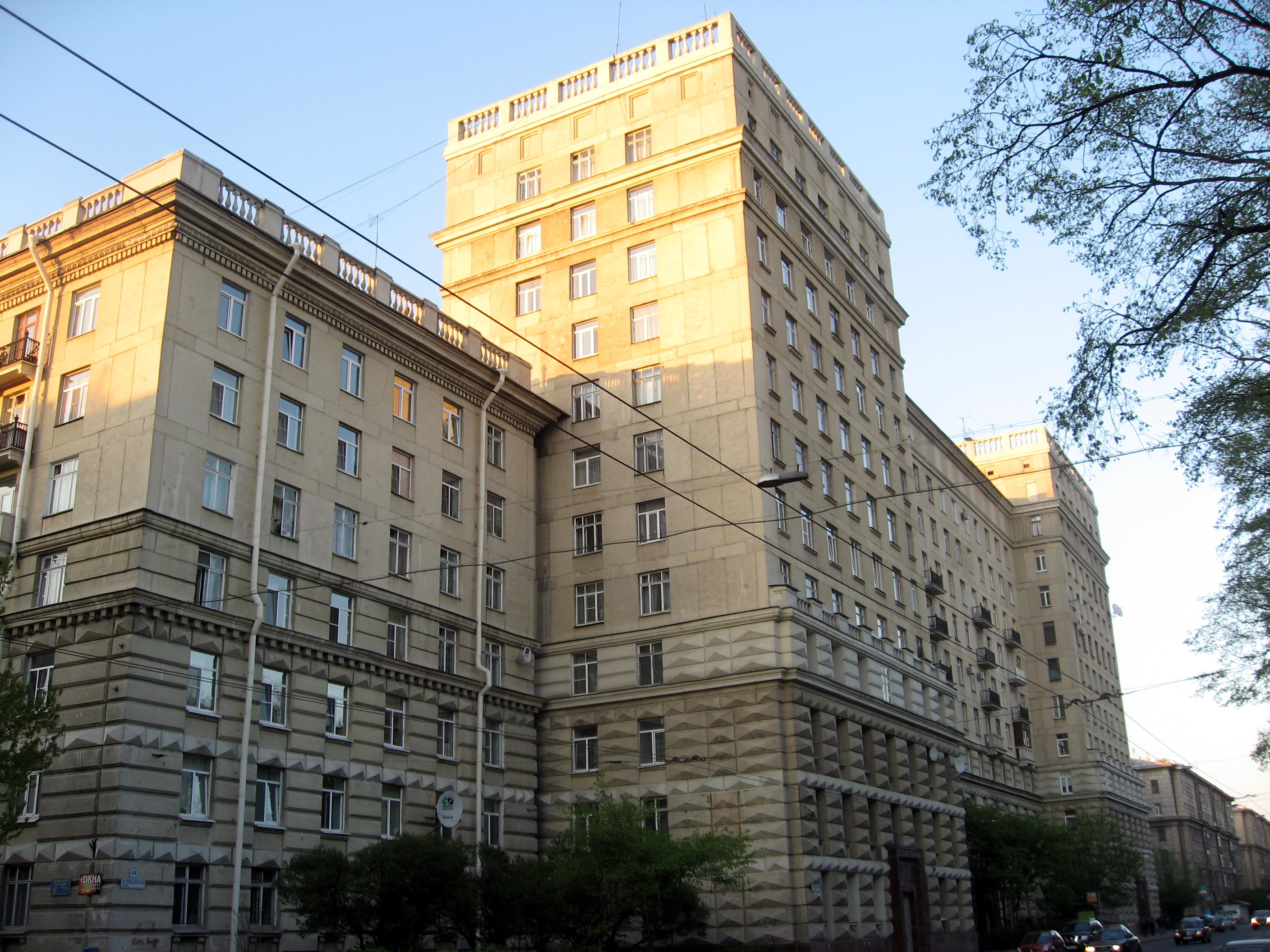
Первый 12-этажный крупноблочный дом на Кузнецовской улице

Получили широкое распространение крупнопанельные жилые, общественные и производственные здания, отличавшиеся отсутствием каких-либо элементов отделки на фасадах, кроме окраски или облицовки керамическими плитками. Эти панели обычно имели размер «на комнату» для уменьшения количества наружных швов. Тем не менее швы до сих пор остаются «больным местом» крупнопанельных зданий и требуют постоянного ремонта. Наряду с крупнопанельными домами возводили и крупноблочные здания (с меньшими размерами сборных элементов), а также кирпичные дома. В некоторых случаях и в условиях индустриализации можно было создать выразительные архитектурные композиции (например, первый в Ленинграде 12-этажный жилой дом на Кузнецовской улице, архитекторы Б. Н. Журавлёв, А. Д. Кац, инженер Н. И. Дюбов, 1957 год). Хотя, разумеется, с современной точки зрения большинство этих домов не выдерживают критики ни с архитектурной, ни с инженерно-технической, ни с социальной точек зрения. Строительные нормы и правила, введённые в 1955—1957 годах, предусматривали минимум удобств для жителей: комнаты размером 9-12 м², высоту помещений 2,5 м, совмещённые санузлы и др. Однако в то время индустриальное строительство привело к быстрому улучшению жилищных условий сотен тысяч горожан, многие из которых впервые получили отдельные квартиры. В настоящее время в домах этого класса в Санкт-Петербурге проживает 900 тысяч жителей.
В конце 1960-х годов развитие строительной индустрии и промышленности в целом позволило частично снять жесткие экономические ограничения на архитектурно-строительные решения. Строительство тесных пятиэтажек в Ленинграде прекратилось, им на смену в 1970-х годах пришли несколько более комфортные «Дома-корабли» с ленточным остеклением (серия 1-ЛГ600А, 1-ЛГ600-1), позже с лоджиями. Застройка в основном осуществлялась крупнопанельными домами высотой 9-14 этажей.
С 1980-х годов началась типовая застройка кварталов домами из сборных железобетонных панелей высотой 10-17 этажей (серии 1-ЛГ606, 121, 137, 600.11 и др.). У этих домов уже была улучшенная звуко- и теплоизоляция, большие балконы или лоджии, увеличен размер кухонь. Дома некоторых серий продолжают строиться и поныне.
В период минимализма наиболее значимые общественные объекты возводились всё-таки по индивидуальным проектам. В этот период строятся такие запоминающиеся объекты, как Дворец спорта «Юбилейный» (1967 год, архитекторы Г. П. Морозов, И. П. Сусликов, А. Я. Левханьян, Ф. Н. Яковлев, инженеры А. П. Морозов, Ю. А. Елисеев, О. А. Курбатов, Б. А. Миронков и др., проспект Добролюбова, 18); здание Детской музыкальной школы № 5 имени Е. А. Мравинского (1971 год, архитектор В. В. Попов, Варшавская улица, 44); ансамбль Площади Победы (1971-1975 годы, архитекторы С. Б. Сперанский, В. А. Каменский, скульптор М. К. Аникушин, площадь Победы); гостиница «Прибалтийская» (1970-1978 годы, архитекторы Н. Н. Баранов, С. И. Евдокимов, В. И. Ковалева, улица Кораблестроителей, 14); спортивно-концертный комплекс им. В. И. Ленина (1970-1981 год, архитекторы И. М. Чайко, Н. В. Баранов, Ф. Н. Яковлев, Н. А. Владиславлева, инженеры А. П. Морозов, О. А. Курбатов, Ю. А. Елисеев, проспект Гагарина, 8) и др.

### Постмодернизм
Особенностями архитектуры 1980-х и более поздних годов являются отказ от признания ведущей роли какого-либо одного стиля, отсутствие жанрового единства, демократизация архитектурных приёмов, отказ от унификации и усреднённых требований к архитектурному объекту. Этот период часто называют постмодернизмом, символизируя «отрицание отрицания», то есть частичный отказ от нигилистического модернизма. При этом постмодернизм — скорее идеологическое понятие, чем конкретный стиль. Различные течения постмодернизма могут не иметь ничего общего между собой и даже противоречить друг другу. Часто эти течения называют собирательно «Современная архитектура», что само по себе не говорит об их содержании. Часто также называют стили «Регионализм», «Хай-тек», «Био-тек», «Техно», «Кантри», «Деконструктивизм», «Виртуальная архитектура», «Минимализм», «Лофт» и др. А некоторые видят в современных зданиях Санкт-Петербурга возрождение северного модерна.
Упоминаемые в настоящем разделе наименования и характеристики течений в современной архитектуре являются весьма условными, так как чёткая трактовка и классификация по понятным причинам ещё не выработана. Стоит, однако, заметить, что в историческом Санкт-Петербурге современные течения выражены глуше и реже попадаются на глаза, чем в других городах. Вероятной причиной этого является соседство с произведениями великих мастеров XVIII—XIX веков, до уровня которых ни одно из современных течений не поднимается.

#### Регионализм
Регионализм возник в Западной Европе как реакция на сверкающий металлом интернациональный стиль небоскрёбов. Приверженцы регионализма стараются максимально учесть особенности своей страны, климата, ландшафта. Например, архитекторы Скандинавии отказались от плоских крыш и вернулись к традиционным крутосклонным крышам, но уже с устройством современных кровельных окон. Японские архитекторы имитируют в железобетоне традиционный деревянный каркасный сруб с большими выносами свесов массивной кровли.
В застройке Санкт-Петербурга к проявлениям регионализма можно, с определённой долей условности, отнести большинство построенных в 1991-2010 годах жилых зданий и комплексов, например, «Петровский посад» (Малая Посадская улица, 18), «Алексеевский бастион» (Репищева улица, 7), «Альба» (3-я линия Васильевского острова, 56), «Ост» (Вязовая улица, 13), «Зелёный остров» (Константиновский проспект, 26) и др.

#### Хай-тек
Стиль хай-тек (англ. hi-tech, сокращение от high technology) — высокие технологии) зародился за рубежом в конце 1970-х годов. В зданиях и сооружениях этого стиля, в том числе в интерьерах, всячески подчеркивается обилие технических, конструктивных элементов, умышленно выделяются ярким цветом воздуховоды и трубопроводы инженерных коммуникаций. Архитектор использует крупные необычные формы, металл с цветными покрытиями, цветные и зеркальные стёкла, пластик, другие современные материалы. Стиль хай-тек берёт начало в производственных зданиях и сооружениях, где он вполне естественен, но при этом распространяется на жилые и особенно офисные помещения. Однако некоторые архитекторы идентифицируют и жилые строения, как стиль хай-тек. Иногда выделяют индустриальный, геометрический и бионический хай-тек — см. ниже. В Санкт-Петербурге встречается мало, если, конечно, не считать промышленных предприятий.

#### Бионическая архитектура
За рубежом этот стиль довольно распространён, в Санкт-Петербурге же он в основном связан с оригинальным творчеством архитектора Б. А. Левинзона (рожд. 1949 г.) и его последователей. В 2002-2003 годах им был построен экспериментальный индивидуальный дом площадью 260 м² в Сестрорецке вблизи Дубковского шоссе, выполнен также ряд интерьеров. На территории коттеджного посёлка Ленэкспо был построен дом «Дельфин» (впоследствии снесён). Пластика таких домов максимально приближена к природным линиям, все силуэты криволинейны, двери заменены стрельчатыми проёмами, растительные формы не орнаментальное украшательство, а органическая часть интерьера. Как правило, применяются экологически чистые и довольно дорогие строительные материалы и технологии. Однако спрос на такие строения пока не велик, человек не готов отказаться от традиционного уклада.

#### Кантри
Кантри (англ. country — деревня, деревенский) — «деревенский» стиль, применяется, как правило, в коттеджной застройке пригородов. Экстерьеры таких зданий могут напоминать шале, терем, избу. В интерьерах широко применяется некрашеное дерево или лакированное дерево с сохранением текстуры, резьба, ткань, керамика. Как правило, на первом этаже устраивается центральный зал с камином, даже если есть современная система отопления.

#### Лофт
Лофт (от англ. loft — чердак) — «стиль чердаков», относится в основном к интерьерам. Стиль часто применяется для офисных и галерейных помещений, переоборудованных из бывших производственных зданий и цехов. Он не скрывает, а подчёркивает прошлое здания, оставляет неотделанной старые кирпичные стены, выпячивает (как и техно) подвешенные коммуникации. В Петербурге иногда встречается в помещениях, переделанных под кафе и т. д., где могут интересно смотреться голые кирпичные своды старых подвалов.

#### Стаканизм
Сложившееся ироничное название новых зданий с современном стиле, которые массово строились во время губернаторства В. И. Матвиенко (2003—2011 гг.). В основном здания представляют собой сооружения простой геометрической формы с преимущественно остеклённым фасадом, при этом архитектор фасада при попытке в некотором смысле подражать исторической фоновой постройке делал фасад более округленным и дополнял его частично или полностью стеклянными башнями на крыше или прикреплёнными в углу здания, которые иногда дополнялись стержнями — «псевдоколоннами», эркерами и шайбами. При этом внешний вид колонн или самих зданий напоминает гранёные стеклянные стаканы, за что стиль был прозван «стаканизмом». В начале периода пребывания на посту губернатора Георгия Полтавченко постепенно утеряло свою популярность.
Новое архитектурное направление неоднозначно воспринимается жителями города, и скорее негативно, особенно со стороны градозащитников ввиду его сильного диссонирующего характера. Наиболее известное здание архитектурного направления — элитная жилая многоэтажка «Монблан» высотой в 74,5 метра, построенная у берега большой Невки (архитекторы Кислова С. В., Орешкин С. И., Гайкович С. В., 2008 г., Большой Сампсониевский проспект, 4-8). Здание признано крупнейшей градостроительной ошибкой в городе, а её название получило негативный оттенок.

#### Хаотизм

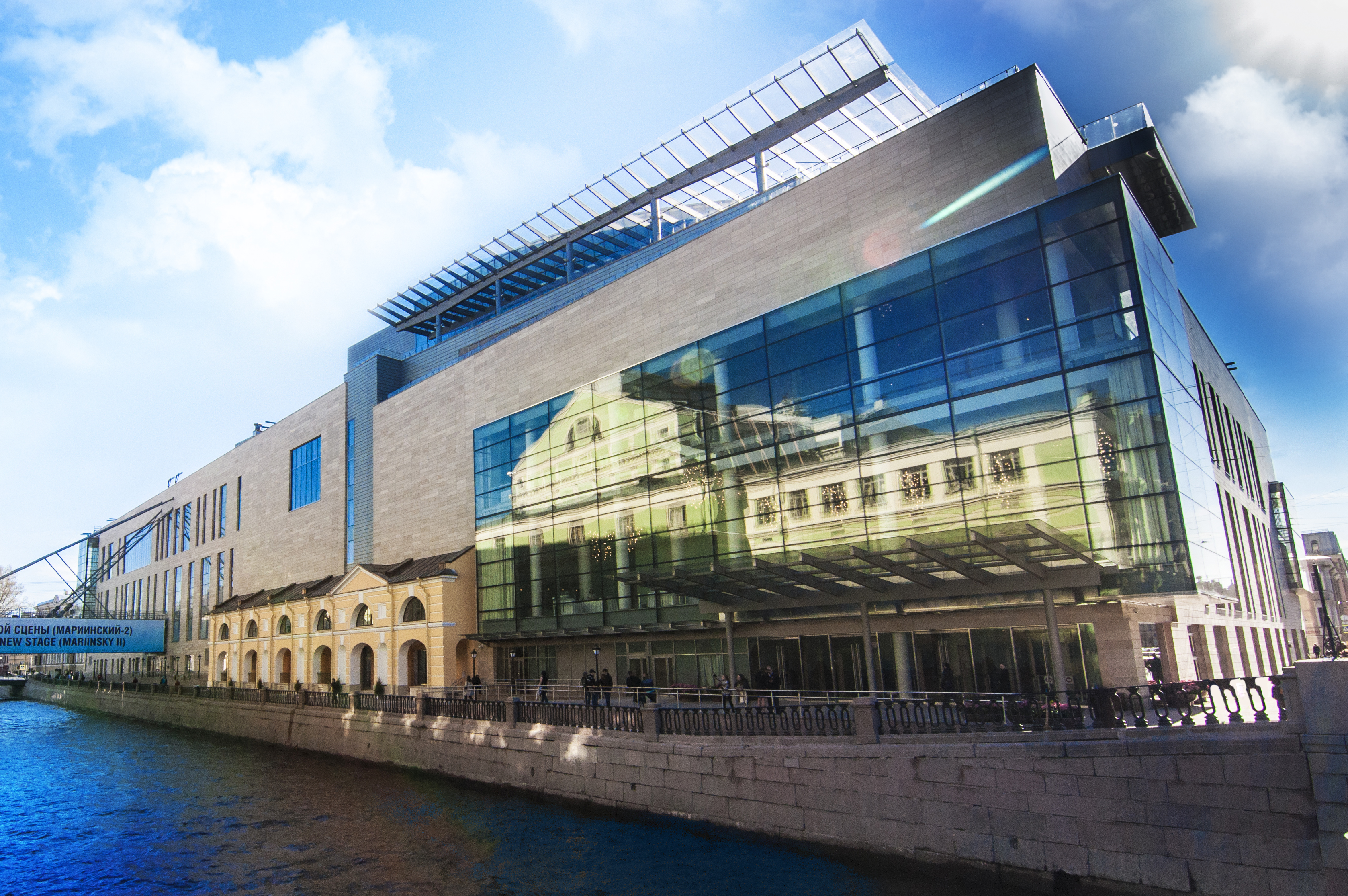
Вторая сцена государственного академического Мариинского театра, 2013

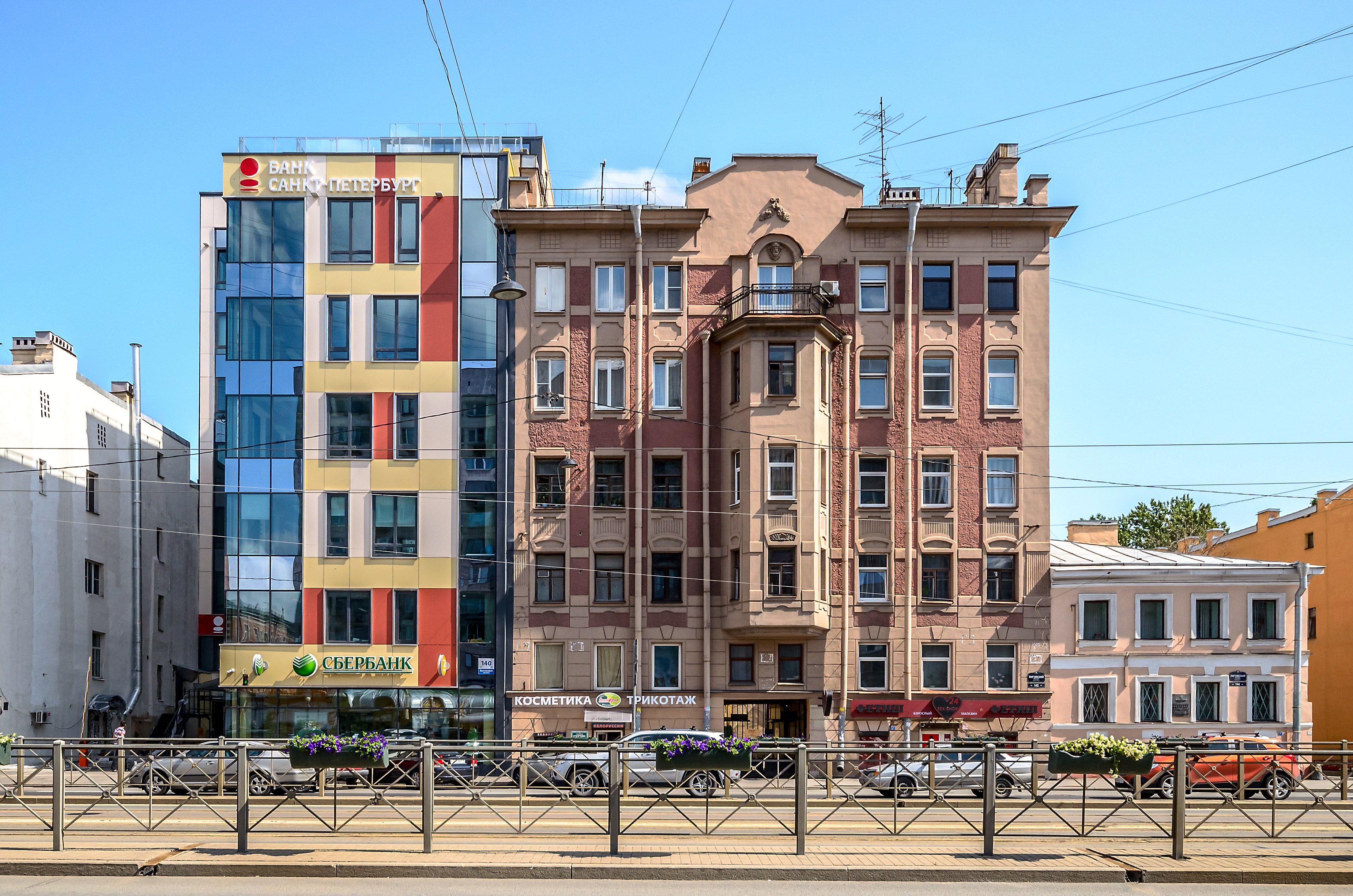
Лиговский, 140 (слева), 2015

Архитектурное направление, получившее распространение с 2010-х годов. Характеризуется хаотичным расположением окон на фасадах зданий, несимметричными геометрическими формами. Часто хаотизм применяется как способ с минимальными затратами разнообразить внешний вид фасадов. Образцом этого стиля называют Вторую сцену Мариинского театра, построенную в 2013 году по проекту Джека Даймонда (ул. Декабристов, 34), которое вызвало неоднозначную реакцию у горожан. Причиной популярности хаотизма, предположительно, является его дешевизна, а также то, что постройки не так сильно диссонируют с историческим ансамблем. По мнению некоторых экспертов, они оживляют архитектуру города и делают его более динамичным. Преимущественно в хаотизме строят жилые комплексы и бизнес-центры, однако встречаются и здания других назначений — школы, детские сады, медицинские центры. В 2016 году была возведена Свято-Духовская церковь на улице Анисимова в Колпине.

#### Фрагментизм
К 2015 году в городе набрало популярность архитектурное направление — фрагментизм, суть заключается в том, что новая постройка в историческом центре делится визуально на множество зданий, таким образом не нарушая городской ансамбль. Над внешним видом каждого «фасада» могут работать разные архитекторы. Фасады здания выполняются в основном в стиле хаотизма или классики и могут быть разного цвета, но при этом они должны складывать гармоничный архитектурный ансамбль. Архитектурное направление возникло, как реакция на строгие ограничения высотных регламентов в городе и как компромисс между застройщиками и градозащитниками.

#### Деконструктивизм
Деконструктивизм не получил распространения в Санкт-Петербурге. В первую очередь из-за консервативности архитектуры города. Единственным зданием в стиле деконструктивизм является Клубный ресторан Royal Beach, построенный на Крестовском острове в 2012—2015 годах.

### Проблема разрушения исторического Петербурга
В 2005—2008 годах при губернаторе В. Матвиенко в Санкт-Петербурге прошёл массовый снос зданий в историческом центре. Были уничтожены казармы Преображенского полка (одного из старейших в России) и сапёрного батальона (Кирочная улица), 5 домов на Невском проспекте, корпус XVIII века и интерьеры дома Чичерина, несколько домов на ул. Восстания и Литейном проспекте, дом на Вознесенском проспекте, ряд зданий на Петроградской стороне и т. д. Некоторые из снесённых домов имели официальный статус памятников архитектуры. Зимой 2008 г. полностью разрушено здание Пробирной палаты и Пробирного училища с флигелями и оградой (кон. XVIII — нач. XIX в.). В 2008 году вступили в силу изменения в законодательстве, которые, по сути, снимают запрет на приватизацию памятников федерального значения, действовавший в России с 2002 года. В этот список приватизации могут попасть около 650 строений, находящихся пока в федеральном списке охраны. Также были уничтожены целые кварталы исторической застройки.
Ряд новых строительных проектов, активно поддерживаемых городской администрацией и заинтересованными фирмами (например, «Охта-центр», ранее носил название «Газпром-сити»), реконструкция существующих архитектурных комплексов («Новая Голландия»), нарастающий объём сноса зданий фоновой застройки центра (в том числе и выявленных памятников истории и архитектуры) и появление в центре новых зданий, разрывающих ансамбли и искажающих виды, вызывают возражения у общественности и профессиональных организаций. Всё чаще звучат мнения, что такие действия могут разрушить уникальную городскую среду петербургского центра.
Эти явления вызывают также озабоченность Всемирного фонда охраны памятников и UNESCO. Городу угрожает брюсселизация.

## Известные архитекторы
В свёрнутом блоке указаны имена известных архитекторов, участвовавших в создании зданий Санкт-Петербурга, их годы жизни, годы творчества в Санкт-Петербурге и основные работы. В виде исключения приводятся данные строителей (не архитекторов), внёсших большой творческий вклад в создание облика города. Имена расположены примерно в том порядке, в каком они начинали творческую деятельность в Санкт-Петербурге. Возможны разночтения в русской транскрипции имен: Киавери/Кьявери, Маттарнови/Матарнови и т. п. Следует также иметь в виду, что архитектор ранее был не просто автором проекта, но и руководителем стройки, поэтому часто одно и то же здание вели несколько архитекторов последовательно.
К сожалению, ряд имен, особенно ранних авторов, утрачен. Например, неизвестны архитекторы Инженерного дома и Обер-комендантского дома в Петропавловской крепости, колокольни Сампсониевского собора и др.
На бывшем, ныне упразднённом кладбище Выборгской стороны, близ церкви Сампсония Странноприимца, были похоронены многие жители Петербурга, в том числе первостроители — архитекторы, скульпторы и инженеры. Их могилы не сохранились, а на части кладбища в 1928 году разбит сквер (с 1991 года Сампсониевский сад), остальная часть ушла под уличную магистраль и застройку.
По инициативе частной фирмы здесь в 1995 году был воздвигнут памятник первостроителям Санкт-Петербурга, которым город обязан своей планировкой и внешним видом. На памятнике, созданном скульптором М. М. Шемякиным и архитектором В.Бухаевым, нанесены фамилии мастеров: Шлютер(1669—1714); Жан Батист Александр Леблон (1670—1719); Доменико Андреа Трезини (1670—1734); Бартоломео Карло Растрелли (1673—1744); Бартоломео Франческо Растрелли (1700—1771). Посвященные им памятные доски из цветных металлов похищены вскоре после открытия, обсуждается вопрос о восстановлении памятника.
- Трезини, Доменико Джованни (1670—1734, 1703—1734): Петропавловская крепость, Петровские ворота и Петропавловский собор, проект застройки Васильевского острова, проекты «образцовых домов», Александро-Невский монастырь, Летний дворец Петра I, первый Зимний дворец (не сохр.), Благовещенская церковь, Здание Двенадцати коллегий, Меншиковский дворец, Гостиный двор на Васильевском острове (не сохр.), проект застройки Кронштадта и др.
- Иван Матвеев (?-1707, 1704—1707): Летний сад, Первый Зимний дворец, переправа через Фонтанку.
- Земцов, Михаил Григорьевич (1688—1743, 1710—1719 и 1723—1743): Церковь св. Симеона и Анны, Церковь Рождества Пресвятой Богородицы (не сохр.), Аничков дворец, Подзорный дворец (не сохр.), первый проект Спасо-Преображенского собора (не сохр.).
- Фонтана, Джованни Мария (1670-около 1718, 1710—1712): Меншиковский дворец.
- Болос, Харман ван (1683—1764, 1711—1764): шпиль Адмиралтейства, шпиль Петропавловского собора, мосты и др.
- Шлютер, Андреас (1662—1714, 1713—1714): Летний дворец Петра I, Грот в Летнем саду.
- Шедель, Готфрид Иоганн (ок. 1680—1752, 1713—1729): дворцы Меншикова в Петербурге, Ораниенбауме, Кронштадте.
- Маттарнови, Георг Иоганн (?-1719, 1714—1719): третий Зимний дворец, церковь Исаакия Далматского (второй Исаакиевский собор, не сохр.),Кунсткамера, Летний сад.
- Браунштейн, Иоганн Фридрих (?-?, 1714—1728): Дворцы Монплезир и Марли, павильон Эрмитаж, фонтаны, каскады и другие строения в Петергофе, здания в Ораниенбауме, Стрельне, Царском Селе[78].
- Леблон, Жан-Батист Александр (1679—1719, 1716—1719), генерал-архитектор Петербурга: генеральный план 1717 года, Стрельнинский парк, проект дворца Ф. М. Апраксина (закончен Фёдором Васильевым) на месте нынешнего Зимнего дворца[79], первый вариант Большого Петергофского дворца, возможно, Монплезир в Петергофе. Построек не сохранилось.
- Киавери, Гаэтано (1689—1770, 1717—1737): Кунсткамера, второй Исаакиевский собор, Большой дворец в Стрельне.
- Микетти, Николо (1675—1759, 1718—1723), главный архитектор Петербурга: достройка Летнего сада, Монплезира и Эрмитажа в Петергофе, Большого дворца в Стрельне.
- Гербель, Николаус Фридрих (Николай Фёдорович) (?-1724, 1719—1724): Конюшенный двор и церковь Спаса нерукотворного образа, Кунсткамера, Мытный двор (не сохр.), Партикулярная верфь.
- Бартоломео Растрелли (1700—1771, 1722—1763): Смольный монастырь, дворец М. И. Воронцова, дворец А. С. Строганова, Путевой дворец на Средней Рогатке (не сохр.), Летний дворец Елизаветы Петровны (не сохр.), Большой Петергофский дворец, Большой дворец и павильоны в Царском Селе, Зимний дворец.
- Мичурин, Иван Фёдорович (1700—1763, ок.1723-1731): дворец в Стрельне и др.
- Еропкин, Пётр Михайлович (1689—1740, 1724—1740): генеральный план Санкт-Петербурга, лютеранская церковь Святой Анны.
- Пьетро Трезини (1692-после 1760, 1726—1751): Успенский собор (не окончен), восстановление Исаакиевской церкви, Спасо-Преображенский собор, Сергиева пустынь в Стрельне.
- Коробов, Иван Кузьмич (1701—1747, 1727—1741): церковь Святого Пантелеймона на Фонтанке, второе здание Адмиралтейства, Богословская церковь в Кронштадте (не сохр.), гидротехнические сооружения в Галерной гавани.
- Квасов, Андрей Васильевич (1720-после 1770, 1734—1770): Большой дворец в Царском Селе, Анненгофский и Лефортовский дворцы, Церковь Спаса на Сенной (не сохр.).
- Чевакинский, Савва Иванович (1709-между 1774 и 1780, 1739—1767): Никольский Морской собор, дворец П. Б. Шереметьева на Фонтанке, дворец И. И. Шувалова на Итальянской улице, лесные склады в Новой Голландии, восстановление Кунсткамеры, Большой дворец в Царском Селе, павильон Монбижу в Александровском парке (не сохр.).
- Аргунов, Фёдор Семёнович (1733—1768, 1750—1755): дворец П. Б. Шереметьева на Фонтанке.
- Фельтен, Юрий Матвеевич (1730—1801, 1751—1794): Старый Эрмитаж, Чесменский дворец, Чесменская церковь, Александровский сиротский институт около Смольного, церкви Святой Анны и Святой Екатерины, армянская церковь Святой Екатерины на Невском проспекте, решетка Летнего сада.
- Антонио Ринальди (1709—1794, 1751—1784): Тучков буян, Князь-Владимирский собор, Мраморный дворец, третий Исаакиевский собор, костёл Святой Екатерины на Невском проспекте, дом Мятлевых (Исаакиевская пл., 9/2), Гатчинский дворец и др.
- Вист, Александр Францевич (1722—1794, 1752-после 1780): церковь Вознесения господня у Екатерининского канала (не сохр.), Исаакиевский собор, Андреевский собор, плашкоутный Каменноостровский мост и др.
- Кокоринов, Александр Филиппович (1726—1772, 1754—1771): здание Академии художеств, дворец К. Г. Разумовского (наб. Мойки, 48) и др.
- Баженов, Василий Иванович (1737—1799, 1755—1766 и в 1790-х) Никольский морской собор, проект Михайловского замка; возможно, дом Теплова (Свердловская наб., 40) и др.
- Валлен-Деламот, Жан Батист (1729—1800, 1759—1775): фасад Академии художеств, костёл Святой Екатерины на Невском проспекте, Малый Эрмитаж, достройка Гостиного двора, дворец графа И. Г. Чернышёва, дворец Юсуповых, склады и арка Новой Голландии и др.
- Старов, Иван Егорович (1744—1808, 1768—1808): Таврический дворец, Троицкий собор и Надвратная церковь Александро-Невской лавры, перестройка Князь-Владимирского собора, Софийский собор в Пушкине, пригородные усадьбы.
- Львов, Николай Александрович (1751—1803, 1776—1803): Невские ворота Петропавловской крепости, здание Почтамта, Свято-Троицкая церковь, Приоратский дворец в Гатчине.
- Чарльз Камерон (1743—1812, 1779—1805): Холодные бани, Агатовые комнаты и Камеронова галерея в Царском Селе, Софийский собор в Пушкине, Павловский дворец и парк.
- Воронихин, Андрей Никифорович (1759—1814, 1779—1814): Казанский собор, здание Горного института, интерьеры Павловского дворца и Строгановского дворца, Розовый павильон в Павловске.
- Джакомо Кваренги (1744—1817, 1780—1817): Английский дворец в Петергофе (не сохр.), Мариинский госпиталь и церковь в Павловске (Садовая, 17), здание Академии наук на Универстетской набережной, Эрмитажный театр у Зимней канавки (Дворцовая наб., 32), Иностранная коллегия на Английской набережной, Серебряные ряды (Невский проспект, 31-33), дом Салтыковых на Марсовом поле, Дом Чичерина (Невский пр., 15), Дворец Юсуповых на Садовой улице, Главная аптека на Миллионной улице, 4, Мариинская больница на Литейном проспекте, 56, Екатерининский институт благородных девиц на Фонтанке, Смольный институт, Конногвардейский манеж, Александровский дворец и Концертный зал в Царском Селе и др.
- Винченцо (Викентий Францевич) Бренна (1745—1820, 1783—1802): Михайловский замок, интерьеры Павловского дворца, перестройка и интерьеры Гатчинского дворца и др.
- Луиджи (Алоизий Иванович) Руска (1762—1822, 1783—1818): дворец Бобринских на Галерной улице, театр Таврического дворца, казармы Кавалергардского, Измайловского, Гренадерского, Астраханского полков, дом ордена иезуитов на Екатерининском канале (ныне наб. канала Грибоедова, 8), «дом с четырьмя колоннадами» (Садовая, 12/23), Портик (Невский проспект, 33а) и мн. др.
- Демерцов, Фёдор Иванович (1762—1823, 1782—1816): здание Инженерного кадетского корпуса (Петроградская сторона, ул. Красного Курсанта, 14), дом П. В. Неклюдова, позже А. Н. Голицина (наб. реки Фонтанки, 20), казармы Семеновского, Измайловского, Преображенского полков, собор преподобного Сергия Радонежского (Литейный пр., 6 на углу ул. Чайковского, перестроен), церковь Знамения Господня (напротив Московского вокзала, не сохр.).
- Захаров, Андреян Дмитриевич (1761—1811, 1786—1811): третье здание Адмиралтейства, Андреевский собор в Кронштадте (не сохр.); планировка Галерной гавани, Провиантского острова, Выборгской стороны и других районов Санкт-Петербурга.
- Тома де Томон (1760—1813, 1799—1813): Биржа и ансамбль Биржевой площади на стрелке Васильевского острова, особняк Лаваль (Английская наб., 4), перестройка Большого театра (не сохр.), торговые склады Сальный буян (не сохр.).
- Вильям (Василий Иванович) Гесте (1763—1832, 1808—1820): Ижорский завод, чугунные мосты через Мойку, Пряжку и Введенский канал, ряд домов в Царском Селе, генеральные планы застройки Царского Села, Шлиссельбурга и др.
- Стасов, Василий Петрович (1769—1848, 1808—1848): Провиантские склады на Обводном канале, Ямской рынок на Разъезжей ул., здания Академии наук на Васильевском острове, Павловских казарм на Марсовом поле, Спасо-Преображенского собора и Троице-Измайловского собора, Нарвские и Московские триумфальные ворота, дворцы и другие здания в Царском Селе.
- Мельников, Авраам Иванович (1784—1854, 1811—1854) Никольская единоверческая церковь (ул. Марата, 24а), перестройка храма Спаса-на-Сенной, доходные дома (Английская наб., 26, наб. Макарова, 26 и др.); ректор Академии художеств в 1831—1851 гг.
- Карло Росси (1755—1849, 1815—1832): Дворцовая площадь со зданием Главного штаба, Сенатская площадь со зданиями Сената и Синода, Михайловская площадь с Михайловским дворцом, Александринская площадь со зданием Александринского театра, Елагин дворец и парк, мосты через Мойку и Фонтанку, Публичная библиотека на Невском проспекте, павильоны Аничкова дворца, здания на Театральной улице.
- Плавов, Пётр Сергеевич (1794—1864, 1815—1864): перестройка зданий Опекунского совета (ул. Казанская, 7), Императорского Санкт-Петербургского воспитательного дома (наб. Мойки, 52) и смежного Императорского училища глухонемых (Гороховая ул., 18), здание Обуховской женской больницы (наб. Фонтанки, 106), ряд церквей.
- Бетанкур, Августин Августинович (1758—1824, 1816—1824): руководитель «Комитета для приведения в лучшее устройство всех строений и гидравлических работ»; строительство Исаакиевского собора, Александровской колонны, Адмиралтейской набережной, Каменноостровского моста.
- Огюст Монферран (1786—1858, 1816—1858): Исаакиевский собор, дом князя Лобанова-Ростовского (Адмиралтейский проспект, 12), особняк Демидова (Гагарина) на Большой Морской ул., Александровская колонна на Дворцовой площади, интерьеры Зимнего дворца, собственный дом (наб. Мойки, 86).
- Тон, Константин Андреевич (1794—1881, 1817—1858): здание Академии художеств и пристань со сфинксами (Университетская наб., 17), церковь Св. Екатерины в Екатерингофе (не сохр.), Николаевский (Московский) вокзал (пл. Восстания, 2), церкви в Царском Селе, Петергофе (не сохр.), доходные дома (Малая Морская ул., 8, Садовая ул., 71); ректор Академии художеств с 1854 г.
- Штакеншнейдер, Андрей Иванович (1802—1865, 1825—1865): Мариинский дворец (Исаакиевская пл., 6), Ново-Михайловский дворец (Дворцовая наб., 18), Николаевский дворец (пл. Труда, 4), дворец Белосельских-Белозерских (Невский просп., 41), Павловский вокзал (не сохр.), собственный дом на Миллионной ул., 10, особняк А. Г. Кушелёва-Безбородько (наб. Кутузова, 24/1), частные особняки; интерьеры в Зимнем дворце, Аничковом дворце, Старом Эрмитаже; павильоны и интерьеры в Петергофе, дворец в Сергиевке и мн. др.
- Брюллов, Александр Павлович (1798—1877, 1829—1877): Михайловский театр (пл. Искусств, 1), Лютеранская церковь Св. Петра и Павла (Невский проспект, 22а), здание Штаба Гвардейского корпуса (Дворцовая пл., 4), реконструкция и интерьеры Мраморного дворца, служебный корпус Мраморного дворца, восстановление Зимнего дворца после пожара 1837 г., Пулковская обсерватория, церковь в Парголове, жилые дома и др.
- Горностаев, Алексей Максимович (1808—1862, 1829—1862): строительство Михайловского театра (пл. Искусств, 1), усадьба Орловых-Денисовых (Коломяги, ул. Главная, 32), подворье Троице-Сергиевой пустыни (наб. Фонтанки, 44), Здание Капитула российских орденов (Гагаринская ул., 6а), усадьбы.
- Боссе, Гаральд Юлиус (1812—1894, 1832—1863): немецкая церковь (Большая Морская ул., 58, перестроена), дом И. В. Пашкова (Литейный просп., 39), особняк Л. В. Кочубея (ул. Чайковского, 30), особняк Е. М. Бутурлиной (ул. Чайковского, 10), другие особняки, доходные дома.
- Кавос, Альберт Катеринович (1800—1863, 1832—1863): перестройка Большого театра (Театральная пл., 3), здание Мариинского театра и его восстановление (Театральная пл., 1), дом Почтового ведомства (Почтамтская ул., 3) и др.
- Ефимов, Николай Ефимович (1799—1851, 1840—1851): здание Городской думы (Думская ул., 3), Новый Эрмитаж, здание Министерства государственных имуществ (Исаакиевская пл., 4); интерьер Георгиевского зала в Зимнем дворце, Воскресенский Новодевичий монастырь (Московский пр., 100).
- Журавский, Дмитрий Иванович (1821—1891, 1842—1876), инженер: реконструкция шпиля Петропавловского собора, мосты на Николаевской железной дороге, реконструкция Ладожских каналов.
- Кракау, Александр Иванович (1817—1888, 1846—1888): Балтийский вокзал, особняк А. Л. Штиглица (Английская наб., 68), Мариинский рынок на Садовой ул. (не сохр.), дом Общества взаимного поземельного кредита (Адмиралтейской наб., 14), больница Общины сестер милосердия (ул. Чайковского, 73) и др.
- Монигетти, Ипполит Антонович (1819—1878, 1847—1869): особняк Т. П. Дылева (наб. Обводного канала, 155), дом Н. П. Жеребцовой (Гороховая ул., 9), дворец М. В. Воронцовой (наб. р. Мойки, 106).
- Бенуа, Николай Леонтьевич (1813—1898, 1848—1898): перестройка Мариинского театра, Костел Посещения Пресвятой Девы Марии (Выборгская сторона, Минеральная ул., 23), здание Общества взаимного поземельного кредита (Адмиралтейская наб., 14), здания в Петергофе, доходные дома, вокзалы в Стрельне, Красном Селе и др.
- Гримм, Давид Иванович (1823—1898, 1855—1898): доходный дом Башмакова (наб. р. Мойки, 42), памятник Славы, проект Великокняжеской усыпальницы в Петропавловской крепости, церковь Св. Ольги в Михайловке, ц. Покрова в Егерской слободе в Гатчине.
- Резанов, Александр Иванович (1817—1887, 1857—1887): дворец великого князя Владимира Александровича (Дворцовая наб., 26), Борисоглебская церковь (не сохр.); в 1871—1887 гг. ректор Академии художеств.
- Китнер, Иероним Севастьянович (1839—1929, 1859—1917): здание Сельскохозяйственного музея в Соляном городке (Гангутская ул. 1, не сохр.), здание Института гражданских инженеров во второй роте Измайловского полка (2-я Красноармейская ул., 4), рыночные павильоны на Сенной площади (не сохр.), школа лютеранского прихода св. Екатерины (Большой проспект Васильевского острова, 55а), особняк и фабрика К. Б. Зигеля (ул. Марата, 63 и ул. Достоевского, 40), Пальмовая оранжерея в Ботаническом саду Академии наук, лабораторный корпус Института инженеров путей сообщения.
- Шрётер, Виктор Александрович (1839—1901, 1862—1901): перестройка Мариинского театра, Дворец Владимира Александровича (Дворцовая наб., 26), здание торгового дома «Штоль и Шмидт» (М. Морская ул., 11), здание Русского для внешней торговли банка (Б. Морская ул., 32), собственный дом (наб. Мойки, 112, 114), доходные дома, особняки.
- Гартман, Виктор Александрович (1834—1873, 1869—1871): Всероссийская мануфактурная выставка в Соляном городке, доходный дом Г. Ф. Киселёва (8-я линия Васильевского острова, 35), особняк И. К. Мясникова (ул. Восстания, 45).
- Сюзор, Павел Юльевич (1844—1919, 1869—1910): дом компании «Зингер» (ныне Дом книги, Невский просп., 28), дом Общества взаимного кредита (Екатерининский канал, ныне канал Грибоедова, 13), гостиница «Москва» (Невский просп., 49/2), Гомеопатическая больница им. Александра II (на Лицейской ул., ныне ул. Рентгена), общественные бани на улицах Бассейной, Большой Пушкарской, на набережной Мойки, дома кн. В. А. Ратькова-Рожнова на Кирочной, Пантелеймоновской и Думской улицах, застройка Пушкинской улицы, доходные дома на Фурштатской ул. и мн. др.
- Месмахер, Максимилиан Егорович (1842—1906, 1872—1886): церковь Косьмы и Дамиана (Кирочная ул., 28а, не сохр.), дворец великого князя Алексея Александровича (наб. р. Мойки, 122), дворец великого князя Михаила Михайловича (Адмиралтейская наб., 8), здание Архива Государственного совета (Миллионная ул., 36), здание музея Центрального училища технического рисования барона А. Л. Штиглица (Соляной пер., 13).
- Бенуа, Леонтий Николаевич (1856—1928, 1879—1828): здание Придворной певческой капеллы, окончание строительства Великокняжеской усыпальницы в Петропавловской крепости, здания страхового общества «Россия» (Б. Морская ул., 47) и Первого Российского страхового общества (Б. Морская ул., 40), здания нескольких банков на Невском проспекте, клиника Отта на Университетской линии, католический костёл в Ковенском пер., дворец выставок на Екатерининском канале («корпус Бенуа» Русского музея); доходные дома и особняки.
- Барановский, Гавриил Васильевич (1860—1920, 1883—1916): Дом торгового товарищества «Братья Елисеевы» (Невский проспект, 56), доходные дома и особняки Елисеевых, Буддийский храм в Санкт-Петербурге (Приморский проспект,91) и др.
- Лидваль, Фёдор Иванович (1870—1945, 1896—1917): гостиница М. А. Александрова (Апраксин пер., 6), собственный доходный дом с мастерской (Каменноостровский проспект, 1-3); доходные дома А. Ф. Циммермана (Каменноостровский проспект, 61), здание шведской церкви св. Екатерины М. Конюшенная ул., 3), дом Н. А. Мельцера (Б. Конюшенная ул., 19), дом О. И. Либиха (Моховая ул., 14) дом Толстого на наб. Фонтанки, дом Нобеля на Нюстадской ул., здание Азовско-Донского банка (Б. Морская ул., 3-5), гостиница «Астория» (Б. Морская ул., 39), дома на острове Голодай («Новый Петербург»).
- Перетяткович, Мариан Марианович (1872—1916, 1903—1916): Русский торгово-промышленный банк (Б. Морская ул., 15), банкирский дом М. И. Вавельберга (Невский просп., 9/1), дом Городских учреждений (Кронверкский пр., 49), Храм-памятник русским морякам, погибшим в войне с Японией на Ново-адмиралтейском канале (не сохр.), здание Министерства торговли и промышленности (наб. Макарова, 8).
- Оль, Андрей Андреевич (1883—1958, 1907—1958): доходный дом на Аптекарском острове в Санкт-Петербурге, Торговый дом В. П. Липина (Мучной пер., 2), особняки; электростанция «Уткина заводь», здание ОГПУ-НКВД-МВД (Литейный пр., 4), школы, жилые дома на просп. Стачек, в Автово и др.
- Фомин, Иван Александрович (1872—1936, 1910—1923): особняки А. А. Половцова (наб. Средней Невки, 6) и С. С. Абамелек-Лазарева (наб. р. Мойки, 21-23); проекты застройки острова Голодай «Новый Петербург», Марсова поля.
- Щуко, Владимир Алексеевич (1878—1939, 1910—1928): Московский банк (Невский просп., 14, не закончен), доходные дома № 63 и 65 на Каменноостровском пр.; пропилеи в Смольном, Дом Культуры завода «Большевик» (просп. Обуховской Обороны, 223).
- Руднев, Лев Владимирович (1885—1956, 1915—1948): памятник на Марсовом поле, Профилакторий Московско-Нарвского района (ул. Косинова, 19), Профилакторий Володарского района (пр. Елизарова, 32).
- Троцкий, Ной Абрамович (1895—1940, 1922—1940): Василеостровский дворец культуры им. С. М. Кирова, Дом Советов (Московский просп., 212), здание Кировского райсовета (просп. Стачек, 18), Мясокомбинат им. С. М. Кирова (Московское шоссе, 13), здание ОГПУ-НКВД-МВД (Литейный проспект, 4), жилые дома, школы.
- Гельфрейх, Владимир Георгиевич (1885—1967, 1923—1929): пропилеи в Смольном, Дом Культуры завода «Большевик» (просп. Обуховской Обороны, 223), подстанция Волховской ГЭС.

## Выдающиеся архитектурные объекты

### Архитектурные ансамбли Санкт-Петербурга
- Дворцовая площадь
- Сенатская площадь
- Исаакиевская площадь
- Стрелка Васильевского острова
- Площадь Искусств
- Площадь Островского
- Площадь Восстания
- Площадь Александра Невского
- Суворовская площадь
- Сенная площадь

### Ансамбли пригородов Санкт-Петербурга
- Петергоф (дворцово-парковый ансамбль)
- Большой Петергофский дворец
- Большой Екатерининский дворец
- Александровский дворец
- Павловск (музей-заповедник)
- Павловский дворец
- Константиновский дворец
- Большой Гатчинский дворец
- Ораниенбаум (дворцово-парковый ансамбль)

### Архитектурные памятники Санкт-Петербурга
В свёрнутом списке упомянуты наиболее выдающиеся памятники архитектуры, построенные в Санкт-Петербурге за три века. Список представлен в приблизительной хронологической последовательности, в случае нескольких этапов строительства — по времени наиболее значительной перестройки. За основу взят перечень архитектурных памятников из книги Б. М. Кирикова.
- Петропавловская крепость, 1703—1705, 1730—1740
- Домик Петра I, 1703
- Летний дворец Петра I, Летний сад, 1710—1714
- Меншиковский дворец, 1710—1714
- Кикины палаты, 1714—1720
- Александро-Невская лавра, 1715—1730, 1776—1790
- Петропавловский собор, 1712—1733
- Кунсткамера, 1718—1734
- Церковь святых праведных Симеона и Анны, 1731—1734
- Сампсониевский собор, 1728—1740
- Здание Двенадцати коллегий, 1722—1742
- Дворец Шереметьевых, 1740-е
- Аничков дворец, 1741—1754
- Строгановский дворец, 1753—1754
- Воронцовский дворец, 1749—1757
- Зимний дворец, 1754—1762
- Никольский морской собор, 1753—1762
- Смольный монастырь и Смольный собор, 1744—1764
- Владимирский собор, 1761—1769
- Государственный Эрмитаж, 1764—1775, 1771—1787, 1842—1851
- Дворец Юсуповых (Шуваловых), 1770-е
- Чесменский дворец, Чесменская церковь, 1774—1777
- Каменноостровский дворец и церковь Иоанна Предтечи, 1776—1780
- Новая Голландия, 1765—1780
- Храм Святой Екатерины Александрийской, 1763—1782
- Мраморный дворец, 1768—1785
- Большой гостиный двор, 1761—1785
- Андреевский собор, 1764—1786
- Императорская Академия художеств, 1764—1788
- Князь-Владимирский собор, 1741—1789
- Таврический дворец, 1783—1789
- Петербургская академия наук, 1783—1789
- Государственный ассигнационный банк, 1783—1790
- Троицкая церковь, 1785—1790
- Михайловский замок, 1797—1800
- Конногвардейский манеж, 1804—1807
- Смольный институт, 1806—1808
- Казанский собор, 1801—1811
- Горный институт, 1806—1811
- Биржа, 1805—1810
- Елагин дворец и ансамбль Елагина острова, 1818—1822
- Адмиралтейство, 1806—1823
- Главные императорские конюшни, 1817—1823
- Михайловский дворец, 1819—1825
- Главный штаб, 1819—1829
- Спасо-Преображенский собор, 1827—1829
- Нарвские триумфальные ворота, 1827—1834
- Здание Сената и Синода, 1829—1834
- Александровская колонна, 1830—1834
- Александринский театр, 1828—1834
- Троице-Измайловский собор, 1828—1835
- Пантелеимоновская церковь, 1834—1835
- Московские Триумфальные ворота, 1834—1838
- Лютеранская церковь Святых Петра и Павла, 1833—1838
- Мариинский дворец, 1839—1844
- Дворец Белосельских-Белозерских, 1847—1848
- Мариинский театр, 1847—1848
- Московский вокзал, 1845—1851
- Исаакиевский собор, 1818—1858
- Особняк З. И. Юсуповой, 1852—1858
- Ново-Михайловский дворец, 1857—1862
- Дворец великого князя Владимира Александровича, 1867—1872
- Музей училища барона А. Л. Штиглица, 1878—1881
- Дома В. А. Шрётера на набережной р. Мойки, 1890—1899
- Дом торгового товарищества «Братья Елисеевы», 1902—1903
- особняк Э. Г. Фолленвейдера, 1904—1905, дом Р. Ф. Мельцера, 1904—1906
- Доходный дом И. Б. Лидваль, 1899—1904
- Дом компании «Зингер», 1902—1904
- Витебский вокзал, 1902—1904
- Особняк М. Ф. Кшесинской, 1904—1906
- Здание торгового дома «Эсдерс и Схейфальс», 1906—1907
- Храм Воскресения Христова (Спас на крови), 1883—1907
- Торговый дом Гвардейского экономического общества, 1908—1909
- Училищный дом имени Петра Великого, 1909—1911
- Доходный дом М. П. Толстого, 1910—1912
- Торговый дом Ф. Л. Мертенса, 1911—1912
- Здание Азовско-Донского банка, 1907—1913
- Соборная мечеть, 1909—1913
- Здание Русского торгово-промышленного банка (Санкт-Петербург), 1912—1914
- Дома общества «Новый Петербург», 1912—1914
- Доходные дома К. И. Розенштейна, 1910—1915
- Дворец культуры имени А. М. Горького, 1925—1927, и ансамбль площади Стачек, 1925—1932
- Дом-коммуна общества Политкаторжан, 1929—1933
- Кировский райсовет, 1931—1935
- Дом Советов, 1936—1941
- Станции метрополитена Площадь Восстания, Кировский завод, Автово и др., 1945—1955
- Финляндский вокзал, 1955—1960
- Спорткомплекс «Юбилейный», 1967
- Площадь Победы, 1973—1975
- Гостиница «Прибалтийская», 1976—1978
- Спортивно-концертный комплекс им. В. И. Ленина, 1975—1980
- Морской вокзал, 1977—1982